# Staatskrise in Ägypten 2013/2014
Nachdem seit November 2012 wiederkehrende Proteste gegen den Staatspräsidenten Mohammed Mursi im Juni 2013 zunehmend gewalttätig geworden waren, putschte am 3. Juli 2013 das Militär, stürzte die Regierung, setzte die Verfassung außer Kraft und übernahm die Macht. Seit dem Putsch hielten Proteste von Gegnern des Putsches, vor allem Unterstützer des gestürzten Präsidenten, über Monate hinweg an. Es kam zu blutigen Zusammenstößen und Massentötungen, bei denen weit über tausend Menschen, überwiegend Putschgegner, starben.
Das vom Militärratschef Abd al-Fattah as-Sisi geführte Militär bezeichnete den Umsturz als „Zweite Revolution“ und behauptete, der Sturz Mursis sei vom Volk gewollt, das mit politischen und ökonomischen Missständen unzufrieden gewesen sei. Die Generäle warfen den Muslimbrüdern außerdem vor, einer Agenda der USA und der EU gefolgt zu sein und gleichzeitig eine Politik des Terrors betrieben zu haben, indem sie die islamistischen Aufständischen, die auf dem Sinai das Militär bekämpften, unterstützt hätten. Westliche Medien berichteten, Mursi sei abgesetzt worden, nachdem dieser die Hoffnungen vieler Ägypter auf eine Demokratisierung nach dem Sturz Mubaraks 2011 enttäuscht habe. Anhänger des gestürzten Präsidenten Mursi und Menschenrechtsgruppen warfen dem Militär vor, den gewählten Präsidenten durch einen Putsch gestürzt zu haben und zum Regime des langjährigen Machthabers Mubarak zurückkehren zu wollen.
Bei dem Sturz Mursis wirkte eine Allianz aus Militärs, Justiz und Sicherheitsapparat zusammen. Der Putsch wurde vom koptischen Patriarchen, Papst Tawadros II., dem Imam der Kairoer al-Azhar-Universität, Großscheich Ahmed Tayeb, Vertretern der Protestbewegung Tamarod sowie zumindest anfänglich vom linksliberalen Führer des Oppositionsbündnisses Nationale Heilsfront, Mohammed el-Baradei, und Vertretern der salafistischen Nur-Partei offiziell unterstützt und begrüßt.
Vor und nach der Einsetzung einer teilweise zivilen, anti-islamistischen und nicht gewählten Übergangsregierung unter Interimsministerpräsident Hasim al-Beblawi durch das Militär im Juli eskalierte die Lage erneut in Massentötungen von Mitgliedern der Muslimbruderschaft durch ägyptische Sicherheitskräfte. Ein Höhepunkt der Gewalt war das von den Sicherheitskräften angerichtete Blutbad bei der gewaltsamen Räumung der Pro-Mursi-Protestlager am Rābiʿa-al-ʿAdawiyya- und am Nahda-Platz in Kairo am 14. August 2013. Bei der Stürmung der beiden Protestlager in Kairo wurden nach Angaben der militärgestützten Übergangsregierung vom darauf folgenden Tag mindestens 378 Menschen, nach jüngeren Berichten von internationalen Menschenrechtsorganisationen und westlichen Medien rund 1000 und nach Angaben der Muslimbruderschaft über 2000 Pro-Mursi-Demonstranten getötet und Tausende weitere verletzt. Bei nahezu allen der über 1000 im Juli und August ums Leben gekommenen Menschen handelte es sich um Zivilisten, die gegen Militärchef Sisi demonstriert hatten und von den Sicherheitskräften erschossen wurden. Allein im Sommer 2013 wurden bei der rücksichtslosen Niederschlagung der Antiputschproteste in Kairo durch die Sicherheitskräfte mindestens 1400 Menschen, teilweise durch systematische Erschießungen, getötet.
Der seit dem 14. August von der militärgestützten Übergangsregierung verhängte und Mitte September um zwei Monate bis Mitte November 2013 verlängerte Ausnahmezustand verschaffte Behörden und Einsatzkräften Sonderrechte beim Vorgehen gegen Proteste und Versammlungen und erschwerte die Arbeit der Medien im Land. Der aus Protest zurückgetretene Vizeinterimspräsident Mohammed el-Baradei floh ins Ausland, um einer Verhaftung zu entgehen. Die Pressefreiheit wurde eingeschränkt, die Führungsspitze der Muslimbruderschaft inhaftiert und Tausende Muslimbrüder festgenommen. Sämtliche Organisationen der Muslimbruderschaft wurden verboten und ihr Vermögen konfisziert. Das Verbot wurde als Anzeichen dafür betrachtet, dass die Muslimbrüder von der vom Militär installierten Übergangsregierung für 2014 versprochenen Wahl ausgeschlossen werden sollten. Nach einem Gerichtsbeschluss erklärte die Übergangsregierung am 14. November das Ende des Ausnahmezustands.
Der gestürzte Staatspräsident Mursi wurde seit dem Putsch vom 3. Juli bis zu seinem Prozessbeginn am 4. November an einem nicht bekannt gegebenen Ort festgehalten. Er und 14 weitere Führungspersonen der Muslimbruderschaft wurden wegen Anstiftung zur Gewalt vor Gericht gestellt. Ihnen droht lebenslange Haft oder die Todesstrafe. Das anstehende Verfahren löste im In- und Ausland Sorge aus, die von Militärchef Sisi geführte Armee werde das Land, für das seit dem Sturz von Mubarak im Jahr 2011 die Hoffnung für einen demokratischen Kurs genährt worden war, wieder in einen Polizeistaat verwandeln.
Bis Anfang Oktober stieg die Anzahl der seit dem Putsch Getöteten auf bis zu 2000 Menschen an und wuchs wöchentlich weiter. Die seit dem Sturz Mursis andauernde Gewaltserie wurde als Indiz für eine gewachsene Instabilität Ägyptens gedeutet.
In den Monaten nach dem Putsch kamen deutlich weniger Touristen nach Ägypten. Am 9. Oktober fror die US-Regierung, die den Putsch zunächst gerechtfertigt hatte, Teile der Militärhilfe an Ägypten vorerst ein.
Ende März kündigte Militärchef Sisi offiziell an, bei der Präsidentschaftswahl zu kandidieren. Er werde dafür seinen Posten als Armeechef niederlegen und als Verteidigungsminister und Vize-Ministerpräsident zurücktreten.
Es gab nur einen weiteren Kandidaten für das Amt, Hamdin Sabahi. Sisi erhielt fast 97 Prozent der abgegebenen Stimmen.
Wenige Wochen vor der Präsidentschaftswahl wurde das de facto vom Militär beherrschte Ägypten von wissenschaftlicher Seite und Beobachtern als zunehmend repressive Militärdiktatur oder als repressiv geführtes System eingestuft, in dem Demokratie, Rechtsstaat und Menschenwürde praktisch ausgeschaltet wurden. Zu diesem Zeitpunkt hielten die USA an der bereits beschlossenen Wiederaufnahme ihrer zuvor eingeschränkten Militärhilfe für Ägypten fest.

## Übersicht

### Chronologie
Der Sturz Mubaraks:
- 25. Januar 2011: Erstmals demonstrieren landesweit Zehntausende gegen das Regime von Husni Mubarak und fordern in Kairo nach den Aufständen in Tunesien den Rücktritt des autokratischen Staatspräsidenten Mubarak.[38][39] Die Staatsmacht unter Mubarak geht gewaltsam gegen die Protestierenden vor. In der Folge werden Hunderte Demonstranten getötet.[40][39]

Die Militärregierung Tantawis:
- 11. Februar 2011: Mubarak setzt sich nach 30 Jahren autoritärer Herrschaft und einer 18-tägigen Revolte vorwiegend junger Menschen ab[38][39] und benennt seinen Ministerpräsidenten Ahmad Schafiq als Kabinettschef.[41][42] Die Menge auf dem Tahrirplatz reagiert mit „Gott ist groß“-Rufen auf die Verkündung.[41] Die Macht übernimmt der Oberste Militärrat.[38][39] Der im Westen trotz seines autoritären Regimes als Garant für Stabilität und Kämpfer gegen radikale Islamisten anerkannte Mubarak hatte seine Politik mit Hilfe der Staatssicherheit und der für ihre Korruption und Brutalität verhassten Polizei seit 1981 unter ständiger Verhängung von Notstandsgesetzen durchgesetzt.[43] Das Militär löst das Parlament auf und setzt wie von den Demonstranten gefordert die Verfassung aus.[40] Mubarak gerät in Untersuchungshaft.[39]
- 14. Februar 2011: Die regierenden Militäroffiziere legen einen Zeitplan vor, nach dem innerhalb von sechs Monaten Verfassungsänderungen ausgearbeitet und zur Volksabstimmung gestellt sowie eine neue Regierung gewählt werden soll. Einen Tag zuvor hatte das Militär seine Macht gefestigt, indem es das schwache Parlament aufgelöst und die Verfassung außer Kraft gesetzt hat, wodurch eine Debatte über die langfristigen Absichten des Militärs ausgelöst wurde.[42][44]
- 2011: Der fast drei Millionen Menschen unmittelbare Arbeitsplätze bietende Tourismus, der 20 Prozent der Staatsdevisen ausmacht, beginnt einzubrechen. Besonders die lukrativeren Kulturtouristen kommen über die nächsten zwei Jahre nur zögerlich nach Ägypten zurück.[42][45] Während die unter Husni Mubarak allgegenwärtige Polizei sexuelle Belästigen von öffentlichen Plätzen unterbunden hatte, führt der Rückzug der Sicherheitskräfte in den nächsten zwei Jahren seit dem Rücktritt Mubaraks zu einem sprunghaften Anstieg sexueller Übergriffe gegen Frauen unter freiem Himmel. Dies führt im Frühjahr 2013 zu heftigen Auseinandersetzungen über die für diese Entwicklung Verantwortlichen.[42][46]
- 8. März 2011: Der Militärrat setzt eine Übergangsregierung ein, die in der Folge aufgrund der Unzufriedenheit des Volkes immer wieder umgestaltet wird.[43]
- Frühjahr 2011: Seit dem Frühjahr verlagert sich der Zorn der Bevölkerung zunehmend auf den Militärrat, dem vorgeworfen wird, die Meinungsfreiheit zu missachten, 12.000 Zivilisten von Militärgerichten abgeurteilt zu haben, die Macht des Militärs in der Verfassung verankern zu wollen und die Sicherheitskräfte brutal gegen dagegen protestierende Demonstranten vorgehen zu lassen.[43][47]
- 19. März 2011: Die Ägypter stimmen in einem Verfassungsreferendum für eine Verfassungsänderung, die die Amtszeit des Präsidenten auf maximal acht Jahre begrenzt und die Ausrufung des Ausnahmezustands an die Zustimmung des Parlaments knüpft.[43]
- 9. Oktober 2011: Bei den vor dem Hintergrund konfessioneller Spannungen stattfindenden, koptischen Maspero-Protesten kommt es zum schwerwiegendsten Ausbruch von Gewalt seit dem Rücktritt Mubaraks im Februar 2011. Es werden mindestens 25 Menschen, nach Augenzeugenberichten teilweise durch absichtliches Überfahren durch Armeefahrzeuge, getötet. Der Oberste Militärrat gibt ausländischen „Verschwörungen“, konfessionellen Spannungen oder den Demonstranten die Schuld.[48]
- 1. November 2011: Während der Termin für die Wahl aufgeschoben wird, ergreift das Militär, das wenige Monate zuvor noch als Retter vor dem Mubarak-Regime bejubelt wurde, immer mehr Macht an sich, verhindert Pressefreiheit und verbietet Demonstrationen. Da viele Menschen den klassischen Medien nicht mehr vertrauen, informieren sich die Menschen zunehmend über Facebook, Blogs und Onlinezeitungen.[49]
- 21. November 2011: Die Übergangsregierung unter Essam Scharaf tritt zurück. Der Militärrat ernennt daraufhin Kamal al-Ganzuri zum Regierungschef. Die Anstrengungen des intransparent operierenden Militärrats in den vorangegangenen Monaten werden als Versuch gewertet, die Macht des Militärs in Ägypten auch für die Zeit nach der Wahl vom 28. November zu sichern. Dem Militärrat wird vorgeworfen, die Leitlinien für die noch auszuarbeitende Verfassung vorschreiben und verhindern zu wollen, dass das aus Unterhaus und Schura-Rat bestehende Parlament Kontrolle über den Militärhaushalt erlangt. Das Vorgehen des Militärrats soll das Mubaraks angeblich an Brutalität noch überbieten. Der Ausnahmezustand wird noch immer nicht aufgehoben.[47]
- 22. November 2011: Der Militärrat kündigt die Präsidentenwahl für Juni 2012 an. Kurz darauf will das Militär angeblich die Macht abgeben. Die Straßenkämpfe der Demonstranten mit dem Militär setzen sich dennoch fort.[39][42]
- 28. November 2011 bis 3./4. Januar 2012: Die Muslimbruderschaft erlangt bei der Parlamentswahl fast die Hälfte, die ultra-konservativen Salafisten erhalten ein Viertel der Sitze im Unterhaus,[38][43] so dass die Islamisten über 70 Prozent der Sitze verfügen.[43][39] Die liberale Wafd-Partei belegte mit 8 Prozent den dritten Platz. Die Wahl Oberhauses (Schura-Rat) als zweiter Kammer des Parlaments gewinnen ebenfalls die Islamisten (Muslimbrüder mit 38 Prozent, Nur-Partei mit 16 Prozent), während die liberale Wafd-Partei fünf Prozent erhält.[43]
- Januar 2012: Mohammed el-Baradei zieht seine Bereitschaft für die Präsidentschaftskandidatur mit der Begründung zurück, die Demokratie im Land sei noch nicht so weit, dass er guten Gewissens antreten könne.[43]
- 25. Januar 2012: Der seit 1981 geltende Ausnahmezustand wird aufgehoben.[43]
- 1. Februar 2012: Infolge von Krawallen im Fußballstadion von Port Said sterben 74 Menschen.[43][50] Der Militärrat und die Polizei werden unter anderem verdächtigt, diese und andere Krawalle gezielt zu fördern, um den Wunsch der Bevölkerung nach einer festen Führung zu zementieren.[43]
- 24. März 2012: Beide Parlamentskammern wählen eine Verfassungskommission, die die Verfassung noch einmal überarbeitet.[43]
- 10. April 2012: Ein Gericht erklärt auf die Klage liberaler Parteien hin die Verfassungskommission für illegitim, weil das Parlament bei der Zusammenstellung der Kommission seine Kompetenzen überschritten habe.[43]
- 23./24. Mai 2012: Bei der ersten Runde der Präsidentschaftswahl erzielen von 13 Kandidaten Mohammed Mursi, Kandidat der Muslimbrüder, und Ahmed Schafik, der letzte Regierungschef unter Mubarak, die besten Ergebnisse und erreichen die Stichwahl.[40][39]
- 2. Juni 2012: Ein Strafgericht in Kairo verurteilt den gestürzten ägyptischen Staatspräsidenten Mubarak mit einem vom Staatsfernsehen als „Jahrhunderturteil“ bezeichneten Schuldspruch zu lebenslanger Haft für die angeordnete Tötung von über 800 Demonstranten. Die Verteidigung kündigt an, in die Berufung zu gehen.[51][52][43] In mehreren Städten protestieren tausende Menschen gegen das ihrer Ansicht nach zu milde Urteil.[51][39]
- 12. Juni 2012: Beide Parlamentskammern wählen eine neue Verfassungskommission, die von Islamisten dominiert wird. Entscheidungen sollen mit Zweidrittelmehrheit fallen.[43]
- 14. Juni 2012: Das Oberste Verfassungsgericht erklärt die Wahl des Unterhauses für ungültig und beschließt zwei Tage vor der Stichwahl zur Präsidentschaftswahl die Auflösung des Parlaments.[53][43] Gerichtspräsident Faruk Sultan erklärt, dass der Militärrat die Legislative an sich zieht, bis Neuwahlen für ein neues Unterhaus erfolgt sind. Zugleich entscheidet das Gericht, dass der vom Militär als Kandidat bevorzugte Ahmad Schafiq zur Stichwahl antreten darf, der Luftwaffenkommandeur, Luftfahrtminister und letzte Premier von Präsident Mubarak, den die Muslimbrüder als Vertreter des Militärrats vermuten. Das Parlament hatte zuvor ein Gesetz gegen die politische Betätigung von Funktionsträgern des alten Regimes angenommen, die oberste Wahlkommission hatte es aber für nicht zuständig erklärt. Nach den beiden Urteilen kommt es vor dem Verfassungsgericht zu Zusammenstößen von Protestierenden mit den Sicherheitskräften.[53][54] Ägypten verfügt nun weder über ein Parlament, noch über eine Verfassung, während der Oberste Militärrat sowohl die legislative als auch die exekutive Gewalt kontrolliert.[54] Das Ereignis wird als „stiller Putsch des Militärs“ gewertet. Später erklärt Mohammed Mursi als neuer Staatspräsident das Urteil zwar für nichtig, doch wird es vom Verfassungsgericht bekräftigt und Mursi lenkt ein.[43]
- 16./17. Juni 2012: Der frühere Muslimbruder Mohammed Mursi gewinnt die Stichwahl gegen Ahmad Schafiq bei der Präsidentschaftswahl mit 51,7 % der Stimmen.[40]
- 24. Juni 2012: Mohammed Mursi wird als Kandidat der Muslimbruderschaft nach der Stichwahl erster demokratisch gewählter Staatspräsident.[38][50][55] Der Militärrat kontrolliert jedoch aufgrund der ihm mit den jüngsten Verfassungsänderungen verliehenen Befugnisse den Gesetzgebungsprozess, den Haushalt, die Zusammensetzung der Verfassungsgebenden Kommission sowie die Inhalte der neuen Verfassung und somit de facto den gesamten verfassungsgebenden Prozess.[56]
- 29. Juni 2012: Mursi legt den Amtseid als Staatspräsident am Kairoer Tahrir-Platz in Gegenwart seiner Unterstützer in einer inoffiziellen Prozedur ab und öffnet sein Jacket, um zu zeigen, dass er keine schusssichere Weste trägt. Der inoffizielle Eid wird von verschiedenen Kommentatoren als Kunstgriff Mursis betrachtet, dem Obersten Militärrat zu trotzen, der über eine Verfassungsdeklaration von März 2011 und einen Zusatz während der Präsidentschaftswahl von Juni 2012 weite Teile der Macht für sich selbst vorbehalten hat.[57]

Die Präsidentschaft Mursis:
- 30. Juni 2012: Die offizielle Vereidigung Mursis als Staatspräsident nach seinem Wahlsieg erfolgt vor dem Obersten Verfassungsgericht in Kairo,[58][40][59] statt vor der Volksversammlung im Unterhaus. Der Oberste Militärrat hatte zuvor im Juni die Auflösung der Volksversammlung verordnet, in der die Muslimbruderschaft die Mehrheit besaß, nachdem das Oberste Verfassungsgericht entschieden hatte, dass bei der Wahl zur Volksversammlung ein gesetzlicher Fehler begangen wurde.[57]
- 9. Juli bis 11. Juli 2012: Mursi ordnet an, die aufgelöste Volksversammlung wieder einzusetzen, die ihre Funktion ausüben soll, bis eine weitere Volksversammlung zwei Monate nach einer neu zu entwerfenden Verfassung gewählt worden ist. Am 11. Juli akzeptiert der Präsident eine Anordnung des Obersten Verfassungsgerichts vom 10. Juli, die Mursis Beschluss zur Wiedereinsetzung des parlamentarischen Unterhauses suspendiert, und zitiert seine Achtung vor gerichtlichen Entscheidungen als Grund für seine Akzeptanz des Gerichtsbeschlusses.[57] Mursis Wiedereinberufung des demokratisch gewählten Parlaments, das von den Generälen nach einem gerichtlichen Eilbeschluss aufgelöst worden war, zu Sitzungen folgt eine Eskalation des Machtkampfes zwischen der Muslimbruderschaft und dem Militär im Juli. Das Oberste Gericht Ägyptens und die Generäle lehnen die Anweisung Mursis ab, doch versammelt sich das Parlament in Missachtung von Oberstem Gericht und Militär und stimmt dafür, Beschwerde gegen den Gerichtsbeschluss einzulegen. Es folgt ein Durcheinander von gegensätzlichen Justizbehörden und Rechtsprechungen. Der Machtkampf spiegelt konkurrierende Ansprüche in der entstehenden ägyptischen Politik wider, bei denen jede Seite versucht, die Debatte als einen Wettstreit der Ideale, Legitimität und Demokratie darzustellen.[42][60]
- 19. Juli 2012: Mursi ordnet die Freilassung von 572 Häftlingen an, die in der vom Obersten Militärrat geführten Übergangszeit nach der January-Revolution von 2011 vom Militär inhaftiert worden waren. Eine breite Kampagne mit dem Namen „Nein zu Militärgerichten“ hatte zuvor zur Freilassung all jener aufgerufen, die über Militärtribunale verhaftet oder zu Gefängnisstrafen verurteilt worden waren.[57]
- 30. Juli 2012: Mursi begnadigt 26 islamistische Verurteilte in seiner Eigenschaft als Präsident, von denen die meisten der al-Dschamāʿa al-islāmiyya und anderen islamistischen Hardlinergruppen sowie der Muslimbruderschaft angehören. Einige waren von Staatssicherheitsgerichten zur Todesstrafe verurteilt worden.[57]
- 2. August 2012: Mursi ernennt Hischam Kandil, den zum Islamismus tendierenden Minister für Bewässerung und Wasserwirtschaft der auslaufenden Regierung von Ministerpräsident Kamal al-Ganzuri, zum Ministerpräsidenten. Kandil ernennt zum ersten Mal in der ägyptischen Geschichte ein Kabinett, das Minister der Muslimbruderschaft und Verbündete einschließt.[57]
- 8. August 2012: Nach einem Angriff unbekannter Militanter auf einen Sicherheitskontrollpunkt, bei dem 16 ägyptische Soldaten umkommen, ordnet Mursi eine Umstrukturierung im Sicherheitsbereich an und entlässt den noch von Mubarak eingesetzten Geheimdienstchef Murad Muwafi, den Gouverneur von Nord-Sinai und verschiedene Beamte des Innenministeriums.[57]
- 12. August 2012: Mursi ändert die Verfassungserklärung von März 2012 ab, schränkt die Vorrechte des seit dem Sturz des früheren Machthabers Husni Mubarak regierenden Militärs deutlich ein und setzt Verfassungszusätze des Obersten Militärrats außer Kraft, mit denen die Macht des Staatspräsidenten zugunsten des Militärs eingeschränkt war. Juristen kritisieren, er habe damit seine Kompetenzen überschritten.[50][61][43][59][57] Mursi schickt mit demselben Dekret den Chef des Obersten Militärrats und Verteidigungsminister Feldmarschall, Mohammed Hussein Tantawi, sowie die zweitbedeutendste Figur im Militärrat, Sami Enan, in den Ruhestand und bestellt den Militärgeheimdienstchef Abd al-Fattah as-Sisi als nachfolgenden Verteidigungsminister an die Spitze der Streitkräfte.[61][43][57]
- 14. August 2012: Mursi verleiht Tantawi die höchste staatliche Auszeichnung und Enan eine staatliche Auszeichnung. Beide werden nach dem Dekret, das sie in den Ruhestand schickte, nun Berater des Präsidenten. Der Schritt wird als „weicher Putsch“ gegen das Militär beschrieben, doch kritisieren manche Oppositionelle, dass der Oberste Militärrat für die Gewalt gegen Demonstranten zur Zeit der Militärregierung zur Verantwortung gezogen werden soll.[57]
- 15. August 2012: Bei seinem zweiten Staatsbesuch in Saudi-Arabien – dem bis dahin einzigen vom ägyptischen Präsidenten besuchten Land – fordert Mursi ein Ende der Herrschaft des Präsidenten Baschar al-Assad in Syrien, wo ein „Bürgerkrieg“ zwischen dem syrischen Militär und bewaffneten Aufständischen tobt.[57]
- 23. August 2012: Mursi erlässt ein Gesetz, das die Untersuchungshaft von Journalisten bei Medien-betreffenden Verstößen verbietet.[57]
- 27. August 2012: Staatspräsident Mursi ernennt persönliche Berater, darunter Christen, Liberale, Salafisten und viele Mitglieder der Muslimbruderschaft.[57]
- 30. August 2012: In einem Schritt, der Besorgnis in den USA auslöst, besucht der ägyptische Staatspräsident – erstmals seit 30 Jahren – den Iran, um an einem Treffen der Bewegung der Blockfreien Staaten teilzunehmen. Mursi kritisiert die Unterstützung des syrischen Regimes durch den Iran.[57]
- 9. Oktober 2012: Mursi erlässt in seiner Eigenschaft als Präsident Amnestie für Bürger, die seit dem Beginn Revolution des 25. Januar bis zum 30. Juni 2012 für Handlungen verhaftet wurden, die die Revolution unterstützten.[57]
- Oktober bis November 2012: Gerichtliche Auseinandersetzungen und Verfassungserklärung.[57]
- 12. Oktober 2012: In Kairo kommt es zu Ausschreitungen, weil ehemalige Mubarak-Leute, die für Kamelattacken auf Demonstranten 2011 verantwortlich sein sollen, freigesprochen worden sind. Mursi will daraufhin den Generalstaatsanwalt absetzen, doch kommt es dazu letztlich nicht.[43]
- 21. November 2012: Mursi erhält Lob aus den USA für seine Rolle bei der Vermittlung eines Waffenstillstands zwischen der den palästinensischen Gaza-Streifen beherrschenden Hamas und der Regierung Israels, nachdem innerhalb einer Woche bei israelischen Luftangriffen und palästinensischen Raketenangriffen über 160 Menschen umgekommen sind.[57]
- 22. November 2012: Mursi entscheidet, die Machtbefugnisse der Justizgewalt mit einem Verfassungszusatz einzuschränken und versucht Generalstaatsanwalt Abdel Meguid Mahmud zu entlassen, indem er ihn zum ägyptischen Botschafter im Vatikanstaat benennt.[57][38][50][62][63][64] Nachdem Mahmud und andere Richter Mursi, der nach ägyptischen Gesetz nicht die Verfügungsgewalt besitzt, den Generalstaatsanwalt zu entlassen, herausfordern, gibt Mursi nach.[57] Öffentliche Unruhen zwingen Mursis zu einer Wende bei einigen Vorschlägen.[38][50][62][63][64]
- 29./30. November 2012: Im Eilverfahren bringt die von islamistischen Vertretern dominierte und von der Opposition boykottierte Verfassungskommission seinen Entwurf einer neuen Verfassung durch. Frauenrechtler, Christen und Liberale kritisieren den Verfassungstext. Die Massenproteste halten an.[50][65][66][67][59]
- 8./9. Dezember 2012: Mursi gibt im Konflikt mit der Opposition nach massivem Druck nach und setzt seine per Dekret ausgeweiteten Sondervollmachten wieder außer Kraft.[50][68][59][57]
- 15./22./24. Dezember 2012: Fast zwei Drittel der Bevölkerung stimmen für den ägyptischen Verfassungsentwurf der Regierung. Während hauptsächlich säkulare Kritiker das Dokument als Betrug an der Revolution bezeichnen, widersprechen dem Islamisten.[38][50][69] Es folgen Massenproteste mit teils tödlicher Gewalt.[59]
- 29. Dezember 2012: Wie in der neuen Verfassung festgelegt, übergibt Mursi dem Oberhaus des Parlaments in einer Sprache vor dem nun vollständigen Schura-Rat offiziell die Amtsgewalt. Er hebt das Wahlrecht des Repräsentantenhauses (ehemals Volksversammlung, das Unterhaus des Parlaments) als vordringlich hervor.[57]
- 24. Januar 2013: Zum zweiten Jahrestag des Aufstands gegen Mubarak werden in einer Woche über 50 Menschen getötet.[70][71][59]
- 25. Januar 2013: Der Tahrir-Platz in Kairo wird erneut zu einem Brennpunkt ägyptischer Protestierender. Beim zweiten Jahrestag zum Beginn der Revolte gegen Mubarak fordert die wütende Menge Präsident Mursi zum Rücktritt auf.[38][50][72]
- 6. Januar 2013: Mursi führt seine versprochene Umstrukturierung der Regierung durch, 10 neue Minister werden vereidigt, einschließlich der Schlüsselpositionen im Innenministerium und Finanzministerium. Entgegen Forderungen nach einer weniger parteilichen Regierung enthält das neue Kabinett acht Mitglieder der FJP anstelle von fünf vor der Umstrukturierung. Der neue Finanzminister Morsi El Sayed Hegazy ist ein islamistischer Finanzexperte.[73]
- 26./27. Januar 2013: In Kairo verurteilen Richter 21 Menschen zum Tode wegen ihrer Beteiligung an Fußballkrawallen mit 74 Todesopfern in Port Said vom Februar 2012.[50][74][75] Viele halten das Ereignis vom Februar 2012 für ein von dem damals herrschenden Obersten Militärrat in Komplizenschaft mit dem Innenministerium orchestriertes „Massaker“ an den Fans des Fußballclubs.[73] Nach dem Urteil organisierten gewaltbereite Fußballfans in Port Said Krawalle, die zu einer Gewalteskalation mit Dutzenden Toten und Hunderten Verletzten führen.[50][74][75][73] Mursi verhängt am 27./28. Januar den Ausnahmezustand über Port Said, Suez und Ismailia am Suez-Kanal. Dennoch setzen sich die Unruhen fort.[50][76][73]
- 28. Januar 2013: Die bedeutendste oppositionelle Allianz, die Nationale Heilsfront, verweigert Mursi den Dialog. Oppositionsführer Mohammed el-Baradei sagt, die Nationale Heilsfront lehne einen „Fake“-Dialog ab.[73]
- 29. Januar 2013: Militärchef Sisi verkündet, die nationale Sicherheit sei bedroht, der Staatskollaps drohe.[50][77]
- 30. Januar: Auf einer Kurzreise nach Europa, die aufgrund der eskalierenden Gewalt in Ägypten abgebrochen wird, misslingt Mursi der Versuch, in Deutschland einen Schuldenerlass zu erwirken und das Vertrauen deutscher Investoren in Ägypten zu stärken.[73]
- Februar bis März 2013: Verlust der Salafisten als Hauptverbündete der Friedens- und Gerechtigkeitspartei.[73]
- 5. Februar 2013: Mursi empfängt den iranischen Präsidenten Mahmud Ahmadinedschad, der in Ägypten an einem Treffen der Organisation für Islamische Zusammenarbeit teilnehmen will, auf dem Flughafen Kairo. Es ist der erste derartige Besuch seit der Verschlechterung der ägyptisch-iranischen Beziehung von 1979. Ägyptische Salafisten kritisieren den Besuch und warnen vor einem Einfluss der Schia in Ägypten.[73]
- 11. Februar 2013: Am zweiten Jahrestag des Mubarak-Rücktritts demonstrieren über zehntausend Ägypter.[50][78] In mehreren Städten kommt es in den folgenden Wochen immer wieder zu gewalttätigen Protesten.[50]
- 21. Februar 2013: Der ägyptische Präsident verkündet, dass die erste nach der Verabschiedung der Verfassung erfolgende Wahl für die untere Kammer des Repräsentantenhauses im April abgehalten werden, während der Schura-Rat des Oberhauses ein neues Wahlgesetz vorbereite.[73]
- 26. Februar 2013: Eine weitere Sitzung des „nationalen Dialogs“ mit Mursi, um die kommende Parlamentswahl zu besprechen, wird von der Nationalen Heilsfront boykottiert. Zerwürfnisse zwischen Präsident und Muslimbruderschaft einerseits und den früheren Verbündeten der Nur-Partei treten hervor, als der Führer der Nur-Partei, Younis Makhioun, die Entscheidung Mursis kritisiert, ein Datum für die Wahl zu verkünden, ohne die Nur-Partei oder die jüngste gemeinsame Initiative der Nur-Partei mit der Nationalen Heilsfront konsultiert zu haben. Makhioun beschuldigt die Muslimbruderschaft des Versuches, staatliche Institutionen zu monopolisieren.[73]
- 6. März 2013: Das ägyptische Verwaltungsgericht verwirft Mursis Dekret, das Parlamentswahlen für April forderte, mit der Begründung, ein Artikel des Wahlgesetzes müsse noch einmal vom Verfassungsgericht überprüft werden.[79] Der Staatspräsident erklärt in einer Stellungnahme, die Entscheidung des Gerichts zu achten.[73][79]
- 8. März 2013: Die Wahlkommission schließt sich der Entscheidung des Verfassungsgerichts an und beschließt eine Verschiebung der für April geplanten Parlamentswahl. Wenige Tage später legt Mursi Einspruch dagegen ein.[50][79] Eine breite Allianz von ägyptischen Oppositionsparteien hatten zum Wahlboykott aufgerufen.[50][80][79] Die Opposition hat wiederholt die Wahlgesetze kritisiert, die nach ihrer Darstellung den islamischen Parteien einen Vorteil verschaffen.[79]
- 24. März 2013: Zahlreiche Attacken auf Büros der Freiheits- und Gerechtigkeitspartei und Zusammenstöße von Befürwortern und Gegnern des Präsidenten in Ägypten scheinen von einem Anstieg der Anti-Muslimbruderschaft-Stimmung zu zeugen.[73]
- 28. März 2013: Staatliche Nachrichtenagenturen melden, Mursi hoffe, die Parlamentswahl wird im Oktober stattfinden.[73]
- April bis Ma1 2013: Diplomatische Spannungen und Verfestigung der Opposition.[73]
- 10. April 2013: Mursi ordnet die Rücknahme aller Rechtsbeschwerden gegen ägyptische Journalisten an, als sein Regime angegriffen wird, gegen Persönlichkeiten der Medien wegen „Präsidenten-Beleidigung“ zu ermitteln.[73]
- 20. April 2013: Mursi verkündet eine kommende Umstrukturierung der Regierung.[73]
- 21. April 2013: Das Oberste Verwaltungsgericht Ägyptens weist die Beschwerde des Präsidenten gegen den Entscheid, die Parlamentswahl auszusetzen, zurück.[73]
- 7. Mai 2013: Mursi bildet sein Kabinett um, kann jedoch die Opposition nicht besänftigen.[59][73] Die Zahl der zur Muslimbruderschaft gehörenden Minister steigt um drei auf elf von 35.[73]
- 2. Juni 2013: Das Oberste Verfassungsgericht Ägyptens spricht dem von Muslimbrüdern und Salafisten dominierten Oberhaus des Parlaments die Legitimität ab.[50][59] Die von Mursi durchgesetzte Verfassung erklärt es für nicht unter gesetzeskonformen Umständen zustande gekommen.[50]
- 4. Juni 2013: Die Justiz erlässt teils mehrjährige Haftstrafen gegen 43 in- und ausländische Mitarbeiter von Nichtregierungsorganisationen, darunter der CDU-nahen Konrad-Adenauer-Stiftung, wegen illegaler Aktivitäten. Es folgen internationale Proteste.[59]
- 6. Juni 2013: Die im Mai gegründete Anti-Mursi-Unterschriften-Kampagne Tamarod, die darauf abzielt, Mursi aus seinem Amt zu zwingen, will für die Petition, dem Präsidenten das Vertrauen zu entziehen, laut Medienberichten angeblich 15 Millionen Unterschriften (also 2 Millionen mehr als er Stimmen bei der Wahl erhalten hatte) sammeln. Tamarod verkündet Pläne für Massendemonstrationen und Sit-ins am Präsidentenpalast für den 30. Juni, den ersten Jahrestag des Amtsantritts von Mursi, um ihre Forderungen durchzusetzen.[73]
- 17. Juni 2013: Von 16 neubesetzten Provinzgouverneurstellen bestimmt Mursi sieben Muslimbrüder auf die Posten. Kritiker bezeichnen das als Beispiel für einen islamistischen Versuch, die Macht zu monopolisieren und andere Kräfte von dem Entscheidungsfindungsprozess auszuschließen, da somit 27 der ägyptischen Provinzen unter Kontrolle von Gouverneuren mit Verbindung zur Muslimbruderschaft stünden.[73] Unter den neu besetzten Posten befindet sich Provinzgouverneur von Luxor auch ein Mitglied der ehemaligen Terrorgruppe Gamaa Islamija.[73][50] Das Gamaa-Islamija-Mitglied tritt später unter öffentlichem Druck zurück.[50] Die Ernennungen lösen eine Welle von Protesten und Zusammenstößen zwischen Unterstützern und Gegnern der Muslimbruderschaft in verschiedenen Gouvernementen aus. Dies trägt zu den allgemeinen Unruhen im Land bei, als landesweit Auseinandersetzungen zwischen Unterstützern Mursis und Unterstützern der Tamarod-Kampagne im Vorfeld der Demonstrationen des 30. Juni ausbrachen.[73]
- 20. Juni 2013: Die Tamarod-Kampagne will Mursi zum Rücktritt zwingen. Medien berichten, sie hätte offenbar mehrere Millionen Unterschriften gesammelt.[81]
- 21. Juni 2013: Zehntausende Menschen demonstrieren zur Unterstützung Mursis auf der Straße.[59]
- 23. Juni 2013: Das Militär droht mit einer militärischen Intervention für den Fall, dass die Proteste eskalieren.[59]
- 24. Juni 2013: Die Freiheits- und Gerechtigkeitspartei bestätigt an dem Freitag (28. Juni) vor den landesweit geplanten Protesten des 30. Juni der „unbefristeten Demonstration“ „Legitimität ist eine Rote Linie“ teilzunehmen. Das Sit-in soll an der Kairoer Rābiʿa-al-ʿAdawiyya-Moschee in Nasr-City stattfinden, einem traditionellen Treffpunkt für Unterstützer Mursis.[73]
- 28. Juni 2013: Tausende Ägypter gehen im Vorfeld neuer Großdemonstrationen auf die Straße, um den Rücktritt von Mursi zu fordern. Bei Zusammenstößen sterben mindestens drei Menschen, darunter ein US-Bürger.[50] Die US-Regierung erlaubt nach der Tötung des US-Bürgers einem Teil ihres Botschaftspersonals die Ausreise aus Ägypten.[64]
- 29. Juni 2013: Die oppositionelle Tamarod-Kampagne erklärt, mehr als 22 Millionen Unterschriften für einen Rücktritt Mursis gesammelt zu haben.[59]
- 30. Juni 2013: Zum einjährigen Bestehen der Amtszeit von Präsident Mursi versammeln sich nach der Unterschriftenkampagne der „Tamarod“-Kampagne Hunderttausende zu Massenprotesten, um den Rücktritt Mursis zu fordern.[82] In den Medien wird auch von „Millionen“ Protestteilnehmern gesprochen.[38][83][59] Zeitgleich finden Solidaritätskundgebungen für Mursi statt.[59] Acht Menschen kommen bei Auseinandersetzungen und Schießereien vor dem Hauptquartier der Muslimbruderschaft in Kairo ums Leben.[84][83]

Der Militärputsch Sisis:
- 1. Juli 2013: Regierungsgegner stürmen und verwüsten den zentralen Sitz der Muslimbruderschaft in Kairo. Tamarod setzt Mursi ein Rücktrittsultimatum bis zum Folgetag.[64][85][86] Das Militär stellt Staatspräsident Mursi ein Ultimatum, innerhalb von 48 Stunden eine Einigung mit der Opposition zu erzielen. Anderenfalls werde das Militär eine eigene Lösung durchsetzen.[83]
- 2. Juli 2013: Mursi lehnt einen Rücktritt ab[40] und lässt das Ultimatum von Tamarod verstreichen.[59]
- 3. Juli 2013: Mursi weigert sich auch nach Ablauf des Ultimatums vom Militär zurückzutreten.[59] Das Militär entscheidet, dass das Land in eine politische Sackgasse gelangt sei, setzt den Staatspräsidenten Mursi ab, stellt ihn unter Arrest,[82] hebt die Verfassung auf und ordnet eine technokratische Interimsregierung an.[38] Militärchef General Abd al-Fattah as-Sisi setzt den Präsidenten des Obersten Verfassungsgerichts, Adli Mansur als Übergangsstaatspräsident ein.[83][87] Mursi wird an einen nicht bekannten gegebenen Ort gebracht.[87] Führer der Muslimbruderschaft werden verhaftet. Zehntausende Mursi-Unterstützer nehmen an dauerhaften Sitzstreik-Protestlagern an der Rābiʿa-al-ʿAdawiyya-Moschee im Kairoer Stadtteil Nasr-City und am Nahda-Platz in Gizeh teil.[83][82]
- 4. Juli 2013: Der oberste Verfassungsrichter, Adli Mansur, wird als Interims-Staatspräsident vereidigt.[83] Kairos Rābiʿa-al-ʿAdawiyya-Moschee wird als Protestcamp für Pro-Mursi-Unterstützer Schauplatz anhaltender blutiger Schlachten mit Sicherheitskräften.[38] Bei Zusammenstößen mit dem Militär sterben viele Menschen.[88] Führende Muslimbrüder werden festgenommen.[40]
- 5. Juli 2013: Interimspräsident Mansur löst als erste Amtshandlung das Oberhaus (Schura-Rat) als letztes volksvertretendes Gremium auf,[89][90] in dem islamistische Parteien durch Wahlen eine klare Mehrheit erlangt hatten. Bei Zusammenstößen zwischen Pro- und Anti-Mursi-Gruppen sterben Dutzende Menschen.[83] US-Präsident Barack Obama und andere weltweit bedeutende Führungspersonen drängen Ägypten, zügig eine Zivilregierung wiederherzustellen. Unterstützer des geputschten Präsidenten Mursi klagen die neuen Interimsbehörden an, brutal gegen ihre verbliebenen Führungspersonen vorzugehen.[38]
- 7. Juli 2013: Hunderttausende protestieren in ganz Ägypten für und gegen den Sturz Mursis durch das Militär. Ein Sprecher von Intermims-Staatspräsident Mansur dementiert vorherige Berichte, nach denen Mohammed el-Baradei als Interims-Ministerpräsident Chef der Übergangsregierung wird. Stattdessen bekommt el-Baradei den Posten des Vizeübergangspräsidenten.[91]
- 8. Juli 2013: Sicherheitskräfte erschießen in einem Protestlager auf dem Gelände der Republikanischen Garde 53 Mursi-Unterstützer beim blutigsten vom Staat durchgeführten Blutbad seit dem Sturz von Husni Mubarak 2011,[83] wo Mursi Gerüchten zufolge festgehalten wird.[92] Mansur präsentiert einen Zeitplan für eine Überarbeitung der Verfassung und Wahl eines neuen Staatspräsidenten sowie Parlamentswahlen für Mitte Februar. Die Muslimbruderschaft lehnt die Vorschläge ab und besteht auf einer Wiedereinsetzung Mursis.[83][40]
- 9. Juli 2013: Mansur ernennt den Opposition-Führer Mohammed el-Baradei zum Vizeinterimspräsidenten und den Ökonomen Hasim al-Beblawi zum Interims-Ministerpräsidenten. Das ägyptische Militär unterstützt die Ernennungen.[83][40] Mansur kündigt die Durchführung von Parlaments- und Präsidentschaftswahlen nach vorherigem Referendum über einen überarbeiteten Verfassungsentwurf für spätestens 2014 an.[91]
- 12. Juli 2013: Tausende Mursi-Anhänger demonstrieren in Massenprotesten im ganzen Land. Der deutsche Außenminister Guido Westerwelle fordert die Freilassung des festgehaltenen Ex-Präsidenten Mursi.[91]

Die Militärregierung Sisis / ÜbergangsregierungPräsidentschaft Mansurs – Kabinett Beblawi:
- 16. Juli 2013: Eine Interimsregierung ohne Beteiligung islamistischer Parteien wird vereidigt.[83] Die Muslimbrüder sind nicht an der Regierung beteiligt und weisen sie als unrechtmäßig zurück. Das Militär nimmt eine starke politische Rolle im Kabinett ein. Der für den Sturz Mursis verantwortliche Armeechef Sisi wird zum Vertreter von Interimsministerpräsident Hasem al-Beblawi ernannt. Bei Unruhen in Kairo werden mindestens sieben Menschen getötet und mehr als 200 verletzt.[91]
- 19. Juli 2013: Die britische Tageszeitung The Guardian veröffentlicht Recherchen, nach denen das Militär bei der Protestkundgebung vor dem Sitz der Republikanischen Garde in Kairo am 8. Juli 2013 Muslimbrüder gezielt angegriffen und offenbar 54 Menschen erschossen hat. Die Muslimbrüder signalisieren Bereitschaft, die EU als Vermittler zu akzeptieren.[91]
- 20. Juli 2013: Interimspräsident Mansur beauftragt ein Komitee aus Rechtsexperten, die ägyptische Verfassung zu überarbeiten.[91]
- 24. Juli 2013: Armeechef Sisi fordert die Ägypter dazu auf, ihre Solidarität mit dem Militär durch Demonstrationen in einem Kampf gegen den „Terrorismus“ zu bekunden.[91][92] Seine Rede wird als Bitte um ein „Mandat“ für ein scharfes Vorgehen gegen die Muslimbruderschaft und ihre Verbündete gedeutet.[92] Die Muslimbruderschaft ruft ihre Anhänger zu Gegenprotesten auf und bezeichnet die Äußerungen Sisis als „Einladung zum Bürgerkrieg“.[91]
- 26. Juli 2013: Staatsanwälte geben bekannt, dass gegen Mursi in einer Reihe von Vorwürfen ermittelt wird, einschließlich Mord und Landesverrat durch Konspiration mit Mitgliedern der palästinensischen Hamas zum Zwecke eines Gefängnisausbruchs während der Revolution von 2011.[83][40][82] Der weiterhin an einem unbekannten Ort festgehaltene Mursi kommt damit auf richterliche Anweisung hin formell in Untersuchungshaft.[93][25] Je nach Quelle gehen Hunderttausende oder Millionen Gegner und Anhänger Mursis zu rivalisierenden Kundgebungen landesweit auf die Straße.[40][94][88] Die Mursi-Gegner folgen einem Armeeaufruf General Al-Sisis, der Militärführung ein „Mandat zur Bekämpfung des Terrors“, für die Beendigung von „potentiellem Terrorismus“ durch Mursi-Unterstützer zu geben.[83][94] Fünf Menschen werden bei Zusammenstößen von Pro- und Anti-Mursi-Gruppen getötet.[83] Zuvor hat das ägyptische Militär der Muslimbruderschaft ein Ultimatum gestellt und ein härteres Vorgehen gegen „Extremisten“ angekündigt.[91]
- 27. Juli 2013: Die Polizei tötet 95 Pro-Mursi-Demonstranten auf einer zur Rābiʿa-al-ʿAdawiyya-Moschee in Kairo führenden Straße.[92] Medien sprechen teilweise von Zusammenstößen von Sicherheitskräften und bewaffneten Männern in Zivilkleidung einerseits und Mursi-Unterstützern andererseits im Protestlager vor der Rābiʿa-al-ʿAdawiyya-Moschee in Kairo.[83][40][91] Nach Zeugenaussagen waren die Demonstranten unbewaffnet und wurden aus dem Hinterhalt überfallen.[92]
- 28. Juli 2013: Interimspräsident Mansur erlässt ein Dekret, das dem Militär erlaubt, nun auch Zivilisten festzunehmen. Gleichzeitig droht die militärgestützte Übergangsregierung den Mursi-Anhängern mit „entschiedenen und harten Maßnahmen“ für den Fall, dass die „gewalttätigen“ Proteste anhalten.[91]
- 30. Juli 2013: Treffen der EU-Außenbeauftragten Catherine Ashton mit Behörden- und Oppositionsführern, einschließlich – an einem geheim gehaltenen Ort – Mursi.[83][40][91] Ashton sowie John McCain und Lindsey Graham gehören zu den internationalen Gesandten, die mit einem Schlichtungsauftrag Ägypten besuchen.[83] Deutschland, die USA und Frankreich fordern erneut Mursis Freilassung.[91]
- 31. Juli 2013: Die militärgestützte Übergangsregierung beschließt die nötigenfalls gewaltsame Räumung der beiden seit Wochen von Mursi-Anhängern aufrechterhaltenden Sit-ins am Rābiʿa-al-ʿAdawiyya-Platz und am Nahda-Platz in Kairo. Amnesty International wertet den Beschluss als „Vorlage für eine Katastrophe“, die US-Regierung fordert die Führung der Putschisten zur Achtung der Versammlungsfreiheit auf. Die Staatsanwaltschaft erhebt unter dem Vorwurf der „Anstachelung zum Mord“ bei Ereignissen von Ende Juni 2013 Anklage gegen den flüchtigen Chef der Muslimbruderschaft Muhammad Badi’e und zwei inhaftierte Führungsmitglieder.[91]
- 1. August 2013: US-Außenminister Kerry verteidigt den Militärputsch vom 3. Juli als Wiederherstellung der Demokratie, bei dem nicht das Militär, sondern eine zivilen Übergangsregierung die Führung übernommen habe und rechtfertigt ihn mit dem Unmut der Bevölkerung.[95][96][97][91] Er wird für diese Äußerung kritisiert.[83]
- 4. August: Staatsanwälte geben den Beginn eines Prozesses gegen sechs Führer der Muslimbruderschaft wegen „Anstiftung zum Mord“ für den 25. August bekannt.[83]
- 7. August: Der ägyptische Übergangspräsident Mansur erklärt die Anstrengungen internationaler Diplomaten für eine friedliche Lösung zwischen der militärgestützten Interims-Regierung und der Muslimbruderschaft für gescheitert[83][40][94] und macht die Muslimbrüder dafür verantwortlich.[91] Die EU-Außenbeauftragte Catherine Ashton und US-Außenminister John Kerry wollen ihre diplomatischen Versuche dennoch nicht beenden.[91] Die Interimsregierung droht ein scharfes Durchgreifen gegen Pro-Mursi-Demonstrationen an, nachdem sie Zurückhaltung während des für Muslime heiligen Monats Ramadan gezeigt habe.[83] Sie hat mehrfach angekündigt, die größten Protestlager mit tausenden Mursi-Anhängern gewaltsam räumen zu lassen. Die internationale Gemeinschaft befürchtet für den Fall einer Räumung neues Blutvergießen.[94]
- 8. August 2013: Zum Ende des Fastenmonats Ramadan fordern Zehntausende Demonstranten die Wiedereinsetzung Mursis.[82] Am Eingang zu ihrem zentralen Protestlager vor der Rābiʿa-al-ʿAdawiyya-Moschee errichten die Muslimbrüder Barrikaden, um das Camp vor der Räumung zu bewahren.[91]
- 11. August 2013: Die Sicherheitskräfte drohen den Demonstranten, die andauernden Pro-Mursi-Protestlager an der Rābiʿa-al-ʿAdawiyya-Moschee und am Nahda-Platz innerhalb von 24 Stunden aufzulösen.[38][83][40] Die Protestteilnehmer verstärken als Vorbereitung auf eine Polizeiaktion ihre Barrikaden rund um ihre Zeltcamps bei der Rābiʿa-al-ʿAdawiyya-Moschee und auf dem Nahda-Platz.[91]
- 12. August 2013: Die Behörden verschieben die geplanten Aktionen gegen die Demonstranten und geben an, sie würden Blutvergießen vermeiden wollen, nachdem Mursi-Unterstützer ihre Stellungen befestigen und ihre Sitzstreiks durch Tausende weitere Demonstranten verstärken.[83] Mursis Untersuchungshaft wird um weitere 15 Tage verlängert. Daraufhin kommt es erneut zu Protesten und Zusammenstößen zwischen beiden Lagern.[91]
- 14. August 2013: Nach einer Woche falscher Alarme Blutbad bei gewaltsamer Räumung zweier Protestlager mit über Hunderten getöteten Pro-Mursi-Demonstranten in Kairo, bei dem die Bereitschaftspolizei die Demonstranten aus den ausgedehnten Protestlagern treibt.[83][40] Nach Angabe einer bekannten lokalen Menschenrechtsgruppe töten Polizei und Militär bei der Räumung des Protestlagers am Rābiʿa-al-ʿAdawiyya-Platz mindestens 904 Menschen. Einige wenige bewaffnete Demonstranten wehren sich und töten neun Polizisten.[92] Die Interimsregierung verhängt einen zunächst einmonatigen Ausnahmezustand in Ägypten und eine nächtliche Ausgangssperre in über zehn Provinzen. Rücktritt des Interimsvizepräsidenten Mohammed el-Baradei aus Protest gegen die Staatsgewalt.[83][40] Eine Verhaftungswelle hochrangiger Muslimbrüder setzt ein.[82] Vergeltungsangriffe radikaler Islamisten auf Polizeistationen in mehreren ägyptischen Städten, darunter auch Blutbad an 11 Polizisten in Kerdasa. Vergeltungs-Übergriffe auf Christen und christlichen Besitz durch radikale Islamisten und Pro-Mursi-Gruppen, vorwiegend in Oberägypten, fordern mindestens vier Menschenleben, nachdem die christliche Minderheit für den Sturz Mursis verantwortlich gemacht wird.[92] Die größte Gewaltwelle der jüngeren ägyptischen Geschichte entfesselt sich mit über 1000 Toten innerhalb einer Woche, bei denen es sich in den allermeisten Fällen um von Sicherheitskräften getötete Islamisten handelt.
- 15. August 2013: Die ägyptischen Sicherheitskräfte erhalten die Erlaubnis, im Fall von Gewaltanwendung scharf auf Bürger zu schießen. Interims-Ministerpräsident Hasem el-Beblawi verteidigt in einer Fernsehansprache das harte Vorgehen und die Auflösung von Protestlagern der Muslimbrüder.[91]
- 16. August 2013: Pro-Mursi-Gruppen marschieren durch Kairo aus Protest gegen das Massaker am Rābiʿa-al-ʿAdawiyya-Platz und werden von Polizisten bei der vierten Massentötung an Mursi-Unterstützern seit dem Sturz Mursis niedergeschossen.[92] Allein in Kairo werden 95 Menschen getötet.[91] Beblawi schlägt vor, die Muslimbruderschaft rechtsgültig aufzulösen.[83] Die internationale Kritik an der Militärführung wird immer schärfer. Nach Ansicht der EU-Außenbeauftragten Catherine Ashton trägt die Übergangsregierung die Hauptschuld für die Gewaltausbrüche.[91]
- 17. August 2013: Die Polizei räumt die Fetah-Moschee in Kairo von im Gebäude gefangenen Anti-Putsch-Protestteilnehmern nach einer tagelangen Belagerung mit Schießereien, Tränengassalven und Attacken des Mobs auf die Protestteilnehmer.[83] Nach offiziellen Angaben wurden seit dem 16. August mindestens 173 Menschen getötet.[91][83] Nach einem Bericht der Washington Post soll Militärchef Sisi wenige Tage zuvor angeblich ein von den USA und ihren Partnern aus Europa und den Golfstaaten vermitteltes Friedensabkommen zwischen den verfeindeten Parteien scheitern lassen haben, da das Blutvergießen mit Hunderten Toten möglicherweise hätte vermeiden können.
- 18. August 2013: 37 Untersuchungshäftlinge, die am 14. August im Rābiʿa-al-ʿAdawiyya-Protestlager verhaftet worden waren, sterben in Polizeigewahrsam während eines Gefangenentransports durch Erstickung, nachdem ein Polizist CS-Gas in das Polizeifahrzeug mit den Gefangenen geschossen hat.[92][98] Bei den Gefangenen soll es sich vornehmlich um Anhänger der Muslimbruderschaft gehandelt haben.[98] Die Behörden nehmen führende Mitglieder der Muslimbruderschaft fest, darunter den Chef Muhammad Badi’e.[40] Der aus Protest zurückgetretene Interimsvizepräsident Mohammed el-Baradei entzieht sich einer Verhaftung durch Flucht nach Wien.[98] Erstmals seit Mursis Sturz richtet sich General Sisi in einer Rede an die Ägypter. Die Bevölkerung fordert er auf, keine weitere Gewalt zu tolerieren, die Anti-Putsch-Protestteilnehmer ermahnt er, „ihre nationale Position zu revidieren“.[83] Die Muslimbruderschaft sagt zwei für diesen Tag geplante Demonstrationen kurzfristig ab und begründet dies mit Sorge um die Sicherheit der Demonstranten und auf den Dächern entlang der Route angeblich befindlichen Scharfschützen des Militärs.[91] Nach Zählung der militärgestützten Übergangsregierung finden fast 900 Menschen in den vier Tagen der Unruhen seit Räumung der Protestlager den Tod.[40]
- 19. August 2013: Berichte kündigen die kurz bevorstehende Entlassung des früheren autokratischen Präsidenten Husni Mubarak aus der Untersuchungshaft an.[91][83] Die Staatsanwaltschaft leitet gegen Mursi Ermittlungen wegen Verantwortung für die Tötung von Demonstranten im Dezember 2012 ein. Später folgt eine Anklage wegen Justizbeleidigung.[82][39] Vermutlich islamistische Extremisten töten 25 Polizisten auf der Sinai-Halbinsel bei Rafah.[98] Islamistische Extremisten töten in einem Massaker 25 Polizei-Rekruten auf dem Sinai, als dort der Aufruhr eskaliert.[92] Die Zahl der Angriffe auf Sicherheitsbeamte und Soldaten auf der Sinai-Halbinsel nimmt zu.[40] Bei Angriffen in den folgenden Monaten sterben mindestens 100 Polizisten und Soldaten bei ähnlichen Attacken.[92]
- 20. August 2013: Als einer der letzten Führer der Muslimbruderschaft auf freiem Fuß wird Muhammad Badi’e von Sicherheitskräften auf Anweisung der militärgeführten Regierung verhaftet.[83][88]
- 21. August 2013: Die Europäische Union stoppt Waffenlieferungen nach Ägypten. Zivile Hilfsprogramme sollen vorerst weiterlaufen. Ein Gericht ordnet die Freilassung Mubaraks an. Am nächsten Tag wird er in eine Militärkrankenhaus überführt und bleibt unter Hausarrest.[81]
- 25. August 2013: Beginn des Prozesses gegen Badi’e und etwa drei Dutzend anderer Muslimbrüder. Die Anklage lautet auf Anstachelung zur Gewalt, die am 30. Juni 2013 zum Tod von Mursi-Gegnern geführt haben soll.[40][88] Der Prozess wird fast umgehend auf Oktober vertagt.[81]
- 30. August 2013: Bei Zusammenstößen zwischen Anhängern und Gegnern Mursis werden neun Menschen getötet. In Ägypten protestieren islamistische Putschgegner regelmäßig freitags nach dem Mittagsgebet.[88]
- 5. September 2013: Der ägyptische Innenminister überlebt einen Bombenanschlag im Kairoer Viertel Nasr-City,[99][40] als der dschihadistische Aufstand von der Sinai-Halbinsel auf den Kontinent übergreift.[92]
- 7. September 2013: Beginn der größten Militäroffensive der jüngeren Geschichte auf dem Sinai gegen islamistische Extremisten.
- 11. September 2013: Zwei Selbstmordanschläge, zu denen sich die militante Gruppe Dschund al-Islam bekennt, auf ein örtliches Hauptquartier der ägyptischen Sicherheitskräfte und einen Kontrollposten des Militärs fordern mindestens sechs Menschenleben.
- 12. September 2013: Verlängerung des Ausnahmezustands über 14 Provinzen um weitere zwei Monate.[40]
- 16. September 2013: Die Polizei gewinnt die Kontrolle über die Stadt Delga zurück, die seit dem 14. August von islamistischen Hardlinern gehalten wurde, die die Kirchen in der Stadt geplündert hatten.[92]
- 23. September 2013: Ein Gericht in Kairo erklärt per Eilverfahren die Muslimbruderschaft und alle Ableger der Organisation für illegal und beschließt die Konfiszierung ihrer Vermögenswerte.[99][40][82]
- 1. Oktober 2013: Erstmals seit dem Putsch von Anfang Juli erreicht ein Protestzug von Anhängern Mursis wieder den Tahrir-Platz, um dort zu demonstrieren.[100][101][102]
- 4. Oktober 2013: Die Muslimbrüder beginnen dreitägige Proteste gegen den Militärputsch.[88][82] Bei den größten Demonstrationen seit der Räumung der Protestlager in Kairo vom 14. August werden mindestens vier Muslimbrüder erschossen.[103][104]
- 6. Oktober 2013: Bei den seit dem 4. Oktober andauernden landesweiten Protesten der Muslimbrüder bei gleichzeitiger Feier des Jom-Kippur-Krieges durch Unterstützer des Militärs töten Polizisten in Kairo und zwei südlichen Provinzen bei der fünften Massentötung seit dem Sturz Mursis mindestens 57 Pro-Mursi-Unterstützer, als diese durch Westkairo marschieren.[92][99][105][88] Zeugenberichten zufolge sollen die Demonstranten unbewaffnet gewesen sein.[92] UN-Generalsekretär Ban Ki Moon verurteilt die Gewalt scharf.[88]
- 7. Oktober 2013: Bei landesweiten Angriffen werden 18 Angehörige von Armee und Polizei getötet.[106]
- 9. Oktober 2013: Die USA teilen mit, einen Teil der Militärhilfe an Ägypten vorerst einzufrieren. Die ägyptische Übergangsregierung erkennt der Muslimbruderschaft nun auch den Status als Nichtregierungsorganisation ab.
- 11. Oktober 2013: Nach dem Freitagsgebet gehen landesweit wieder Tausende Unterstützer der Muslimbruderschaft zum Protest gegen das Militär und den 100 Tage zurückliegenden Putsch auf die Straßen.[88][107]
- 20. Oktober 2013: In Kairo kommt es zu heftigen Zusammenstößen zwischen die Wiedereinsetzung Mursis fordernden Studenten und Sicherheitskräften.[88][107]
- 22. Oktober 2013: Teile der verbotenen Muslimbrüder wollen sich neu organisieren. Eine Gruppe mit dem Namen „Brüder ohne Gewalt“ beantragt beim Sozialministerium in Kairo eine Zulassung als Wohltätigkeitsorganisation.[88][107]
- 28. Oktober 2013: Mursi bestreitet eine Woche vor Beginn des Prozesses gegen ihn die Rechtmäßigkeit des Gerichts.[82]
- 29. Oktober 2013: Die Richter legen im Badi’e-Prozess gegen die Führungsriege der Muslimbrüder wegen Anstiftung zum Mord den Fall nieder und erklären sich für befangen,[82] nachdem Sicherheitskräfte den Angeklagten die Anwesenheit im Gerichtssaal während der Verhandlungen verweigern.[40]
- 3. November 2013: US-Außenminister John Kerry erklärt bei seinem ersten Ägyptenbesuch seit dem Putsch gegen Mursi, die US-Regierung sei verpflichtet, mit den ägyptischen Interimsmachthabern zusammenzuarbeiten.[99]
- 4. November 2013: In Kairo beginnt der Strafprozess gegen Mursi,[82] der ihn unter Anklage stellt, zum Mord an Protestteilnehmern vor seinem Präsidentenpalast im Dezember 2012 angestiftet zu haben.[99] Bei seinem ersten öffentlichen Erscheinen seit seinem Sturz und seinem Verbleib in Isolationshaft seit dem 3. Juli weigert sich Mursi das Gericht anzuerkennen und löst Tumult unten den anwesenden Juristen und Journalisten aus.[92] Anhänger hatten im Vorfeld zu Protesten aufgerufen.[82]
- 6. November 2013: Ein Berufungsgericht bestätigt das Verbot der Muslimbruderschaft.[88][107]
- 14. November 2013: Der ägyptische Wirtschaftsmagnat und Milliardär Naguib Sawiris fordert gegenüber der Nachrichtenagentur Reuters ein umgehendes einjähriges Verbot aller Protestaktionen, da sonst der völlige Zusammenbruch Ägyptens bevorstehe. Er sei bereit, für das Jahr 2014 eine Milliarde Dollar zu investieren.[108]
- 24./25. November 2013: Übergangspräsident Mansur unterzeichnet ein umstrittenes restriktives Demonstrationsgesetz, laut welchem Demonstrationen fortan drei Tage im Voraus angemeldet werden müssen.[39][109] Die Einführung des Gesetzes führt zur Befürchtung, dass die Übergangsregierung nun anstrebt, wie zuvor hauptsächlich Islamisten, nun auch säkulare Aktivisten scharf zu bekämpfen.[92]
- 27. November 2013: Haftbefehle gegen hochangesehene säkulare Aktivisten des Anti-Mubarak Aufstandes von 2011 wie Alaa Abd el-Fattah und Ahmed Maher, die im Juni 2013 auch den Sturz Mursis gefordert hatten, bestätigen in den Augen vieler, dass die Übergangsregierung anstrebt, jede Form von abweichender Meinung zu beseitigen.[92]
- 1. Dezember 2013: Fertigstellung des Verfassungsentwurfs, über dessen Inhalte im Januar 2014 ein Referendum angesetzt ist. Während die vorige, unter Mursi geschriebene Version von Kritikern als wegbereitend für religiöse Herrschaft wahrgenommen wurde, fehlen dem neuen Entwurf einige religiöse Paragraphen, und er wird für mehrere neue Zusätze gelobt, doch bemängeln Kritiker, dass er der Armee weiterhin zu viele Privilegien gewährt.[92]
- 14. Dezember 2013: Es wird angekündigt, dass Interimspräsident Adli Mansur einen Volksentscheid über den neu erstellten Verfassungsentwurf am 14. und 15. Januar abhalten wird.[109]
- 18. Dezember 2013: Gegen Mursi werden neue Anklagen erhoben, die ihn trotz der traditionell schwierigen Beziehungen zwischen dem schiitischen Iran und der sunnitischen Bruderschaft beschuldigen, Drahtzieher eines ausgeklügelten siebenjährigen Komplottes zu sein, der die palästinische Hamas und die Iranische Revolutionsgarde einschließt.[92]
- 24. Dezember 2013: Bei der tödlichsten Bombenexplosion durch militante Attentäter gegen Sicherheitskräfte seit dem Putsch gegen Mursi im Juli 2013 sterben mindestens 15 Menschen.[110] Der zweite Angriff auf eine Polizeizentrale nördlich von Kairo ist der schwerste Anschlag außerhalb des anarchischen Sinai[111] und lässt erneut Zweifel laut werden, ob die Übergangsregierung in der Lage ist, einige Wochen vor der Volksabstimmung über den Verfassungsentwurf die Sicherheit zu gewährleisten.[110]
- 25. Dezember 2013: Die ägyptische Übergangsregierung stuft die Muslimbruderschaft offiziell als Terrororganisation ein.[109][88][107] Sie begründet die Terror-Einstufung mit dem Bombenanschlag in Mansura vom Vortag,[107] obwohl sich zuvor die vom Sinai stammende und der Terrororganisation al-Qaida nahestehende, dschihadistisch-islamistische Gruppe Beit Ansar al-Makdess zu dem Bombenattentat vom 24. Dezember in Mansura bekannt hat.[112][92]
- 12. Januar 2014: Armeechef Sisi verkündet, er werde für die Präsidentschaft kandidieren, wenn es das ägyptische Volk und die Armee so wolle.[109]
- 14./15. Januar 2014: Durchführung eines Verfassungsreferendums. Die zur Abstimmung gestellte Verfassung unterscheidet sich nicht radikal von der unter Mursi erstellten Verfassung.[113] Sie enthält formell mehr Rechte für die Bürger als frühere Verfassungen, privilegiert jedoch das Militär. Von Seiten der Muslimbruderschaft wird zum Boykott aufgerufen. Bei einer Wahlbeteiligung von 38,6 Prozent sprechen sich laut späterer Bekanntgabe der Wahlkommission 98,1 Prozent der Stimmen für die Verfassung aus.[39] Die Übergangsregierung bejubelt den Wahlsieg als deutliche Vorführung der Unterstützung für ihre Politik nach dem Sturz Mursis. Die Wahlbeteiligung, die über 20 Millionen Ägyptern entspricht, wird jedoch angesichts der Unterdrückung von Verfassungskritikern als gering bewertet.[92][109]
- 24. Januar 2014: In Kairo, einer Stadt, die seit Jahrzehnten zu den stabilsten in der arabischen Welt zählte, töten am Vorabend des dritten Jahrestages des Aufstandes gegen Mubarak vier unabhängige Bombenexplosionen bei offenbar sämtlich gegen die Polizei gerichteten Angriffen mindestens sechs Personen und verletzen mehr als 70.[109][113] Offenbar lösen die Anschläge spontane Versammlungen von Unterstützern von General Sisi aus.[113]
- 25. Januar 2014: Am dritten Jahrestag der Revolution gegen Husni Mubarak sterben bei landesweiten Pro-Mursi- und Anti-Regierungs-Demonstrationen Dutzende Menschen, darunter 64 in Kairo und Gizeh, von denen mindestens 58 erschossen wurden. Alleine im Kairoer Bezirk Matariya werden 26 Menschen bei der gewaltsamen Auflösung einer Pro-Mursi-Demonstration durch die Polizei getötet.[114] Nach unabhängigen Angaben wurden dagegen 108 Menschen getötet.[115]
- 27. Januar 2014: Der Chef der Militärjunta, General Sisi, verleiht sich selbst den Titel Feldmarschall und unternimmt den ersten förmlichen Schritt, um neuer ägyptischer Staatspräsident zu werden, während er darauf besteht, sich erneut „der freien Wahl der Massen“ und dem „Ruf der Pflicht“ zu fügen.[116][117] Die höchste Militärinstitution erteilt dem Militärchef die Genehmigung für die Präsidentschaftskandidatur.[33]
- 28. Januar 2014: Mursi wird in einem Fall unter Vorwurf des Gefängnisausbruchs vor Gericht gestellt, bei dem im Jahr 2011 mehr als 20.000 Inhaftierte aus ägyptischen Gefängnissen freikamen, einschließlich Mursi selbst.[33]
- 11. Februar 2014: Dritter Jahrestag der Absetzung Mubaraks.[33]
- 13. Februar 2014: Der russische Präsident Wladimir Putin erklärt, er würde eine Präsidentschaftskandidatur des Armeechefs Sisi unterstützen.[33]
- 16. Februar 2014: Bei einem Anschlag auf einen Touristenbus auf dem Sinai nahe der israelischen Grenze werden mehrere Menschen durch eine Explosion getötet. Mursi wird in einem Spionageverfahren vor Gericht gestellt, bei dem Anschuldigungen im Verfahren Bezug auf den Tod von mindestens 10 Menschen nehmen, die an Kundgebungen vor dem Präsidentenpalast im Dezember 2012 teilgenommen hatten.[33]
- 19. Februar 2014: Mubarak und seine beiden Söhne werden erneut vor Gericht der Korruption beschuldigt, in Folge derer öffentliche Gelder in Höhe von mehreren Millionen Dollar zur Renovierung von Präsidentenpalästen verschwendet worden sein sollen.[33]
- 22. Februar 2014: Sechs Polizeibeamte werden vom Vorwurf freigesprochen, während des Aufstands von 2011 83 Demonstranten getötet zu haben.[33]
- 24./25. Februar 2014: Am 24. Februar 2014 reicht das Kabinett Beblawi seinen Rücktritt bei Interimspräsident Adli Mansur ein,[33] welches am Folgetag angenommen wird. Zu dem auf Hasim al-Beblawi nachfolgenden, designierten Kabinettchef wird Ibrahim Mahlab gemacht, der mit Bildung einer Nachfolgeregierung betraut wird.
- 26. Februar 2014: Ein Gericht spricht Todesurteile über 26 Menschen aus, die schuldig befunden werden, als „Terror-Gruppe“ Angriffe auf Schiffe ausgeführt zu haben, während diese den Sues-Kanal durchquerten.[33]
- 27. Februar 2014: 21 Studenten der al-Azhar-Universität Kairo werden von einem Kairoer Gericht wegen illegaler Pro-Mursi-Demonstrationen auf dem Universitätscampus, vorgefallen gegen Ende des Jahres 2013, zu je drei Jahren Haft verurteilt.[118]

Die Militärregierung Sisis / ÜbergangsregierungPräsidentschaft Mansurs – Kabinett Mahlab:
- 1. März 2014: Offizielle Vereidigung eines neuen Kabinetts unter Ministerpräsident Ibrahim Mahlab.[119][33]
- 4. März 2014: Der in der Nähe des Gazastreifens aktiven palästinensischen Hamas-Gruppe werden in Ägypten alle Aktivitäten gerichtlich verboten, ihr Vermögen beschlagnahmt und die Schließung ihrer Büros angeordnet.[33]
- 22. März 2014: Mehr als 1.200 Menschen werden als Unterstützer Mursis vor Gericht gestellt.[33]
- 24. März 2014: Ein ägyptisches Strafgericht verurteilt nach einer einzigen Sitzung eines Massenprozesses 529 Menschen zum Tode,[120][33] die das Gericht für schuldig erachtet, während der auf den Sturz Mursis folgenden Unruhen im Sommer 2013 in der Stadt Minya einen Polizeibeamten getötet zu haben. Rechtsexperten nennen den Fall den größten Massenprozess in der jüngeren Geschichte Ägyptens. Ein anderes Gericht setzt in Kairo den Prozess gegen mehrere Journalisten von Al Jazeera fort, die beschuldigt werden, als Teil einer Verschwörung zum Sturz der neuen Regierung falsche Berichterstattung der Unruhen in Ägypten gesendet zu haben.[120]
- 26. März 2014: General Sisi, der sich zuvor selbst den Titel Feldmarschall verliehen hatte, erklärt offiziell, dass er aus dem Dienst der Armee ausscheidet und für das Amt des Präsidenten kandidiert. Es wird fast allgemein erwartet, dass er die Wahl gewinnt und seiner gegenwärtig de facto ausgeübten Macht offizielle Form verleiht.[121][122]

Die Militärregierung Sobhis / ÜbergangsregierungPräsidentschaft Mansurs – Kabinett Mahlab:
- 27. März 2014: Die Nachfolge Sisis an der Armeespitze und als Verteidigungsminister tritt Generalstabschef Sidki Sobhi an,[123] der am 27. März für beide Ämter vereidigt wird.[124]
- 28. März 2014: Vier Menschen, einschließlich der ägyptischen Journalistin Mayada Ashraf, werden in Kairo bei „Auseinandersetzungen“ der Polizei mit Demonstranten getötet, die gegen die Präsidentschaftskandidatur des bisherigen Armeechefs Sisis protestieren.[33]
- 30. März 2014: Die Wahlkommission verkündet den 26. und 27. Mai als Termin für die Abhaltung von Präsidentschaftswahlen.[33]
- 3. April 2014: Der ehemalige Präsident Mubarak erklärt seine Unterstützung für die Präsidentschaftskandidatur Sisis, bezeichnet Sisi als den „besten“ Kandidaten und beschreibt dessen Herausforderer, Hamdin Sabahi, als „unbrauchbar“.[33]
- 28. April 2014: Im größten Massenprozess der ägyptischen Geschichte werden erneut 683 Menschen von einem Gericht in Minya zum Tode verurteilt,[125] darunter auch führende Mitglieder der Muslimbruderschaft[126] wie ihr Vorsitzender, Mohammed Badie.[125]
- 3. Mai 2014: Beginn der Wahlkampfkampagne für die Präsidentschaftswahl.[33]
- 21. Mai 2014: Ein Strafgericht verurteilt den in einem Militärgefängnis lebenden Husni Mubarak zu drei Jahren Gefängnis wegen Veruntreuung von öffentlichen Geldern in Millionenhöhe für private Verwendung in Privathäusern und -Palästen. Seine Söhne Gamal und Alaa erhalten jeweils eine Strafe von vier Jahren für ihre Rolle bei der Veruntreuung. Nach Ansicht von Juristen könnten auch der gegenwärtige Interims-Ministerpräsident und der Spionagechef in den Fall verwickelt sein.[127][33]
- 26./27. Mai 2014: Beginn der ursprünglich zweitägigen Abstimmung zur Präsidentschaftswahl, als dessen Sieger allgemein der frühere Armeechef Sisi gegen den einzigen Herausforderer Hamdin Sabahi erwartet wird.[33]
- 28. Mai 2014: Die Abstimmung wird um einen Tag verlängert, was als Versuch gewertet wird, die geringe Wahlbeteiligung anzuheben, welche die Glaubwürdigkeit der Wahl zu untergraben droht, als deren wahrscheinlicher Gewinner der frühere Armeechef Sisi angesehen wird.[33]
- 30. Mai 2014: Der frühere Armeechef Sisi gewinnt die Präsidentschaftswahl in einem als „erdrutschartig“ beschriebenen Sieg, indem er über 90 Prozent der Stimmen erhält. Sein einziger Herausforderer, Hamdin Sabahi, erhält lediglich 3 Prozent der Stimmen. Er räumt seine Niederlage ein, nachdem er erklärt, dass die Abstimmung unfair verlaufen sei.[33]
- 3. Juni 2014: Die Wahlkommission erklärt Sisi zum nächsten ägyptischen Präsidenten und gibt an, er habe 96,91 Prozent der gültigen Stimmen bei der Präsidentschaftswahl erhalten.[33]
- 6. Juni 2014: Der scheidende Interimspräsident, Adli Mansur, erlässt ein Dekret, nach dem sexuelle Belästigung in Ägypten zum Straftatbestand erklärt wird, der mit bis zu fünf Jahren Haftstrafe zu ahnden ist.[33]
- 8. Juni 2014: General Abd al-Fattah as-Sisi, der sich zuvor selbst den Titel Feldmarschall verliehen und fast ein Jahr zuvor die Machtübernahme des Militärs geleitet hatte, wird vor dem Verfassungsgericht als Staatspräsident vereidigt.[127][33] Zuvor hatte er die „pro-forma-Präsidentschaftswahl“ (New York Times) mit fast 97 Prozent der abgegebenen Stimmen gewonnen. Die Wahlbeteiligung war mit 47 Prozent der Wahlberechtigten weit geringer als von ihm als Mandat zur Führung angestrebt worden war und lag unter der Wahlbeteiligung von 52 Prozent bei der Wahl von 2012, die der 2013 von Sisi gestürzte Mohammed Mursi gewonnen hatte. Nach Ansicht ausländischer Beobachter entsprach die von Sisi gewonnene Wahl nicht internationalen Standards.[127]
- 9. Juni 2014: Rücktritt der militärgestützten Übergangsregierung. Interimsregierungschef Ibrahim Mahlab erklärt nach dem Rücktritt, dem neuen Staatschef Sisi solle so die Möglichkeit gegeben werden, sich ein Kabinett seines Vertrauens zusammenzustellen.[128]
- 23. Juni 2014: Nach einem monatelangen Prozess gegen vier angeklagte Ausländer und 16 Ägypter in Kairo werden drei Journalisten des englischsprachigen Dienstes von Al Jazeera, Mohammed Fahmy, Peter Greste und Baher Mohammed, von einem ägyptischen Gericht zu langjährigen Haftstrafen verurteilt. Das Gericht befindet die Verurteilten der „Unterstützung einer terroristischen Vereinigung“ oder Verschwörung mit der Muslimbruderschaft sowie der „Verbreitung falscher Nachrichten“ über innere Unruhen in Ägypten für schuldig. Die Schuldsprüche erfolgen einen Tag nach der Kairo-Visite US-Außenministers John Kerry, bei dem Kerry erklärt hatte, Präsident Sisi habe ihm „ein sehr starkes Gefühl seines Einsatzes“ für „eine Neubewertung von Menschenrechtsbestimmungen“ gegeben. Die später in westlichen Medien als „Willkürurteile“ in „Schauprozessen“ (Die Zeit) verurteilten Gerichtsurteile werden von der New York Times als „potentiell blamable Wende für die US-Regierung“ kommentiert.[129][130][131] Kerry nennt das Strafmaß später „gruselig“ und „drakonisch“, die UN-Menschenrechtskommissarin Navi Pillay kritisiert die ägyptische Justizpraxis als „widerlich“. Im Juli 2014 wird Sisi schließlich erstmals einräumen, dass das Urteil ein Fehler war und dem internationalen Ansehen Ägyptens schwer geschadet hat.[131]

### Zwischenbilanzen zu Krisenentwicklung und Opferzahlen
Der rücksichtslose Repressionskurs der militärgestützten Übergangsregierung seit dem Militärputsch vom 3. Juli führte in Ägypten nicht zu einer Stabilisierung, sondern zu einer Destabilisierung der Lage (Stand: Anfang April 2014). Das Land galt als bankrott, nahezu unregierbar und zunehmend unsicher. In einem Krisenherd-Ranking, als dessen Indikator Einschätzungen für politische Risiken (Sicherheit und Stabilität) der Länderanalyse-Firma Economist Intelligence Unit übernommen wurden, zählt Ägypten in der ersten Jahreshälfte 2014 zusammen mit Kosovo, Libyen, Syrien, dem Libanon und der Ukraine zu den sechs Staaten in der Nachbarschaft der Europäischen Union, deren Lage als sehr riskant eingestuft wird.
| Ursache der Todesfälle              | Januar bis Juni 2013 (während der Präsidentschaft Mursis) | Juli bis Dezember 2013 (während der Interimspräsidentschaft Mansurs) |
| ----------------------------------- | --------------------------------------------------------- | -------------------------------------------------------------------- |
| Politische Auseinandersetzungen     | 153                                                       | 2273                                                                 |
| Konfessionelle Auseinandersetzungen | 29                                                        | 32                                                                   |
| Gewalt in Hafteinrichtungen         | 24                                                        | 62                                                                   |
| Terroristische Angriffe             | 4                                                         | 200 (darunter 36 Zivilisten)                                         |

Ein Vergleich der Gewaltentwicklung zeigt eine drastische Zunahme nach dem Militärputsch von 2013. Laut der Website Wiki Thawra (auch „Wiki Thaura“), auf deren Statistik sich eine Gruppe von 14 Menschenrechtsgruppen Anfang Januar 2014 berief, verloren im Jahr 2011, beim 18-tägigen Aufstand gegen Mubarak, 1075 Menschen ihr Leben. Während der einjährigen Amtszeit Mohammed Mursis gab es insgesamt 470 Opfer. Seit dem Sturz Mursis vom 3. Juli 2013 kamen dagegen allein bis Ende 2013 bereits 2665 Menschen ums Leben, davon über 1000 bei der blutigen Räumung der beiden Pro-Mursi-Protestcamps am 14. August 2013 in Kairo.
Den größten Blutzoll innerhalb eines einzigen Tages seit Beginn des Volksaufstands von 2011 forderte die von verschiedenen Menschenrechtsorganisationen als „Rābiʿa-Massaker“ bezeichnete Zerschlagung zweier Pro-Mursi-Protestlager am 14. August 2013 durch die militärgestützte Übergangsregierung, bei der nach offiziellen Angaben mindestens 650 Zivilisten getötet wurden. Sowohl vor als auch nach der Zerschlagung des Rābiʿa-al-ʿAdawiyya-Sit-ins ereigneten sich 2013 weitere gravierende Menschenrechtsverletzungen.
In ihrem nach über einjähriger Recherche am 12. August 2014 veröffentlichten, 195-seitigen Bericht „All According to Plan – The Rab’a Massacre and Mass Killings of Protesters in Egypt“ zählte Human Rights Watch sechs außergerichtliche Massenhinrichtungen der ägyptischen Sicherheitskräfte allein für den Zeitraum Juli und August 2013 auf und kam zu dem Ergebnis, dass es sich bei den „systematischen, groß angelegten Tötungen von mindestens 1.150 Demonstranten durch ägyptische Sicherheitskräfte im Juli und August 2013“ vermutlich um Verbrechen gegen die Menschlichkeit handelt. Allein bei der Räumung des Protestlagers auf dem Rabaa-al-Adawija-Platz am 14. August, so Human Rights Watch, „kalkulierten die Sicherheitskräfte mehrere Tausend Tote ein und töteten zweifelsfrei 817, wahrscheinlich mindestens 1.000 Menschen“. Laut Kenneth Roth, Exekutivdirektor von Human Rights Watch, begingen die ägyptischen Sicherheitskräfte „auf dem Rabaa-Platz an einem einzigen Tag eine der brutalsten Massenhinrichtungen von Demonstranten in der jüngeren Weltgeschichte“.
| Datum           | Ort des Hauptgeschehens                                                                                  | Beteiligte Einsatzkräfte | Todesopfer (zivil)                                                           | Todesopfer (Einsatzkräfte) | Angaben von Human Rights Watch vom August 2014 |
| --------------- | --- | ------------------------ | ---------------------------------------------------------------------------- | -------------------------- | --- |
| 5. Juli 2013    | Vor dem Hauptquartier der Republikanischen Garde in Kairo                                                | Militär                  | 5 Demonstranten                                                              | –                          | Außergerichtliche Massenhinrichtung. Eine der hingerichteten Personen hatte lediglich versucht, ein Mursi-Plakat an einem Zaun außerhalb des Hauptquartiers anzubringen. Von der Hinrichtung gibt es Videoaufnahmen. |
| 8. Juli 2013    | Vor dem Hauptquartier der Republikanischen Garde in Kairo                                                | Militär                  | 61 Demonstranten                                                             | 1 Soldat, 1 Polizist       | Außergerichtliche Massenhinrichtung. Polizisten und Soldaten eröffneten das Feuer auf eine Gruppe von Mursi-Unterstützern, die friedlich vor dem Hauptquartier demonstrierten. Zwei Polizisten und mindestens 61 Demonstranten wurden getötet. |
| 27. Juli 2013   | Nasr-Straße in Kairo                                                                                     | Polizei                  | 95 Demonstranten                                                             | 1 Polizist                 | Außergerichtliche Massenhinrichtung. Polizei griff eine Demonstration von Mursi-Unterstützern in der Nähe des Manassa-Denkmals im Osten Kairos an und tötete mindestens 95 Menschen. Ein Polizist starb bei den Auseinandersetzungen. |
| 14. August 2013 | Sit-ins der Muslimbruderschaft am Nahda- und am Rābiʿa-al-ʿAdawiyya-Platz in Kairo                       | Polizei                  | Bis zu 1000 Demonstranten (laut Interims-Ministerpräsident Hasim al-Beblawi) | 9 Polizisten               | Außergerichtliche Massenhinrichtungen. Sicherheitskräfte räumten die Protestlager auf dem Rābiʿa-Platz und auf dem Nahda-Platz und töteten beim Rābiʿa-Platz mindestens 817, wahrscheinlich mindestens 1.000 Personen und bei dem Nahda-Platz mindestens 87 Personen. Bei den Zusammenstößen am Rābiʿa-Platz starben acht, beim Nahda-Platz zwei Polizisten. |
| 16. August 2013 | Zusammenstöße im Mittelpunkt der Proteste am Ramses-Platz in Kairo und auf den Protestmärschen zum Platz | Polizei                  | Mindestens 120 Menschen                                                      | 2 Polizisten               | Außergerichtliche Massenhinrichtung. Polizisten schossen auf Hunderte Demonstranten in der Nähe des Ramses-Platzes im Zentrum Kairos und töteten mindestens 120 Personen. Zwei Polizisten starben. |
| 6. Oktober 2013 | Auflösung der Märsche von Dokki und Ramses-Platz zum Tahrir-Platz in Kairo                               | Polizei und Militär      | Mindestens 57 Demonstranten                                                  | –                          | |

| Ursache der Todesfälle                   | Zivilisten | Polizisten | Soldaten | Summe |
| ---------------------------------------- | ---------- | ---------- | -------- | ----- |
| Demonstrationen und Auseinandersetzungen | 2528       | 59         | 1        | 2588  |
| Terrorismus                              | 57         | 150        | 74       | 281   |
| Andere Gewalttaten                       |            |            |          | 274   |

Während die Zahl der vom Putsch im Juli 2013 bis Anfang März 2014 getöteten Menschen nach Angaben von Menschenrechtsorganisationen auf 3000, die der Verletzten auf 16.000 und die der Verhafteten auf 22.000 stieg, erreichte das rücksichtslose Vorgehen der Sicherheitskräfte keine Beendigung der wachsenden Protestwelle im Land, die die Wiederherstellung der Demokratie forderte, dem vom Militär dominierten Regime die Wiedererrichtung eines Polizeistaates mit Polizeibrutalität, Masseninhaftierungen und Folter vorwarf und sich nach Ansicht von Beobachtern zu Gegengewalt provoziert fühlte.
In den ersten acht Monaten seit dem Sturz des Präsidenten Mursi durch das Militär erlitten die Ägypter die höchste Intensität an Menschenrechtsverletzungen und Terrorismus ihrer jüngeren Geschichte. Das Ausmaß der Gewalttaten wurde aufgrund des Fehlens belastbarer Daten weitgehend verdeckt, doch lassen Schätzungen vermuten, dass bei Demonstrationen und Auseinandersetzungen seit dem Militärputsch am 3. Juli 2013 mehr als 2500 Ägypter getötet, über 17.000 verwundet und mehr als 16.000 festgenommen wurden (Stand: Ende März 2014). Darüber hinaus wurden Hunderte bei terroristischen Angriffen getötet. Diese Zahlen überschritten selbst die der in Hinsicht auf Menschenrechtsverletzungen dunkelsten Periode Ägyptens seit dem Militärputsch in Ägypten 1952 und spiegeln eine beispiellose Anwendung von Gewalt in der jüngeren politischen Geschichte Ägyptens wider. In den 1950er Jahren hatte die Zahl der politischen Gefangenen unter Gamal Abdel Nasser zwar zeitweise ähnliche Dimensionen angenommen, doch forderte die Polizeirepression gegen Straßenproteste zu jener Zeit kaum Opfer.
Die Zahl der seit dem Sturz Mursis von der Polizei unter Arrest gestellten Menschen stieg nach Angaben von Wiki Thawra beziehungsweise nach der Zählung des „Egyptian Centre for Economic and Social Rights“ (ECESR) bis zum 15. Mai 2014, also gut zehn Monate nach dem Putsch, auf über 41.000 an. Ausgewertet wurden dabei von der als unabhängig geltenden Internetseite nur Festnahmen, die unter der Verantwortung der Übergangsregierung des ehemaligen Militärchefs und späteren ägyptischen Staatspräsidenten Sisi stattfanden. Bei den Zahlen handelt es sich um zusammengefasste Daten mehrerer unabhängiger Nichtregierungsorganisationen wie dem ECESR. Der Bericht wertete ausschließlich Festnahmen aus, die unter dem Vorwurf politischer, sozialer oder „konfessioneller“ Aktivitäten oder „terroristischer Akte“ vorgenommen wurden. Auf das von Sisi selbst zu verantwortende Massaker von Rābiʿa-al-ʿAdawiyya Mitte August 2013, bei dem nach Zählungen von Menschenrechtlern mehr als 900 Demonstranten durch Sicherheitskräfte getötet wurden – die meisten durch gezielte Schüsse in Kopf, Hals, Herz oder Oberschenkel – und das von Amnesty International als das „gravierendste Ereignis ungesetzlicher Massentötungen in der modernen Geschichte Ägyptens“ gewertet wurde, folgte eine wachsende Terrorwelle durch Al-Kaida nahestehende Dschihadistengruppen, bei der innerhalb von zehn Monaten über 500 Polizisten und Soldaten zu Tode kamen.

### Demokratie/Autokratie-Bewertung für die Zeit vor und nach dem Putsch
In den dem Militärputsch vom 3. Juli 2013 vorausgehenden Monaten behaupteten viele ägyptische und westliche Analysten, die einjährige Amtszeit Mursis sei offenkundig „undemokratisch“ verlaufen. Mursi wurde mit Begriffen wie „neuer Pharao“, „angehender Diktator“ oder als Wegbereiter für eine neue, gefährliche Form des „Faschismus“ bezeichnet. Eine Untersuchung der Regierungszeit von Mohammed Mursi durch die US-amerikanischen Nahost-Experten Shadi Hamid und Meredith Wheeler von der Brookings Institution, die dafür den verbreiteten Polity-IV-Index mit in der Politikwissenschaft üblichen Parametern der Demokratiemessung für die Entwicklung von Übergangsgesellschaften nach dem Sturz autokratischer Regime verwendeten, ergab dagegen den Befund, dass Mursi im weltweiten Vergleich, trotz Fehler durch Anmaßung und Inkompetenz, eine durchschnittliche Bilanz vorweisen konnte, Ägypten während seiner Amtszeit auf der Skala zwischen Demokratie und Autokratie also nicht im unteren Bereich anzuordnen war. Während Ägypten unter Mursi demnach im Vergleich zu anderen Ländern, die einen „positiven Regime-Wechsel“ oder einen „demokratischen Übergang“ durchliefen, durchschnittliche Werte der Demokratiemessung aufwies, schnitt es in dem laut der Fachleute relevanteren Vergleich mit anderen Ländern, die einen „sozialen Übergangsprozess“ erlebten, während dessen also nicht nur Eliten, sondern auch gewöhnliche Bürger in politischen und sozialen Aufruhr gerieten, deutlich positiver als der Durchschnitt ab. Mursi habe sich zwar als inkompetenter Politiker erwiesen, dem aber weder gravierende Menschenrechtsverletzungen noch eine systematische Repression und Inhaftierung der Opposition anzulasten seien. Der Militärputsch sei daher „durch eine grundlegende Fehldeutung und Verzerrung dessen, was vorher geschah“ legitimiert worden.
Für die Übergangsregierung, die das Militär nach dem Militärputsch vom 3. Juli 2013 installiert hatte, ermittelten Hamdi und Wheeler mit dem gleichen Verfahren, dass das neue Regime in den Monaten nach dem Putsch auf der von +10 bis −10 reichenden Polity-IV-Index-Skala im Vergleich zur Regierungszeit Mursis um sechs volle Punkte und im Falle der weithin erwarteten offiziellen Konsolidierung von Sisis Macht um acht Punkte in Richtung Autokratie abfiel. Anders als Mursi und selbst im Gegensatz zu Husni Mubarak und Anwar as-Sadat präsidierte die Postputsch-Militärregierung unter Sisi sowohl Massenverhaftungen politischer Gegner als auch Massentötungen wie die Niederschlagung der Pro-Mursi-Protestcamps vom 14. August 2013, bei der mindestens Hunderte starben. Dazu kam ein effektiv oppositionelle Demonstrationen unterbindendes Gesetz und der anhaltende Einsatz tödlicher Gewalt gegen Demonstranten durch die Sicherheitskräfte. Politischer Wettbewerb wurde nach dem Putsch ausschließlich innerhalb der eigenen politischen Koalition des Regimes geduldet. Die Entwicklung Ägyptens in Richtung Autokratie in den Monaten nach dem Putsch wurde von Analysten als typische und vorhersagbare Entwicklung eines Landes nach einem Militärputsch gewertet. Angesichts der besonderen Eigenart der ideologischen Spaltung Ägyptens, der internationalen Duldung beziehungsweise regelrechten Unterstützung des Putsches, sowie der ausgeprägten Anti-Muslimbruderschaft-Stimmung eines deutlichen Teils der Bevölkerung sei der Sturz Mursis jedoch vom Üblichen abgewichen und habe in eine stärker repressive Phase übergeleitet, als es bei der Mehrheit der modernen Putsche der Fall sei, wodurch die Situation in Ägypten mit der von Chile und Argentinien in den 1970er Jahren oder mit der von Algerien in den 1990er Jahren vergleichbar sei.

## Machtpolitische Akteure
In der westlichen Perspektive wurde der politische Machtkampf in Ägypten oft als Konfrontation verstanden zwischen einem Lager, das entschlossen sei eine Diktatur zu errichten, während das andere Lager für „Freiheit“ und „Demokratie“ kämpfe. Politikwissenschaftler wie Nagwan El Ashwal von der Stiftung Wissenschaft und Politik (SWP) vertraten jedoch schon vor dem Militärputsch gegen Staatspräsident Mohammed Mursi die Ansicht, dass alle politisch relevanten ägyptischen Parteien in einer Weise agierten, die ungeeignet war eine Staatskrise Ägyptens abzuwenden. Der Politik- und Islamwissenschaftler Loay Mudhoon, Nahost-Experte der Deutschen Welle, vertrat die Ansicht, die Identitätsfrage um die säkulare, liberale oder islamische Ausrichtung der betreffenden islamischen Länder sei bei der im Westen als „Arabischer Frühling“ subsumierten Revolutionswelle kein wirklicher, sondern ein konstruierter Streitgegenstand gewesen. Islamisten hätten die Identitätsfrage auf die Agenda gesetzt, um von ihrer ökonomischen und politischen Unfähigkeit abzulenken. Tatsächlich sei es dagegen hauptsächlich um „Brot, Freiheit und soziale Gerechtigkeit“ gegangen, die im Arabischen als „Karama“ (deutsch: „Würde“) zusammengefasst werden. Die Bürger hätten nach politischer Berücksichtigung ihres Standpunktes durch die Eliten verlangt, welche seit der Ära der post-kolonialen Militärdiktaturen über das Privileg zur alleinigen Kontrolle der Politik verfügten.
Während islamistische Gruppen zunächst am meisten aus dem Zusammenbruch des Mubarak-Regimes Nutzen zogen, sahen viele ägyptische und internationale Beobachter in den grundlegenden sozialen und politischen Entwicklungsprozessen, die nach dem in Ägypten Revolution genannten politischen Umbruch eingeleitet wurden, die Gefahr einer „Islamisierung Ägyptens“ oder einer „islamistischen Konterrevolution“. Dabei wurde oftmals außer Acht gelassen, dass das Leitmotiv der dem Islamismus zugerechneten Akteure nach dem Sturz Mubaraks in einem politischen Pragmatismus bestand und keine geschlossene Gruppe der „Islamisten“ existierte. Insbesondere in Ägypten war das islamistische Akteursspektrum sehr heterogen. Die islamistischen Organisationen und Gruppen waren damit beschäftigt, sich über ihre politischen Agenden zu verständigen und Parteistrukturen zu entwickeln. Sie waren zudem in ihrem politischen Vorgehen einer Vielzahl von Restriktionen unterworfen und mussten sich gegenüber anderen politischen Kräften und staatlichen sowie halbstaatlichen Institutionen behaupten.

### Militär

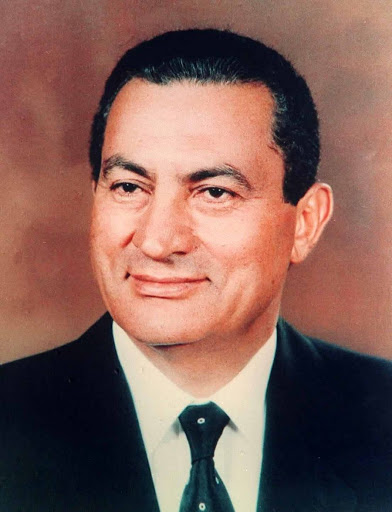
Husni Mubarak im Jahr 1981: Während des Mubarak-Systems währten Militärherrschaft, Ausnahmezustand und US-Militärhilfe über 30 Jahre hinweg.

Die Führungsriege des ägyptischen Militärs ist sozial und von ihrem Hintergrund sehr homogen. Einige Familien sind seit Jahrzehnten im Militär beschäftigt und besetzen dort auch schon seit der Zeit von Gamal Abdel Nasser als eigene „politische Klasse“ die Offiziersränge, etwa auf Ebene von Mittelklasse bis obere Mittelklasse. Haltung und Einstellung einfacherer Ränge und Wehrdienstleistender ist wenig erforscht, doch wird Dissens innerhalb des Militärs hart bestraft.
Seit 1981 bis zur Revolution von 2011 wurde Ägypten von Husni Mubarak regiert. Sein Vorgänger Anwar as-Sadat war 1981 in Kairo durch ein Attentat ermordet worden, nachdem er 1978 das von US-Präsident Jimmy Carter vermittelte Abkommen von Camp David unterzeichnet hatte. Das Abkommen hatte 1979 zum Friedensvertrag zwischen Ägypten und Israel und später zum Abzug der israelischen Truppen von der Sinai-Halbinsel geführt und brachte Sadat 1978 den Friedensnobelpreis und Ägypten zunächst eine politische Isolation innerhalb der arabischen Staaten ein. Mubarak regierte Ägypten 30 Jahre lang autoritär und im dauerhaften Ausnahmezustand als ein von Korruption, Arbeitslosigkeit und Armut geprägtes Land, gestützt auf eine alljährlich fortwährend gewährte finanzielle Unterstützung von allein 1,3 Milliarden Dollar Militärhilfe durch die USA. Abstimmungen wurden manipuliert, Regimekritiker wurden durch die Staatssicherheit gefoltert und ermordet, Unternehmen und Verbände huldigten Mubarak im Führerkultstil, rund 2500 zum Teil für den US-Nachrichtendienst CIA arbeitende Mitarbeiter der US-Botschaft nahmen politischen Einfluss auf das Land, während westliche Demokratien dem Regime immer wieder Fortschritte bei „politischen Reformen“ bescheinigten, bis Mubarak am 11. Februar 2011 unter Beteiligung von Massenaufständen gestürzt wurde.
Die im Westen oft personalisiert als „System Mubarak“ aufgefasste Herrschaftsstruktur erwies sich nach Mubaraks Sturz als Militärherrschaft, die Mubarak oder seine Familie so lange agieren ließ, wie es für die eigenen Interessen der Generäle von Vorteil war. Die Grenzen zwischen Militär, Politik und Wirtschaft gingen im ägyptischen System fließend ineinander über oder waren oftmals nicht existent. So war das Militär mit Politik, Justiz, Wirtschaft und Verwaltung zu einem „Tiefen Staat“ verflochten. Die staatlichen Institutionen wurden von diesen mächtigen Akteursgruppen gesteuert und missbraucht, für die nicht das Gemeinwohl, sondern die Gewinnmaximierung der Gruppen selbst im Vordergrund standen.

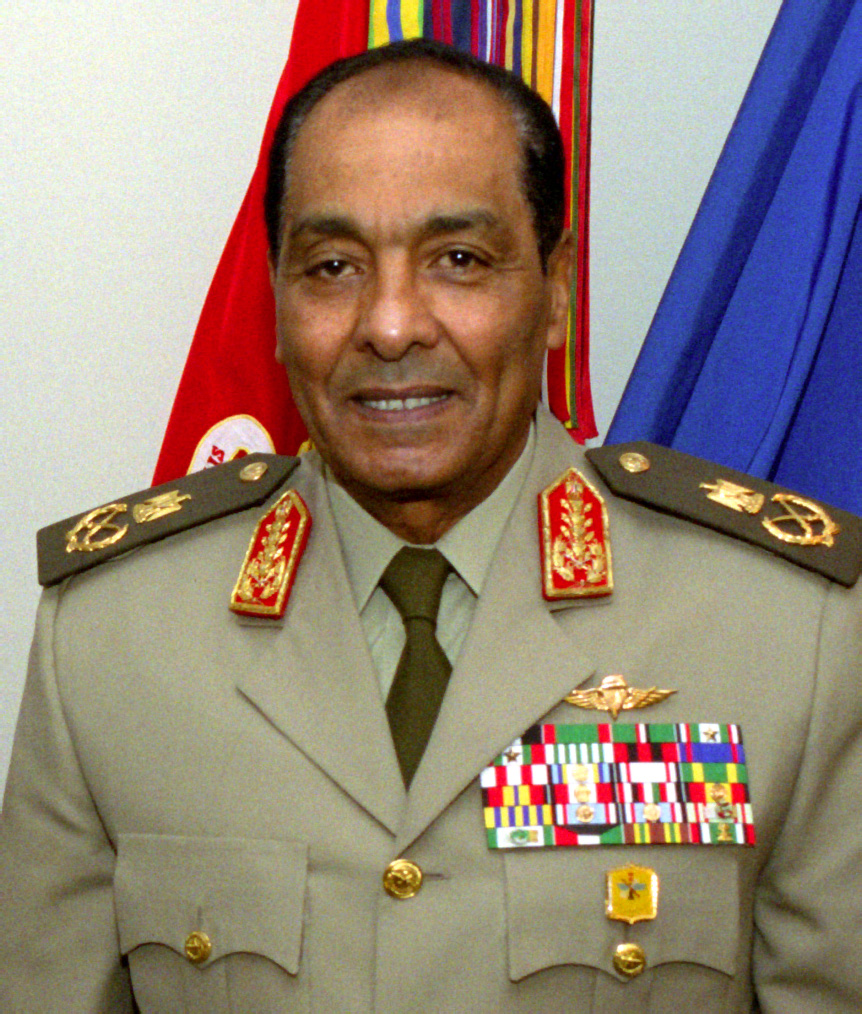
Mohammed Hussein Tantawi, nach dem Sturz Mubaraks bis August 2012 Militärmachthaber über Ägypten

Nach dem Sturz Mubaraks übernahm oder behielt das Militär die Macht in Form einer Militärherrschaft, verfolgte aber nicht die „Ziele der Revolution“, wie sie auf den Massenprotesten gegen Mubarak in Erscheinung getreten waren, worauf sich die Straßenproteste bald gegen das Militär richteten. Die Protestbewegung warf dem Militär zu dieser Zeit autoritäre Regierungsführung, eine desolate wirtschaftliche und soziale Lage sowie den „Diebstahl“ der Revolution vor, ähnlich wie sie es 2013 gegenüber Mursis Regierung tat, wobei gegen letztere wiederum durch das von der Protestbewegung unterstützte Militär geputscht wurde.
Die Interessen des Militärs prägten den ägyptischen Staat auch nach der sogenannten „Revolution“ von 2011 weiterhin strukturell und setzten auch der Regierung von Präsident Mursi nach dessen Sieg bei der ersten demokratischen Wahl Ägyptens Grenzen in deren Handlungsspielraum. Mursi taktierte gegenüber der Armee vorsichtig und tastete deren wirtschaftliche Interessen nicht an. Nach Ansicht von Shana Marshall, Direktorin des Instituts für Nahost-Studien an der George Washington Universität in Washington DC, lieferte die Unzufriedenheit in der Bevölkerung und fehlende Popularität des islamistischen Präsidenten und der Partei Freiheit und Gerechtigkeit (FJP) der Muslimbruderschaft der Armee, die sich nicht mit nur mit einem Teil der wirtschaftlichen Macht unter der FJP habe begnügen wollen, jedoch einen idealen Vorwand, um nach der vollständigen Kontrolle zu greifen.

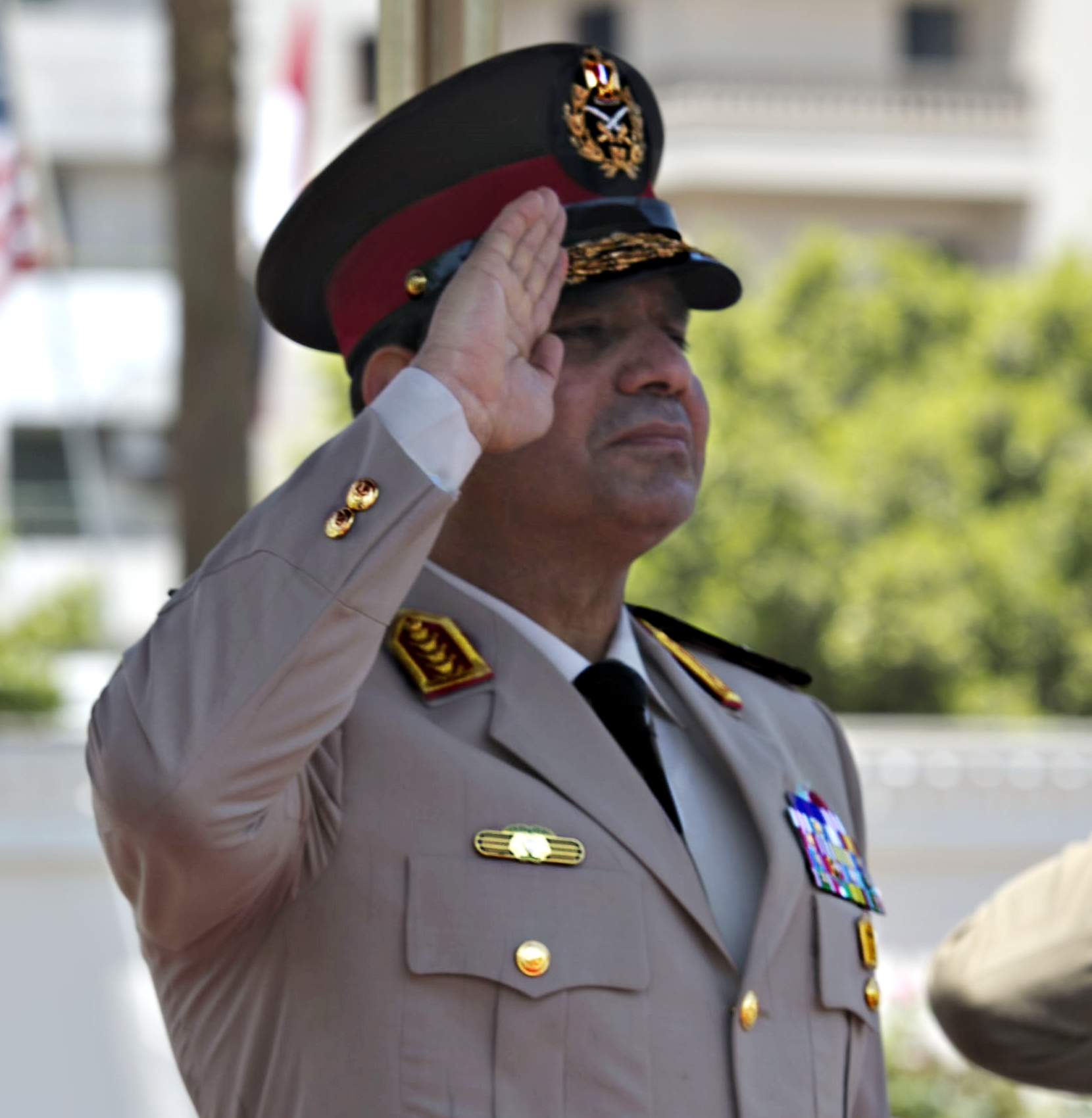
Abd al-Fattah as-Sisi, Militärchef, Verteidigungsminister und mit dem Militärputsch seit dem 3. Juli 2013 De-facto-Machthaber in Ägypten

Mit dem Putsch gegen Präsident Mursi trat das Militär erneut als politischer Akteur auf. Das Militär bezeichnete sich als Garant der öffentlichen Ordnung, die es angesichts der sich zuspitzenden Proteste in Gefahr sehe. Doch setzten die Generäle mit der Absetzung Mursis und der Aussetzung der ägyptischen Verfassung das gesamte politische System außer Kraft. Die „alte Garde“ aus der Mubarak-Ära kehrte zurück. Das Militär nutzte die Protestbewegung zur Durchsetzung seiner eigenen Ziele. Das Militär wirkte nicht nur als Sicherheitsakteur, sondern auch als wichtiger ökonomischer Akteur. Beweggrund der Militärs war nicht die Förderung von Demokratie, Partizipation oder Rechtsstaat, sondern die Wahrung eigener wirtschaftlicher Vorteile. In diesem Sinn urteilte Stephan Roll von der Forschungsgruppe Naher / Mittlerer Osten und Afrika der Stiftung Wissenschaft und Politik über den Militärcoup: „Dieser Putsch war keinesfalls eine spontane Reaktion auf die Ausschreitungen oder gar der Versuch, die Demokratie zu stärken. Er war eine von langer Hand geplante Machtübernahme im eigenen Interesse.“
Bereits seit der Revolution von 2011 festigten die Generäle auch dank ausländischer Hilfe ihre wirtschaftliche Macht. Während Privatunternehmen seit der Revolution unter dem allgemeinen Chaos und der politischen Unsicherheit litten, war die Armee von der Krise offenbar kaum betroffen, sondern profitierte nach Ansicht mancher Beobachter davon. Seit dem Sturz Mursis durch das Militär im Juli 2013 erhielten die Generäle den Zuschlag für mehrere milliardenschwere Projekte. In den Monaten nach dem Militärputsch beauftragte die militärgestützte Übergangsregierung Bauunternehmen der Armee mit mehreren großen Infrastrukturprojekten. Im November 2013 erließ der vom Militär eingesetzte Übergangspräsident Adli Mansur zudem ein Dekret, dass es der Übergangsregierung ermöglicht, Bauaufträge ohne Ausschreibungsverfahren zu vergeben, wovon vor allem die Firmen der Armee profitieren. Viele Investoren gingen nach Einschätzung des Journalisten und Wirtschaftsexperten Sherif Zaazaabeim offen auf die Armee zu, von der sie wussten, dass allein diese die eigentliche Kontrolle im Land ausübte. Die ägyptische Armee, die größte Armee des Nahen Ostens und elftgrößte Armee der Welt, unterhielt ein „aufgeblähtes, in weiten Teilen defizitäres Wirtschaftsimperium mit enormen Nebenverdienstmöglichkeiten für hohe Offiziere“, über das die Armee je nach Schätzung zwischen fünf und 60 Prozent der ägyptischen Wirtschaft direkt oder indirekt kontrollierte. Im Falle eines Staatsbankrotts, der angesichts der Wirtschaftslage des Landes gedroht haben soll, wäre dieses System nach Ansicht von Beobachtern kaum noch finanzierbar gewesen. Insbesondere mit ausländischen Investoren wickelten die Generäle nach dem Putsch Geschäfte ab. So wurde im März 2014 ein Abkommen über ein 40 Milliarden US-Dollar schweres Wohnungsprojekt zwischen ägyptischer Armee und einem Bauunternehmen aus den Vereinigten Arabischen Emiraten unterzeichnet. Auch im Energieversorgungssektor und anderen Wirtschaftszweigen arbeitete die ägyptische Armee eng mit den Partnern aus den Golfstaaten zusammen. Nach Ansicht von Shana Marshall wurden viele dieser Geschäfte abgeschlossen, „weil die Herrscher der Golfstaaten auf diese Weise die ägyptische Armee unterstützen wollen. Sie wollen sicherstellen, dass die Armee ihren Einfluss und ihre Macht in Ägypten behält.“
Das äußerst selbstbewusste Auftreten der ägyptischen Generäle wird vor allem mit den enormen Finanzhilfen aus der Golfregion erklärt. Saudi-Arabien, die Vereinigten Arabischen Emirate und Kuwait stellten der neuen militärgestützten ägyptischen Führung innerhalb von 24 Stunden nach der Machtübernahme zwölf Milliarden US-Dollar an Soforthilfen und Krediten in Aussicht. Diese massive Unterstützung wurde als notwendige Bedingung für den Putsch gewertet sowie als Zeugnis von entsprechenden Absprachen, die vor dem Putsch getroffen worden seien: „Ohne das Wissen um die Zahlungsbereitschaft der Golfstaaten“, so folgert Roll, „hätten die Generäle kaum ein Interesse gehabt, die Macht und damit auch die Verantwortung für die Wirtschaft zu übernehmen. Letztlich sind es die Golfmilliarden, die den wirtschaftlichen Zusammenbruch Ägyptens abwenden können und es der politischen Führung somit ermöglichen, ihre Macht zu konsolidieren.“ Während die Generäle als Instanz außerhalb des politischen Systems weiterhin über unbegrenzte Macht verfügten, bestand die Aussicht, durch ausländische Finanzhilfen und die Sicherung des inneren Friedens die politische und wirtschaftliche Lage vorübergehend zu stabilisieren. Bis 2015 erhielt Ägypten Medienangaben zufolge nach dem Militärputsch gegen Mursi von 2013 bereits rund 30 Milliarden US-Dollar von den mit dem Putschführer Sisi verbündeten Golfstaaten wie Saudi-Arabien, den Vereinigten Arabischen Emiraten und Kuwait, während das jährliche Wirtschaftswachstum von sieben Prozent vor dem Sturz Husni Mubaraks 2011 auf zwei Prozent gefallen war.
Die Generäle konnten somit offenbar von vornherein damit rechnen, dass das Ausland ihre Intervention mittragen würde. Die Zahlungsbereitschaft der drei Golfmonarchien kann damit erklärt werden, dass diese kein Interesse an einem demokratischen Musterstaat im arabischen Raum hatten und den Putsch in Ägypten unterstützten. Der Grund dafür kann darin gesehen werden, dass sie durch den Erfolg der Muslimbrüder in Ägypten eine Stärkung auch der oppositionellen Muslimbruderschaft in ihren eigenen, reichen, aber wenig demokratischen Golfmonarchien und damit die Zunahme von Begehrlichkeiten ihrer Bevölkerung in Richtung eines „arabischen Frühlings“ befürchteten. Zudem sollte Saudi-Arabien daran interessiert sein, die dem Königshaus nahestehenden ägyptischen Salafisten zu unterstützen, die den Islam im Vergleich zur Muslimbruderschaft in der Sozialpolitik deutlich fundamentalistischer auslegen. So unterstützte die größte ägyptische salafistische Partei, die Partei des Lichts, den Militärputsch und konnte durch den Ausschluss der Muslimbruderschaft zur stärksten islamistischen Kraft im neuen Parlament werden. Neben der liberalen Opposition, jugendlichen Aktivisten und der Partei des Lichts gelang es der Militärführung auch, die koptische Kirche sowie die al-Azhar-Universität als wichtigste islamische Instanz des Landes für ihr Vorgehen beim Putsch zu gewinnen. Zum Übergangspräsidenten wurde mit Mansur kein Militär, sondern der in der Mubarak-Ära durch Mubarak persönlich protegierte oberste Verfassungsrichter des Landes bestimmt, der nun als „Marionette des Militärs“ legislative und exekutive Gewalt in seiner Hand vereinigte, auch wenn die Streitigkeiten bei der Regierungsbildung die Instabilität dieser heterogenen Allianz aufzeigten. In der neuen Allianz standen die Revolutionäre von 2011 im Bunde mit ihren einstigen Gegnern, Mubaraks entmachteten Eliten und den Vertretern des autoritären Tiefen Staates. Später wurde der Rücktritt des Vizeinterimspräsidenten el-Baradei aus Protest gegen das Blutbad vom 14. August als Beleg dafür angesehen, dass zivile Kräfte nicht genug in die „zivile“ Übergangsregierung eingebunden waren, sondern das Militär alle zentralen Entscheidungen traf. Während das Militär nach dem Putsch die Macht übernahm, dienten Übergangspräsident, Premierminister und Innenminister, die sich vorbehaltlos hinter das Militär und gegen die Muslimbrüder stellten und zur massiven Gewaltanwendung bereit waren, lediglich als „zivile Fassade“. Die Beteuerungen des Militärs, nach dem Sturz Mursis keine dauerhafte Machtübernahme zu planen, wurde von Beobachtern wie Cilja Harders, Leiterin der Arbeitsstelle Politik des Vorderen Orients an der Freien Universität Berlin, für „nicht sehr glaubhaft“ gehalten.
Die putschenden Generäle konnten sich zudem auf die traditionellen Verbündeten, die USA und die Europäische Union (EU), verlassen. Es war damit zu rechnen, dass die USA Ägypten als einen seiner wichtigsten Verbündeten im Nahen Osten nicht aufgrund eines Putsches die Unterstützung und die jährlichen Militärhilfen in Höhe von 1,3 Milliarden US-Dollar versagen würden. Auch bestand die Möglichkeit, dass für die europäischen Staaten – trotz kritischer Stellungnahmen zu den Ereignissen – eine Kontinuität der Verhältnisse im Vordergrund stehen würde.
Einer Reform des korrupten und überdimensionierten Staatsapparates stand jedoch die enge Verknüpfung mit dem Militär entgegen. Eine tiefgreifende Modernisierung der ägyptischen Wirtschaft wird unter anderem deshalb von wissenschaftlicher Seite ausgeschlossen, da dieser das Interesse der Generäle an der Erhaltung ihres „Wirtschaftsimperiums“ entgegenstehe. An der Spitze der Armeeunternehmen standen zumeist pensionierte Militärs, die sich dadurch ein lukratives Alterseinkommen sicherten und deren Anreiz an einer politischen beteiligung somit verringert wurde. Nach Ansicht des Wirtschaftsexperten Sherif Zaazaa war es für den Putschführer, Militärchef und späteren Präsidentschaftskandidaten Sisi wichtig, potenziellen Kritikern aus der Armee ein einträgliches Beschäftigungsfeld zu bieten, da es unklar gewesen sei, wie groß die Unterstützung innerhalb der Armee für Sisi war. Um trotz der meist fehlenden wirtschaftlichen Expertise der Armeeunternehmer konkurrenzfähig zu bleiben, sicherte sich die Armee Wettbewerbsvorteile, indem ihre Firmen zumeist keine Steuern zahlten und von massiven Subventionen profitierten sowie von der Möglichkeit, Rekruten als billige Arbeitskräfte einzusetzen. Forderten direkt nach der Revolution vom 25. Januar 2011 noch viele Ägypter ein Ende dieser Praktiken, wurden solche Stimmen nach dem Putsch von 2013 auch dank der staatlich kontrollierten Medien, die das Militär als Retter vor den Islamisten feierten, weniger. Der Nahostexperte Michael Lüders sah als Problem für fehlende ausländische Investitionen nicht etwaigen Mangel an Investitionserleichterungen an, sondern die aus der Generalität zusammengesetzte „kleine Clique an der Macht“, die schätzungsweise fast 40 Prozent der Wirtschaftsleistung im Land kontrolliere, dafür jedoch weder Steuern zahle noch an Investitionen in die Entwicklung Ägyptens wie etwa in Bildung interessiert sei. Seiner Ansicht nach setzte eine Lösung der wirtschaftlichen Probleme Ägyptens voraus, das Militär „radikal“ zu entmachten, seine Zuständigkeit auf die Landesverteidigung zu beschränken und seine Finanzmittel der Bevölkerung zur Verfügung zu stellen.

### Strukturen der Mubarak-Ära
Die Macht Mubaraks und seines Regimes gründete sich auf einem in den Sicherheitskräften und der staatlichen Administration abgestützten System, das wenigen Beteiligten die Möglichkeit zum Reichtum bot und das übrige Land in wirtschaftlicher Stagnation verharren ließ. International galt dieses System, das den Frieden mit Israel beibehielt, als berechenbar, weder die USA noch die mit ihnen alliierten Golfmonarchien sahen sich veranlasst, gegen die unter Mubarak etablierten Strukturen vorzugehen. Auch nach Mubaraks Sturz 2011 leisteten die USA ihre Militärhilfe an Ägypten in gewohntem Umfang von jährlich 1,5 Milliarden Dollar weiter.
Bei dem als „Revolution von 2011“ bezeichneten Sturz Mubaraks handelte es sich nach Ansicht der Politikwissenschafterin Maha Azzam, die nach dem Sturz Mubaraks die Regierung Mursi in außenpolitischen Fragen beraten hatte, trotz des am 25. Januar 2011 aus Teilen der Bevölkerung geforderten revolutionären Wandels lediglich um den Sturz des Staatspräsidenten, jedoch nicht um den des Regimes.
Nach der Wahl Mohammed Mursis zum Staatspräsidenten stand dieser von Beginn an vor der Gefahr der Rückkehr der alten Ordnung. Die Justiz, das Militär, die Polizei und die Medien erkannten die Autorität des gewählten demokratisch legitimierten Staatsoberhauptes während seiner Präsidentschaft nicht an. Die innerhalb von 60 Jahren unter drei autokratischen Staatsführungen etablierte Bürokratie konnte sich unangetastet erhalten. In den ägyptischen Institutionen hatten sich Anhänger des alten Mubarak-Regimes „verschanzt“ und die Machtstrukturen des alten Mubarak-Regimes fortgesetzt. Besonders in den Ministerien konnte sich die mit dem Militär eng über Seilschaften verbundene Mubarak-Elite halten, insbesondere im Justizministerium. Im Innenministerium besagte die vorherrschende „Sicherheitsdoktrin“ beispielsweise, dass Demonstranten keine politisch aktiven Bürger, sondern „Verräter“ seien, die im fremden Interesse handeln. In das Justizwesen waren Agenten der Staatssicherheit eingeschleust worden, die zu Mubaraks Zeiten als Richter aufgestiegen waren. Polizisten und anderes Personal des Sicherheitssektors wurden weiterhin systematisch von der Staatsanwaltschaft und angeblich aufgrund fehlender Beweise freigesprochen, was für öffentlichen Unmut sorgte.
Seit Mubaraks Sturz sabotierten die Polizisten ihren Auftrag als Ordnungshüter. Die Ägypter erlebten in der Folge einen Niedergang der öffentlichen Ordnung und eine Kriminalität von bis dahin unbekanntem Ausmaß. Obwohl Mursi auf eine Polizeireform verzichtete, die Gehälter der Beamten erhöhte und die dem Volk verhasste Polizei öffentlich lobte, erschienen viele Beamte über Monate hinweg nicht mehr zum Dienst. Die öffentliche Empörung machte die neue Regierung unter Mursi verantwortlich und warf ihr eklatante Unfähigkeit vor. Auch Investoren blieben unter den gegebenen Umständen aus.
Die Spitzen der Justiz und große Teile der alten staatsbürokratischen Elite fanden sich mit dem Wahlsieg Mursis nicht ab und setzten sich dafür ein, seine Politik auszubremsen. Nachdem Mursi in der ersten freien Wahl Ägyptens zum Staatspräsidenten Ägyptens bestimmt worden war, lösten die Gerichte daher Anfang 2012 das aus der Wahl hervorgegangene und den Wahlergebnissen entsprechend überwiegend islamistisch zusammengesetzte Parlament unter Hinweis auf formale Fehler auf, was von Seiten der Muslimbruderschaft als politisch motivierte Maßnahme aufgefasst wurde. Damit verblieb Staatspräsident Mursi neben dem nur teilweise gewählten Oberhaus tatsächlich als einzige durch freie Wahlen legitimierte Autorität. Entwürfe für ein neues Wahlgesetz sowie andere Gesetzesvorhaben lehnte die Judikative mehrfach ab. Dringend notwendige wirtschafts- und sozialpolitische Reformprojekte wie auch der Abschluss des mühsam ausgehandelten Kreditabkommens mit dem Internationalen Währungsfonds konnten damit nicht umgesetzt werden. Mursi fürchtete, dass die Gerichte einen ähnlichen Angriff auf die Präsidentschaft und andere legislative Gremien des Staates vorbereiteten, um ihn völlig zu schwächen und sprach sich, dem Oberhaus des Parlaments und der islamistisch dominierten Verfassungsgebende Versammlung, die an einer neuen Verfassung arbeitete, im November 2012 per Dekret juristische Immunität zu. Aus Sicht der Muslimbruderschaft sollte so einem juristischen Staatsstreich zuvorgekommen werden. Kritiker sahen darin eine Machtergreifung, die nicht die Sensibilität eines erst kürzlich der „Diktatur“ entgangenen Volkes berücksichtigte. Die Justiz wurde neben der Armee zur Schlüsselinstitution, die den Sturz Mursis betrieb.
75 Richter, die Mursis Sturz durch das Militär kritisierten, wurden vom einflussreichen Richterverein suspendiert. Mit dem Militärputsch wurde die alte Verfassung außer Kraft gesetzt und später eine neue ägyptische Verfassung erstellt, nach der die Justiz nunmehr einen geschlossenen Zirkel bildete. Im Falle des Ausscheidens eines Richters beim Verfassungsgericht durften seine Kollegen den Nachfolger wählen. Die Richter wählten auch den obersten Staatsanwalt, und die Richterschaft musste neuen Gesetzen zur Regelung der Justiz zustimmen, bevor sie dem Parlament vorgelegt werden können. Diese als ausgeprägte Unabhängigkeit erscheinende Konstellation barg die Gefahr der Isolation der Justiz von allen gesellschaftlichen und politischen Prozessen. Sie hatte sich mit Hilfe des Militärputschs als eigene Kaste von jeglichem Reformversuch von außen abgeschottet. In der Folge verfolgte sie Regimegegner unter dem Vorwurf einer staatsgefährdenden internationalen Verschwörung unter Einschluss der Muslimbruderschaft und stellte sich klar auf die Seite des Militärregimes und gegen oppositionelle Gruppen, womit in einer politisch polarisierten Lage die dritte Gewalt als neutraler Rechtssprecher ausfiel.
Auch in der staatlich gelenkten Wirtschaft hielten sich die über Seilschaften mit dem Militär verbundenen Mubarak-Eliten. Die Engpässe in der Benzin- und Stromversorgung kurz vor dem Sturz Mursis werden als Hinweis auf Manipulationen von im Energiesektor wirkenden Mubarak-Eliten auf die Erdöl- und Stromversorgung in Vorbereitung des Militärputsches gedeutet. Der Putsch gegen Mursi wurde schließlich von dem Militärchef und Verteidigungsminister Abd al-Fattah as-Sisi angeführt, der unter Mubarak Chef des Militärgeheimdienstes gewesen war.

### Unternehmerelite
In der letzten Dekade der Mubarak-Ära erlangten wenige Großunternehmer die Kontrolle über weite Teile der ägyptischen Wirtschaft und wurden so auch Teil der politisch relevanten Elite, deren Mitglieder Einfluss auf grundlegende strategische Entscheidungen Ägyptens nahmen. Von dem seit 2004 im Zeichen der IWF- und EU-gestützten Strukturanpassungs- und Liberalisierungspolitik forcierten Privatisierungs- und Liberalisierungsschub profitierten vor allem diejenigen ökonomischen Eliten, die dem Präsidentensohn Gamal Mubarak nahestanden und in dessen Strategie zur Machtübernahme durch Beerben seines Vaters eine bedeutende Rolle spielten. Sie waren bis zu den Protesten im Januar 2011 im Kabinett vertreten. Die zentralen Akteure der sich so in kürzester Zeit herausgebildeten Oligarchie wälzten im Vergleich zu den Eliten der 1990er Jahre zunehmend die Folgen von Liberalisierung und Privatisierung wie Inflation, Nahrungsmittelkrisen, Arbeitslosigkeit, steigende Immobilien- und Bodenpreise und Subventionsabbau auf die verarmende Bevölkerungsmehrheit ab und verstärkten so die Protestbereitschaft bisher wenig widerstandsorientierter Bevölkerungsgruppen.
Allerdings begann schon vor dem Sturz Mubaraks eine Spaltung der Wirtschaftseliten nach ihrer ökonomischen Orientierung und damit auch nach ihrer Zustimmung oder Ablehnung des Nachfolgearrangements für Gamal Mubarak, was nachhaltige Konsequenzen für die Rolle des Militärs hatte: Nach dem Sturz Mubaraks dominierten ökonomisch global orientierte Akteure, die die Bedeutung des alten, national orientierten Kapitals herabsetzten. Damit drohte das Militär als wichtiger Wirtschaftsakteur wie beispielsweise als Betreiber von Einkaufszentren oder Tourismusanlagen, politisch und wirtschaftlich marginalisiert zu werden. Die Führungskader des Militärs lehnten daher strikt die Politik der Gruppe um Gamal Mubarak in ökonomischer wie politischer Hinsicht ab, was bedeutend zur Elitenspaltung beitrug. Dies führte schließlich dazu, dass die herrschenden Offiziere bereit waren, einen Vertreter aus ihren eigenen Reihen zu opfern und keine systematische militärische Gewalt gegen die Demonstranten in der Hochphase der Massenproteste anzuwenden. Wie in der gesamten arabischen Region wurden so neo-liberale Reformen durch autoritäre Strukturen implementiert.
Es gelang der ägyptischen Unternehmerelite auch in der Post-Mubarak-Ära sehr erfolgreich, sowohl ihre ökonomische Macht als auch ihren politischen Einfluss zu bewahren. Zwar richtete sich die Wut vieler ägyptischen Bürger bei den Protesten gegen das Mubarak-Regime im Jahr 2011 auch gegen die als korrupt geltende Unternehmerelite, doch profitierten die meisten Mitglieder der Unternehmerelite davon, dass Korruption und Misswirtschaft vom Obersten Militärrat, der nach dem Ende der Mubarak-Regierung zunächst die Führung des Landes übernommen hatte, nur nachlässig aufgearbeitet wurden und dabei ein Defizit an Transparenz und rechtsstaatlichen Standards herrschte. So gelang es den meisten Mitgliedern der ökonomischen Elite, die eigenen Wirtschaftsimperien über den Sturz Mubaraks hinaus zu erhalten, während sich nur sehr wenige Großunternehmer in den Monaten nach dem politischen Umbruch vor Gericht verantworten mussten.
Auch die Muslimbruderschaft strebte schon vor dem Wahlsieg ihres Kandidaten Mohammed Mursi bei der Präsidentschaftswahl 2012 auf eine Allianz mit der etablierten Unternehmerelite zu und orientierte sich programmatisch an den Leitlinien der wachstums- und privatsektororientierten Wirtschaftspolitik der Mubarak-Ära, deren Kurs von der internationalen Gebergemeinschaft immer wieder gelobt worden war und von denen insbesondere die ägyptischen Spitzenunternehmer profitiert hatten. Statt die Forderung aus der Zivilgesellschaft zur umfassenden Aufklärung zurückliegenden Fehlverhaltens von Wirtschaftsakteuren zu unterstützen, setzte die Muslimbruderschaft auf die Anwendung außergerichtlicher Einigungsverfahren und versuchte die etablierte Unternehmerelite in ihre eigenen Herrschaftsnetzwerke zu integrieren. Doch scheiterten sowohl der Versuch der Muslimbruderschaft zur Aufnahme der Unternehmerelite als auch eigene Anstrengungen zum Ausbau wirtschaftlicher Aktivitäten. Nur wenige Großunternehmer arrangierten sich mit der Muslimbruderschaft und akzeptierten deren politischen Machtanspruch. Der größere Teil der Großunternehmerschaft unterstützte dagegen durch Finanzierung von oppositionellen Parteien und Politikern sowie über private Medien die Gegner der Muslimbruderschaft. Viele der meist säkular ausgerichteten Großunternehmer brachten Vertretern des politischen Islam, die meist nicht ihren gesellschaftlichen Kreisen angehörten, kein Vertrauen entgegen. Diese Distanz wurde durch die unprofessionelle wirtschaftspolitische Arbeit der Regierung im Laufe von Mursis Präsidentschaft weiter verstärkt. Das ägyptische Großkapital begann, die Regierung Mursi mit allen Mitteln zu behindern, während sich ausländische Investoren aus Kairo zurückzogen. Der Konflikt zwischen der offiziell regierenden Muslimbruderschaft und Teilen der politisch machtvollen Unternehmerelite trug dazu bei, dass die Muslimbruderschaft ihre durch die Wahl erlangte Macht nicht festigen konnte.
| Monat 2013 | Prozentuale Veränderung der Besucherzahlen gegenüber 2012 |
| ---------- | --------------------------------------------------------- |
| Mai        | +14,6                                                     |
| Juni       | +16,4                                                     |
| Juli       | Daten fehlen wegen des Putsches                           |
| August     | −45,6                                                     |
| September  | −69,7                                                     |
| Oktober    | −52,0                                                     |
| November   | −39,0                                                     |
| Dezember   | −30,7                                                     |

Der Unmut gegen Mubarak und Mursi war auch mit der schlechten Lage der Wirtschaft begründet worden, für die der Devisen einbringende Tourismus mit elf Prozent Anteil am Bruttoinlandsprodukt große Bedeutung hatte. Die ägyptische Tourismusbranche, in der viele der wichtigen Unternehmer stark engagiert sind, nahm jedoch insbesondere infolge des Aufstandes gegen Mubarak 2011 Schaden. Im ersten Halbjahr 2013 hatte sie sich wieder teilweise erholt. Ein Großteil der Wirtschaftselite begrüßte daraufhin den Militärputsch gegen Mursi Anfang Juli 2013, worauf es seitdem einerseits zu Gewalt zwischen den Sicherheitskräften und Anhängern des gestürzten Staatspräsidenten kam und andererseits Anschläge radikaler Gruppen das Vertrauen in Ägypten als sicheres Reiseland erschütterten, so dass die Tourismusbranche erneut starken Schaden nahm. Seit Ende Juni 2013 standen mit Ausbruch der Staatskrise nahezu alle Hotels in Ägypten leer. Nach dem Putsch gegen Präsident Mursi ging die Zahl der Urlauber landesweit um 25 Prozent zurück, allein im Juli fiel die Zahl der Übernachtungen offiziellen Angaben zufolge um vierzig Prozent. Der entscheidende Einbruch erfolgte im August und September 2013, als nach der blutigen Räumung der Pro-Mursi-Protestcamps in Kairo mit rund tausend Toten weltweit Reisewarnungen für Ägypten ausgesprochen wurden. Viele Geschäftsleute schrieben in dieser Situation den Islamisten die Alleinschuld daran zu und setzen für eine Lösung auf die Unterstützung der Militärregierung.
Nach dem Sturz Mursis arbeiteten die alten Mubarak-Seilschaften, die als wirtschaftliche Profiteure des Mubarak-Regimes gelten, nach wie vor eng mit der Armee zusammen und verhinderten eine ausgewogene Sozialpolitik und eine der sozialen Marktwirtschaft entsprechende sozial regulative Ökonomie. Stattdessen strebten die Eliten durch Erhaltung der Position Ägyptens als Niedriglohnland vor allem die Maximierung eigener Gewinne an, die kaum versteuert, sondern überwiegend im Ausland investiert werden sollten. Nach Meinung des Nahost-Experten Michael Lüders trug der „Egoismus der Wirtschaftselite“ mit dazu bei, Ägypten „in Richtung Abgrund zu bewegen“. Die Politologin und ehemalige außenpolitische Beraterin der Regierung Mursi Maha Azzam warf Unternehmern wie Samih Sawiris, die im Mubarak-Regime zu außerordentlichem Wohlstand gekommen waren, vor, von dem Sturz Mursis profitiert zu haben, während sie zuvor befürchtet hätten, dass die Regierung Mursi die Korruption ernsthaft bekämpfen und auch von besonders wohlhabenden Bürgern Steuern eintreiben könnte. Nach dem rücksichtslosen Durchgreifen der Sicherheitskräfte im August 2013 und den Verhaftungen von führenden Muslimbrüdern waren die ersten Wirtschaftsmagnaten, die unter Mursi Ägypten verlassen hatten, in das Land zurückgekehrt. Der koptische Multimilliardär Samih Sawiris, bekannt als einer der reichsten Unternehmer Ägyptens sowie in der Schweiz als großer Investor in Andermatt, wies die vor dem Militärputsch geführten Prozesse gegen Großunternehmer wegen Korruption, Geldwäscherei, Steuerbetrugs oder illegaler Transaktionen als „politisch motiviert“ zurück, bezeichnete seinen Einstieg bei Deutschlands fünftgrößtem Pauschalreiseanbieter FTI mit 25 Prozent der Anteile als Signal für einen Wiederaufstieg des Reiselands Ägypten, kritisierte die Reisewarnungen mehrerer Länder wie Deutschlands und der Schweiz für Ägypten im April 2014 als „unakzeptable Bevormundung der Bürger“ und behauptete zu einem Zeitpunkt, als der bevorstehende Kollaps der ägyptischen Wirtschaft für möglich gehalten wurde, dass der nach einem positiven ersten Halbjahr 2013 mit dem Militärputsch gegen Mursi zusammengebrochene Tourismus sich mit der vom Militärregime verrichteten Wahl eines neuen Präsidenten, als deren Sieger Sisi erwartet wurde, noch 2014, spätestens aber 2015 wieder normalisieren werde.
Der als reichste Person Ägyptens geltende Wirtschaftsmagnat und Milliardär Naguib Sawiris, ein Bruder von Samih Sawiris, der die vom ägyptischen Geheimdienst unterwanderte Tamarod-Kampagne finanziert, der Tamarod-Organisation nach eigenen Angaben die Infrastruktur seiner gegen Mursi gerichteten Partei der Freien Ägypter zur Verfügung gestellt und somit die Staatskrise durch die wachsende Kluft zwischen Liberalen und Islamisten gefördert haben soll, forderte im November 2013 mit dem Argument eines sonst bevorstehenden Totalkollapses der ägyptischen Wirtschaft ein umgehendes einjähriges Verbot aller Protestaktionen, zwei Wochen vor der Unterzeichnung eines restriktiven Demonstrationsgesetzes, dessen Einführung Befürchtungen auslöste, dass die Übergangsregierung nun nach der Verfolgung von Islamisten auch die scharfe Bekämpfung säkularer Aktivisten anstrebe. Sein privater TV-Sender ONTV, der bereits kurz nach dem Militärputsch syrische Flüchtlinge in Ägypten pauschal als Sympathisanten der Muslimbrüder verdächtigt und gegen sie aufgehetzt hatte, steht in dem Ruf, dem Chef der Militärjunta, Sisi, besonders nahezustehen. Am 12. Februar 2014, zu einem Zeitpunkt, als schwere Foltervorwürfe gegen das Innenministerium der militärgestützten Übergangsregime während des Militärregimes Sisis erhoben wurden, trat Sawiris öffentlich für eine Präsidentschaftskandidatur Sisis ein, bezeichnete die Präsidentschaftszeit Mursis als „schwarze Komödie“ und behauptete, die Menschen würden Sisi als einen „Heiland“ betrachten, der sie vor der „Tyrannei“ der Muslimbruderschaft gerettet habe.

### Tamarod-Kampagne
Im Juni 2013 lösten die Anführer der vom koptischen Milliardär Naguib Sawiris finanzierten und bis in ihre Spitze hinein von der ägyptischen Staatssicherheit unterwanderten Tamarod-Kampagne (deutsch: „Rebellion“) mit ihrer propagandistischen Falschangabe von angeblich 22 Millionen gesammelten Anti-Mursi-Unterschriften die dem Militärputsch vorausgehenden Massenproteste gegen die gewählte ägyptische Regierung mit aus, ohne die Unterschriften unabhängigen Stellen vorgelegt oder von diesen zertifizieren lassen zu haben. Am selben Tag wie das Militär stellte Tamarod Mursi am 1. Juli 2013 ein „Ultimatum“, in dem es ihn unter Androhung „einer Kampagne des vollständigen zivilen Ungehorsams“ aufforderte, binnen 24 Stunden „die Macht abzugeben und es den Behörden zu ermöglichen, eine vorgezogene Präsidentschaftswahl zu organisieren“.
Die Behauptung der Tamarod-Kampagne, 22 Millionen Unterschriften für die von ihr aufgesetzte Petition gegen Mursi und die Regierung aufgebracht zu haben, führte zwar weltweit zu Erstaunen über die Mobilisierungsfähigkeit in der ägyptischen Bevölkerung, doch meldeten sich zunächst nur wenige Einzelstimmen, die bezüglich der enormen Zahlen und perfekten Inszenierung der Proteste gegen die Muslimbrüder Verdacht anmeldeten. Weitgehend übernahm die Öffentlichkeit dagegen die Erklärung, dass schon der Sturz Mubaraks die Massen-Mobilisierbarkeit für Proteste in Ägypten belegt habe. Recherchen über die konkret hinter dem unvermittelten Auftauchen der angeblichen Jugendbewegung Tamarod stehenden Personen ergaben hingegen nur spärliche Ergebnisse. Ende Juni 2013 kursierte als mehr oder weniger verlässliche Information über die Herkunft Tamarods, dass die Kampagne aus der von dem koptischen Lehrer George Ishaq gegründeten Graswurzelbewegung Kifaja (deutsch: „Es reicht!“) entstanden war, in der vier der Tamarod-Führer, Moheb Doss, Walid el-Masry, Mohammed Abdel Aziz und der als Einziger einer breiteren Öffentlichkeit bekannte Journalist und Fernsehproduzent Mahmoud Badr, zuvor als Führer engagiert waren. Ein fünfter Tamarod-Gründer, Hassan Shahin, soll der Kifaja-Bewegung freundlich gegenüber gestanden haben. Die Kifaja-Bewegung hatte die personellen Verbindungen bestätigt, sich jedoch zugleich distanziert, da die Tamarod-Kampagne kein offizielles Projekt der Kifaja-Bewegung sei. In westlichen Medien wurde die Tamarod-Kampagne kurz vor und nach dem Militärputsch unter anderem als „Graswurzelbewegung“ „Oppositionsbündnis“ oder „neue Partei“ bezeichnet, die es geschafft habe, „auch die Landbevölkerung zu mobilisieren“ (Rainer Hermann/FAZ). Der ursprünglichen Darstellung der Organisatoren von Tamarod nach sollte das Netzwerk angeblich in weniger als drei Monaten 22 Millionen Ägypter veranlasst haben, den sofortigen Rücktritt des Staatspräsidenten zu fordern, doch waren diese Unterschriften der Aktion, welche die entscheidenden Massenproteste ausgelöst hatte, von keiner unabhängigen Kraft gezählt worden. Es wurde bald angezweifelt, dass die Unterschriftenaktion gegen Mursi tatsächlich von einem Netzwerk von Jugendaktivisten allein organisiert worden sein kann. Es existieren Berichte, nach denen die Initiative vom Militär und von den Geheimdiensten unterstützt wurde.

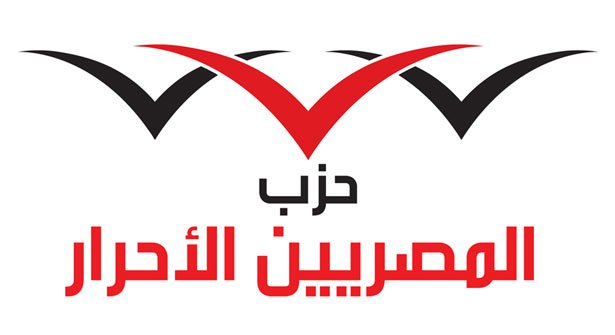
Logo der von Naguib Sawiris gegründeten Partei der Freien Ägypter

Stattdessen trat der als reichster Mann Ägyptens geltende Unternehmer Naguib Sawiris, ein Angehöriger der koptischen Christen, in seinem Fernsehsender ONTV auf und gab an, er habe Tamarod die Infrastruktur seiner Muslimbruderschaft-kritischen Partei der Freien Ägypter für die Organisation ihrer Aktion zur Verfügung gestellt. Später musste die Tamarod-Führung ihre Falschangabe eingestehen und gab – wie im Februar 2014 in Medien berichtet wurde – an, es seien vor dem Putsch maximal 8,5 Millionen Petitionen gegen Mursi zusammengekommen. Einem Reuters-Bericht zufolge hatte es Kontakte der Tamarod-Kampagne mit dem Innenministerium gegeben, das eine zentrale Rolle bei den Vorbereitungen zum Sturz Mursis spielte.
Am Tag des Militärputsches forderte die Tamarod-Kampagne die Garde des Präsidenten auf einer Pressekonferenz auf, den Präsidenten Mursi unter dem Vorwurf zu verhaften, zu einem Bürgerkrieg angestiftet zu haben, und verlangte einen Gerichtsprozess gegen die Muslimbruderschaft. Als Militärchef Sisi den Militärputsch offiziell im staatlichen Fernsehen verkündete, trat auch Mahmoud Badr als Sprecher und Mitbegründer der Tamarod-Kampagne ans Mikrofon und begrüßte die Intervention des Militärs.
Nach dem Militärputsch war es wiederum insbesondere die „Jugendbewegung“ Tamarod, die das Militär kritiklos deckte und sich an der Dämonisierungs- und Dehumanisierungskampagne gegen die Muslimbrüder beteiligte, die von Tamarod als „protofaschistoide Gruppierung“ dargestellt wurde und die das Militär als einzige bedeutende Opposition im Land umfassend und mit Methoden, die jene aus der Mubarak-Zeit übertrafen, ausschalten wollte. Darüber hinaus rief Tamarod die Bevölkerung dazu auf, ihre Häuser, Moscheen und Kirchen vor „Attacken der Islamisten“ zu schützen und Bürgerwehren zu gründen. Der Tamarod-Sprecher Mahmoud Badr bestritt, dass in Ägypten ein Militärputsch stattgefunden habe, stellte dies als Propaganda der Muslimbruderschaft dar und begrüßte demonstrativ das angebliche „Terrorismus-Mandat“ von Armeechef Sisi gegen die Muslimbruderschaft. Die rücksichtslose Massentötung Hunderter Pro-Mursi-Demonstranten durch Sicherheitskräfte bei der Zerschlagung der Antiputsch-Camps vom 14. August 2013 bezeichneten Tamarod-Führer als „vollen Erfolg“ und als unabdingbare Notwendigkeit im Vorgehen gegen die Muslimbruderschaft, die sie als „faschistische Gruppe“ und deren Anhängerschaft in den zerschlagenen Protestcamps sie als ausnahmslos aus „Terroristen“ bestehend darstellten. Bei dem Rābiʿa-Lager habe es sich laut Tamarod um ein bewaffnetes Lager gehandelt, das nicht schonender hätte geräumt werden können. Im Vorfeld des mit einem Blutbad geendeten 40. Jahrestags des Jom-Kippur-Krieges sprach Tamarod erneut von einem „Terror der Bruderschaft“ und rief die Bevölkerung mit dem Slogan „Hand in Hand: Ganz Ägypten bekämpft den Terrorismus“ zur Unterstützung des Militärs auf.
Nachdem der Muslimbruderschaft am 9. Oktober durch das Militärregime der Status als Nichtregierungsorganisation aberkannt und allen den Muslimbrüdern zuarbeitenden oder von ihnen finanzierten Organisationen die Rechtsgrundlage als NGO entzogen worden war, kündigte die Tamarod-Bewegung, die selbst weder über Parteistatus noch über ein politisches Programm verfügte, ihren Antritt bei den für Anfang 2014 geplante Parlamentswahl an. Die Tamarod-Führung bestritt jedoch eine künftige Zusammenarbeit mit ehemaligen Vertretern des Mubarak-Regimes bei der kommenden Wahlkampagne. Die von Hamdin Sabahi geführte, linksgerichtete nasseristische Bewegung Egyptian Popular Current kündigte eine Koalition mit Tamarod für die anstehende Parlamentswahl an.
Wiederholt sprach sich die Tamarod-Gruppe in der Folge für die Präsidentschaftskandidatur des Militärchefs Sisi aus. Zwei der Tamarod-Gründer, Mohammed Abdel Aziz und Mahmoud Badr, wurden als Vertreter des 50 Mitglieder umfassenden Verfassungskomitees bestimmt. Badr stritt ab, dass die Rolle des Militärs in der neuen Verfassung nicht beschränkt wird.
Es kam daraufhin am 26. November 2013 zu einer Erklärung der Tamarod-Kampagne gegen ihre Führungsspitze, nach der sowohl die beiden Vertreter des Verfassungskomitees Mahmoud Badr und Mohamed Abdel Aziz, als auch die beiden Tamarod-Sprecher Hassan Shahine und May Wahba, die Organisation nicht mehr vertreten würden. Es folgten Verhaftungen von mehreren Tamarod-Mitgliedern durch Sicherheitskräfte. Anfang Dezember startete Tamarod eine Kampagne zur Unterstützung der neuen Verfassung.
Im April 2014 gab erstmals eines der fünf Gründungsmitglieder der Tamarod-Kampagne, Moheb Doss, an, dass die Tamarod-Bewegung Anordnungen des Militärs ausgeführt habe. Demnach habe die Tamarod-Kampagne die Rolle eines trojanischen Pferdes für die ägyptische Armee und das Innenministerium ausgeübt. Schon vor Juni 2013 habe es intensive Kontakte zwischen den Tamarod-Führern und dem Innenministerium sowie der Armee gegeben. Die Tamarod-Führer hätten Weisungen empfangen und sich von Außenstehenden lenken lassen.
Auch die Verfassungsrichterin Tahani al-Gebali, eine Juristin aus der Mubarak-Zeit, hatte sich der New York Times zufolge in die Dienste von Tamarod gestellt und bei der Formulierung der Forderungen geholfen. Schon ein Jahr vor dem Putsch hatte die New York Times berichtet, dass die Spitzenrichterin Gebali mit den führenden Generälen zusammengearbeitet habe, um den Aufstieg der Islamisten zu blockieren.
Nach dem Sturz Mursis distanzierten sich Tamarod-Führungsmitglieder allmählich zunehmend von der Politik der Armee, die nichts mit ihren politischen Zielen zu tun habe.

### Säkulare und liberale Kräfte
Der Nahost-Experte Mudhoon verweist darauf, dass eine „liberale“ Ausrichtung im arabischen Raum nicht mit einer „demokratischen“ Prägung gleichgesetzt werden könne. Der Journalist de Bellaigue betont in einer Analyse für BBC Radio 4 über die Muslimbruderschaft Ägyptens, dass neben dem Attribut „liberal“ auch die Bezeichnung „säkular“ irreführend verwendet wird, da die meisten Angehörigen der betroffenen Gruppen der Ansicht seien, dass der Islam sich im öffentlichen Leben widerspiegeln solle, auch wenn sie nicht notwendigerweise von religiösen Parteien regiert werden wollten. Der Ägypten-Experte Nathan J. Brown von der George Washington University wies darauf hin, dass der Begriff „Säkularismus“ im ägyptischen Kontext nicht angebracht sei und keine Seite in Ägypten davon spreche, Religion und Staat voneinander zu trennen oder die Religion vom öffentlichen Leben abzusetzen.
Die Führer der wichtigsten Oppositionsparteien, die sich selbst als „liberal“, außerhalb Ägyptens zuweilen auch als „säkular“ bezeichnen ließen, einte das Bestreben, Mursi politisch scheitern zu lassen. Dafür betrieben sie die Blockade des Systems, beispielsweise durch ihre frühzeitige Ankündigung, Parlamentswahlen, die sie nicht gewinnen könnten, zu boykottieren. Teilweise setzten sie auch auf Gewaltanwendung auf den Straßen und auf ein Eingreifen des Militärs zu ihren Gunsten. Beobachter charakterisierten Ägyptens Mittelklasse durch das Fehlen von Bürgersinn. Der überwiegenden Mehrheit mangele es an Verantwortungsbewusstsein für die jahrzehntelange von ihnen mitgetragene unterdrückerische Sozialpolitik, die über die Hälfte der Bevölkerung in Unbildung und Armut gehalten habe. Viele Wohlhabende führten kaum Steuern ab, sondern investierten ihr dem Staat vorenthaltenes Geld in private Schulen und Universitäten für die eigenen Nachkommenschaft, wodurch sie das desolate und völlig überlastete Schulsystem mitverschuldeten. Auch auf politischer Ebene lasse die Mittelschicht ein Gefühl für das Gemeinwohl aller vermissen und beschränke sich weitgehend auf die apolitische Verfolgung eigener privater Interessen.
Die sogenannten säkularen Parteien gingen Allianzen mit den Resten des gestürzten Mubarak-Regimes ein, sofern sich diese offen gegen die Muslimbruderschaft wendeten. Auch die sogenannten säkularen und liberalen Parteien neigten zur Duldung von Gewalt und verfolgten dabei zunächst sowohl das Ziel, den gewählten Präsidenten Mursi zu schwächen als auch die Parlamentswahl aufzuschieben, da sie befürchteten, aufgrund fehlender Unterstützung aus der Bevölkerung keine Aussicht auf ausreichenden Mandatsgewinn zu besitzen. Während der Präsidentschaft Mursis verfügte die Seite der sogenannten Liberalen und Säkularen kaum über Vertreter mit konkreten politischen Visionen für Ägypten, denen eine breite gesellschaftliche Basis zur Verfügung gestanden hätte. Während die säkularen und liberalen Parteien außenwirksam und demonstrativ einerseits „Freiheit“ forderten, riefen sie andererseits gleichzeitig die Armee auf, in die politischen Vorgänge einzugreifen. Sie verlangten einen zivilen Staat und forderten zugleich eine politische Rolle für religiöse Autoritäten wie die al-Azhar-Universität als Ägyptens führende islamische Institution oder die Orthodoxe Kirche.
Die Revolutionsjugend von 2011 wechselte bereits im Winter 2012/2013 auf die Seite des Militärs, das nicht mehr als „Hauptfeind“ betrachtet wurde. Die Art und Weise, wie Mursi im Dezember 2012 die neue Verfassung durchsetzte, wurde als Beleg dafür angeführt, dass die Muslimbrüder eine ideologische Dominanz anstrebten und mit dem politischen Islam ihrer Prägung nicht zusammenzuarbeiten sei. Nach dem Sturz beharrte die ägyptische Opposition darauf, dass sie als „Volk“ aus eigener Kraft und nicht durch das von Sisi geführte und von ihnen nunmehr als neutrale Instanz betrachtete Militär die ein Jahr zuvor gewählte Islamistenregierung unter Mursi in einer „zweiten Revolution“ beseitigt habe.

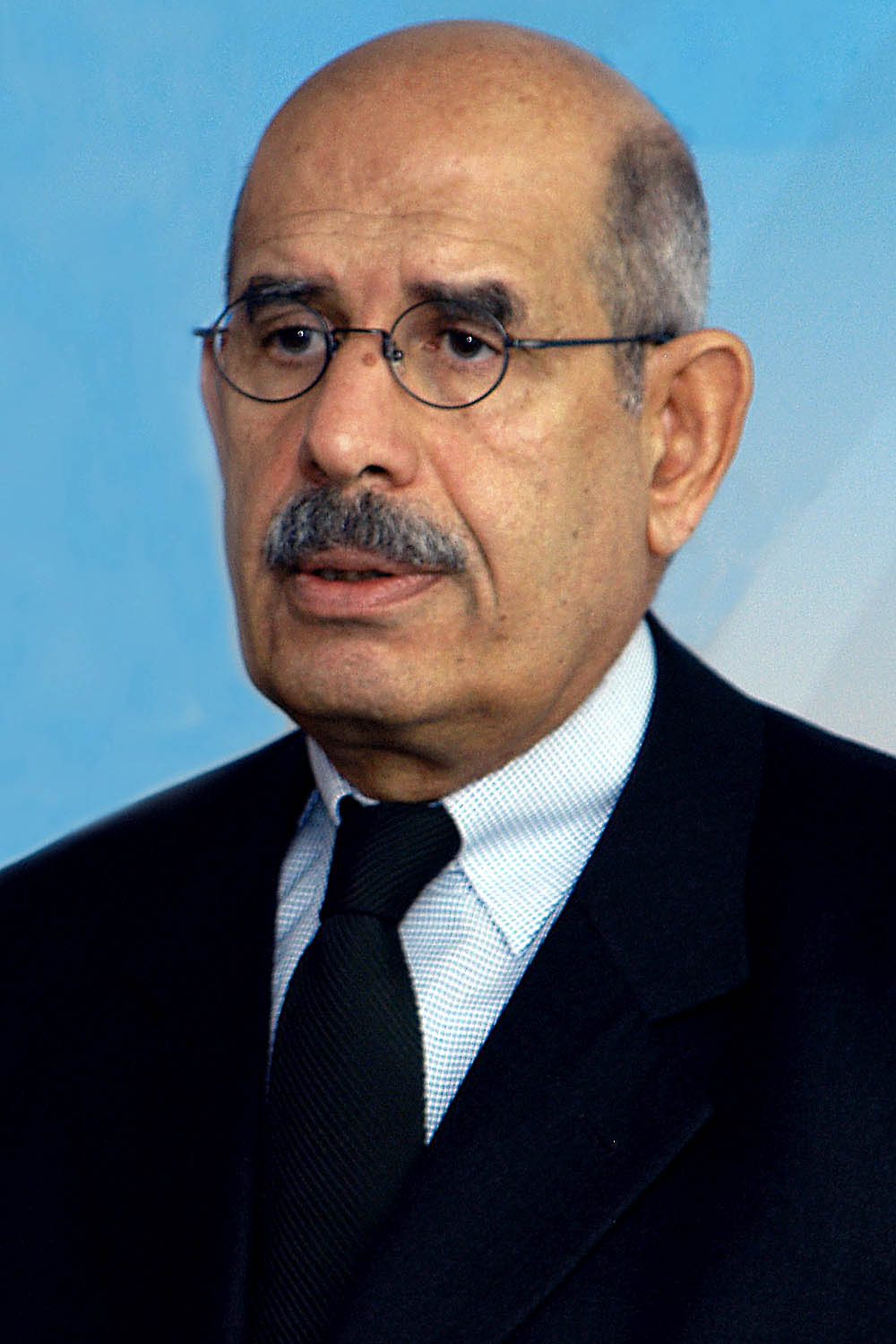
Der am 14. August 2013 aus Protest gegen die Staatsgewalt von seinem Amt als Interims-Vizepräsident der militärgestützten Übergangsregierung zurückgetretene Mohammed el-Baradei

Nach dem Putsch gegen Mursi vom 3. Juli übernahmen viele ägyptische Säkulare bereitwillig die offizielle Linie des Militärs. In einer Atmosphäre der Massenhysterie setzen sie Kritik am Vorgehen des Sicherheitsapparats gleich mit Sympathien für die Muslimbrüder. Kritische Stimmen aus dem Ausland wurden mit Verschwörungen erklärt und verunglimpft. Liberale und linksgerichtete Politiker sowie viele Intellektuelle und Aktivisten von 2011 unterstützten die vom Militär installierte Übergangsregierung, und es gelang dem zum Führungskreis der Sozialdemokratischen Partei zählenden Interimsministerpräsidenten Beblawi, zahlreiche angesehene Persönlichkeiten für Ministerposten zu gewinnen. Der Rücktritt von Vizeinterimspräsident el-Baradei am 14. August blieb als Protesthandlung eines Liberalen gegenüber der militärgestützten Regierung nach der blutigen Niederschlagung der Pro-Mursi-Protestlager am 14. August 2013 dagegen zunächst eine Ausnahme. Der Rücktritt weiterer Übergangs-Regierungsmitglieder folgte erst, nachdem sich die Repression der Sicherheitskräfte zunehmend auch gegen Aktivisten des Aufstands von 2011 und kritische Intellektuelle richtete. Während die Erklärung der Muslimbruderschaft zur Terrororganisation durch die militärgestützte Übergangsregierung Ende Dezember 2013 sowie die Verfolgung von Sympathisanten der Muslimbruderschaft noch von Seiten säkularer Intellektueller begrüßt worden war, wuchs deren Unzufriedenheit mit dem Kabinett Beblawi an, als sie das Land Anfang 2014 angesichts der anstehenden Wahl von Militärchef Sisi zum ägyptischen Präsidenten als in die autoritären Strukturen der Mubarak-Zeit zurückgeworfen ansahen.

#### Einzelpositionen
Der ehemalige ägyptische Botschafter in Israel, Ezzedine Choukri Fishere, machte Ende August 2013 die Muslimbrüder für die Absetzung Mursis verantwortlich, zu dem sie das Militär geradezu eingeladen hätten. Obwohl er das Militär selbst als undemokratisch bezeichnete, sah er die Absetzung Mursis nicht als Putsch an und sah keine Alternative dazu, dass „sich in Ägypten Demokraten mit der Diktatur arrangieren“, um Ägypten „in die Richtung einer pluralistischen Demokratie zu lenken“, auch wenn im Laufe der Ereignisse „Hunderte von unschuldigen Zivilisten getötet“ worden seien.
In Deutschland vertrat der massenmedienpräsente deutsch-ägyptische Politikwissenschaftler und Publizist Hamed Abdel-Samad noch nach dem Blutbad vom 14. August 2013 die Ansicht, die Armee sei „zwar nicht demokratisch gesinnt“, stehe aber „für Rechtsstaatlichkeit und Sicherheit“, weshalb die „Zusammenarbeit“ mit dem Militär fortgeführt werden solle. Es habe sich nicht um einen Putsch gehandelt, sondern um das Aufbegehren gegen die „diktatorische Herrschaft“ der Muslimbrüder aufgrund des politischen und wirtschaftlichen Versagens der Muslimbrüder. Millionen Menschen hätten auf der Straße demonstriert, um zu verhindern, dass die Muslimbrüder ihre „islamistische Diktatur auf die arabische Welt ausbauen.“ Das Militär habe „keine andere Wahl“ gehabt.

#### Jugendbewegung des 6. April
Die Jugendbewegung des 6. April entstand im März 2008 aus dem linken politischen Spektrum als Unterstützungsbewegung für einen Streik von Textilarbeitern in der Industriestadt Mahalla al-Kubra, der am namensgebenden 6. April 2008 stattfand.
 Über Facebook schlossen sich Zehntausende Ägypter der Gruppe an.
Die Anführer der Gruppe mobilisierten diese Anhängerschaft dann im Januar 2011 für die Proteste gegen den damaligen Staatspräsidenten Husni Mubarak. Nach dem Sturz Mubaraks im Februar 2011, an dem die Gruppe als maßgeblich beteiligt gilt, wurde sie noch im gleichen Jahr für den Friedensnobelpreis nominiert. Die Aktivisten galten nach dem Sturz Mubaraks als „Helden der Nation“ und die Generäle der auf den Sturz Mubaraks folgenden Militärregierung Ägyptens berieten sich mit den Aktivisten. Die guten Kontakte zum Militär blieben jedoch nicht von Dauer. Die Aktivisten kritisierten die Militärführung, welche wiederum gegen die Aktivisten propagierte. Die Aktivisten wurden beschuldigt, Agenten des Auslands zu sein.
Als bei der ersten freien Wahl Ägyptens 2012 Mohammed Mursi zum Präsidenten gewählt wurde, unterstützte ihn die Jugendbewegung des 6. April zunächst.
Bald darauf spielte die Jugendbewegung des 6. April jedoch auch beim von ihr als „zweite Revolution“ bezeichneten Militärputsch im Sommer 2013 gegen die gewählte Regierung und gegen den Staatspräsidenten Mursi eine wichtige Rolle. Ein Großteil der Jugendbewegung des 6. April unterstützte 2013 die Tamarod-Kampagne, die gegen Mursi propagierte und seinen Sturz forderte. Nach dem Sturz Mursis am 3. Juli durch den Militärchef Sisi und das Militär stand Ahmed Maher, einer der Gründer der Jugendbewegung des 6. April, hinter dem Putschistenführer Sisi. Auch die Mitbegründerin der Jugendbewegung des 6. April Israa Abdel Fattah, die 2011 als eine der Repräsentanten des sogenannten Arabischen Frühlings mit Hinweis auf ihre Rolle bei der Mobilisierung von Protesten und deren Gewaltlosigkeit gegen Mubarak für den Friedensnobelpreis nominiert worden war, den Vorsitz über die Demokratie, Menschenrechte und politische Partizipation einfordernde Egyptian Democratic Academy führte und viele weitere Nominierungen und Auszeichnungen von Friedenspreisen westlicher Gruppen erhalten hatte, verunglimpfte die Freiheits- und Gerechtigkeitspartei als eine Bande vom Ausland unterstützter Terroristen und verteidigte als Mitglied einer führenden liberalen Partei die „staatlich geführten Massaker“ (The Daily Beast) an mehreren Hundert Islamisten im Sommer 2013: „Unsere Armee sollte tun, was immer sie will, um diese Terroristen zu töten.“ In einem Brief an die Herausgeber der Washington Post schrieb sie als Mitglied der Front des 30. Juni, es handle sich bei dem Sturz Mursis um keinen Militärputsch, da das Militär „nicht einmal für eine Stunde“ geherrscht, sondern das Amt des Staatspräsidenten an das Verfassungsgericht übergeben habe. Die Roadmap, nach der dabei vorgegangen worden sei, hätten politische Kräfte aufgesetzt, die Millionen von Ägyptern repräsentierten, welche diesen Wandel auf der Straße eingefordert hätten. Sie rechtfertigte die Militärintervention mit dem Argument, „Terrorismus und ausländische Einmischung“ würden Ägypten bedrohen und daher die Unterstützung der Streitkräfte durch „das große ägyptische Volk“ unumgänglich erfordern.
Später bezeichnete Maher die Proteste gegen die Regierung unter Mursi nachträglich als „schweren Fehler“. Über das Militärregime unter Sisi sagte Maher nun, es handele sich wieder um das alte Mubarak-Regime und man sei wieder auf den Anfang zurückgeworfen: „Das brutale Regime ist zurück“. Schließlich kam es Anfang Oktober 2013 zu ersten, vorsichtigen Protesten der Gruppe gegen die nach Mursis Sturz im Juli 2013 vom Militär eingesetzte Übergangsregierung. Unter anderem kritisierte die in westlichen Medien als Demokratiebewegung bezeichnete Jugendbewegung des 6. April die Armee inzwischen für ihr brutales Vorgehen gegen Mursi-Anhänger. Die Regierung ging in der Folge mit zunehmender Härte gegen die Aktivisten vor. Als die militärgestützte Übergangsregierung im November 2013 ein sehr restriktives Demonstrationsgesetz erließ, riefen Aktivisten der Jugendbewegung des 6. April zum Widerstand dagegen auf. Viele wurden verhaftet und Maher sowie mehrere andere führende Aktivisten wie Mohamed Adel, ein weiteres Führungs- und Gründungsmitglied der Jugendbewegung des 6. April, wurden am 22. Dezember wegen nicht genehmigter Proteste gegen das Militär unter der Führung von Sisi zu drei Jahren Gefängnis verurteilt. In der Folge trat die Jugendbewegung des 6. April kaum in Erscheinung. Ende April 2014, rund einen Monat vor Beginn der angekündigten Präsidentschaftswahl, verbot das gleiche Schnellgericht, das schon nach dem Putsch im Jahr 2013 die Muslimbruderschaft für illegal erklärt hatte, auch der oppositionellen und als pro-demokratisch, säkular, liberal und progressiv geltenden Jugendbewegung des 6. April sämtliche Aktivitäten.

### Koptische Kirche
Die traditionelle Zurückhaltung ägyptischer Christen aus der Politik des Landes hat sich in jüngerer Zeit gewandelt. Insbesondere jüngere Kopten spielten bereits bei dem Revolution genannten Volksaufstand von 2011 eine bedeutende Rolle.
Während der koptisch-orthodoxe Papst Schenuda III. von 1971 bis zu seinem Tod im März 2012 die Kirche geführt hatte, indem er politische Positionen mied und die enge Zusammenarbeit mit dem Staat anstrebte, hatte sich der neue Patriarch von Alexandrien, Papst Tawadros II., bereits zum Zeitpunkt des Militärputsches im Sommer 2013 nach noch kurzer Amtszeit von der Politik seines Vorgängers gelöst. Von Beobachtern wurde Tawadros II. Geschichtsrevisionismus in Bezug auf die Revolution in Ägypten 2011 vorgeworfen, die er als eine Verschwörung des Auslands gegen die Araber bezeichnete.
Am Tag des Militärputsches gegen die gewählte Regierung und den ersten demokratisch gewählten Präsidenten Ägyptens vom 3. Juli 2013 wohnte Papst Tawadros II. General Sisi bei dessen Verkündung des Putsches auf der Rednerbühne bei und hielt selbst eine den Putsch befürwortende Rede, in der er die Rolle von Polizei und Streitkräften als aufopfernd beschrieb. Tawadros II. lobte den Putsch gegen Mursi öffentlich mit Dankesgesten an die Armee und stellte sich klar auf die Seite der Übergangsregierung und gegen die Muslimbrüder.
Sowohl Salafisten als auch Muslimbrüder sollen den Kopten in der Folge ihre Position für den Putsch angelastet haben. Während die Muslimbruderschaft die Angriffe auf Kirchen nach der blutigen Zerschlagung der Kairoer Protestlager durch die Sicherheitskräfte verurteilte und ihre Anhänger zur Zurückhaltung aufrief, warf sie den Kopten eine Mitschuld vor, indem diese sich gegen die Muslimbrüder und auf die Seite der Putschisten gestellt hätten.
Die koptisch-orthodoxe Kirche erklärte dagegen in der Nacht vom 16. auf den 17. August ihre Unterstützung im Kampf gegen „bewaffnete gewalttätige Gruppen und schwarzen Terrorismus“ und ihre Solidarität mit Polizei und Armee, die noch wenige Monate zuvor als erklärter Feind der Christen aufgetreten war und bei den Maspero-Protesten im Oktober 2011 christliche Demonstranten getötet hatte.
Auch der koptisch-katholische Bischof von Asyut, Kyrillos William Samaan, lobte am 14. August 2013, dem Tag der größten Massentötung in der jüngeren Geschichte Ägyptens, das Militär, ähnlich wie später der koptisch-katholische Patriarch Ibrahim Isaac Sidrak oder auch der Beauftragte der Deutschen Bischofskonferenz und Pfarrer der deutschsprachigen, katholischen Sankt-Markus-Gemeinde in Kairo, Monsignore Joachim Schroedel.
Eine Mitverantwortung an dem Militärputsch trug nach Ansicht von Islamisten auch der koptische Unternehmer Naguib Sawiris, der in offener Ablehnung der Muslimbruderschaft die bis in ihre Spitze hinein von der ägyptischen Staatssicherheit unterwanderte „Tamarod“-Kampagne finanziert hatte, deren Protestmärsche dem Putsch vorausgegangen waren.
Nach dem Rücktritt des Kabinetts Beblawi führte der CDU/CSU-Vorsitzende Volker Kauder, der den für seine umstrittenen Äußerungen zur Einwanderung muslimischer Menschen in europäische Länder bekannten koptischen Bischof Damian als einen seiner „wichtigen Ratgeber“ für Fragen der Entwicklung in Ägypten nannte, Gespräche mit Tawadros II. und Militärchef Sisi und erklärte daraufhin, dass „die koptischen Christen“ als ein mit zehn Prozent der Bevölkerung wahlentscheidendes Wählerpotenzial die von Militärchef Sisi erklärte Kandidatur zur Präsidentschaftswahl sehr begrüßen und unterstützen, indem sie zunächst in ihren Kreisen für Sisi werben und die Vertreter der koptischen Kirche ihre Unterstützung auch öffentlich erklären würden. Damian selbst, der öffentlich erklärte, dass der Anteil der koptischen Christen an der ägyptischen Bevölkerung nach offiziellen oder „amtlichen“ Quellen zwar „je nach politischem Bedarf mit sechs bis elf Prozent“ angegeben werde, „realistisch“ eingeschätzt aber nach den Kirchenregistereintragungen laut der Bischöfe bei zwanzig Prozent liege, stritt Mitte April 2014 ab, dass die koptische Kirche in Ägypten im politischen Sinne auf die Gläubigen einwirkt und betonte, die koptische Kirche in Ägypten setze sich „gegen niemanden ein“, sondern strebe nach Verbesserung der rechtlichen und gesellschaftlichen Situation der Gemeindemitglieder und dem „friedlichen, gedeihlichen Zusammenleben der Menschen in Ägypten“.
Dass Tawadros II. wiederholt betonte, Sisi habe eine „nationale Pflicht“ bei der kommenden Wahl Präsident zu werden, bezeichnete der dem Evangelikalismus zugerechnete Journalist Johannes Gerloff angesichts des repressiven Kurses des Regimes mit den Massentodesurteilen von Ende März 2014 als gefährlich für die Christen in Ägypten und das „anti-islamistische Anliegen“ im Falle eines Scheiterns der Politik Sisis. Anfang Mai dementierte Tawadros II. ausdrücklich, Sisi bei der Präsidentschaftswahl zu unterstützen. Dass er bei der öffentlichen Verkündung des Militärputschs im Juli 2013 hinter dem damaligen Sisi gesessen hatte, bedeute nicht, dass er Sisis Kandidatur für das oberste Staatsamt unterstütze. Seine Unterstützung für Sisi während des Putsches sei „institutionell“ gewesen, aber nicht politisch. Er rufe „jeden Bürger, ob Christen oder Muslim, dazu auf, die Wahlprogramme der Kandidaten zu lesen und auf dieser Basis zu entscheiden, wen er als Präsidenten haben will“. Der koptisch-katholische Bischof von Minya, Kamal Fahim Awad Boutros Hanna, begrüßte diese Positionierung des koptisch-orthodoxen Patriarchen und sprach von einem Schritt nach vorne „im Vergleich zu früher, als einige orthodoxe Bischöfe durchaus versucht haben, die Gläubigen bei ihrer Wahl eines Kandidaten zu beeinflussen“. Die Präsidentschaftskandidaten Sisi und Sabahi bezeichnete Bischof Hanna als „sehr unterschiedlich, aber beide durchaus geeignet, um dem Land zu dienen“.

### Medien
Der ägyptische Historiker Mohamed Al Jawadi schrieb in Al Jazeera, dass zwar nach öffentlicher Auffassung exponierte Personen wie Tantawi, Mursi oder Sisi einflussreiche Positionen eingenommen haben, die tatsächlich zu betrachtenden Einflussgrößen aber diejenigen Personen aus der Mubarak-Ära seien, die erfolgreich aus dem Hintergrund wirken. Diese würden über die finanziellen Mittel verfügen, die Medien und Autoren wirtschaftlich zu unterhalten. Darin liege die Ursache für die Parteinahme der Medien für den Militärputsch. Der politische Einfluss der Medien sei bereits seit der Ära von Gamal Abdel Nasser entscheidend gewesen, aber politisch heruntergespielt worden.
Nach Ansicht von Hani Shukrallah, einem der angesehensten Journalisten Ägyptens, hat es sich bei den Medien in Ägypten nie um freie Medien gehandelt. Statt der Information würden sie traditionell als Propagandamaschinen der Mobilisierung der Bevölkerung dienen. Die Masse der Journalisten verstünde sich selbst „als Diener der Macht“ und wechsle je nach Machtverhältnissen ihre politische Gesinnung in der journalistischen Arbeit.
Neben den ägyptischen erfassten seiner Meinung nach aber auch die westlichen Medien nicht die Komplexität der Lage in Ägypten, sondern trugen zur weiteren Verstärkung der Polarisierung im Land bei. Die westliche Perspektive auf die arabische Welt sei von Vorurteilen geprägt. Seit der Iranischen Revolution würden viele westliche Intellektuelle die Muslime als Verweigerer der Demokratie und der liberalen Marktwirtschaft ansehen, weshalb es ihrer Anschauung nach nur die Alternative zwischen einem säkularen Polizeistaat oder einer islamisch geprägten Demokratie als einzige zwei mögliche Systeme im arabischen Raum gebe. Autokraten wie Mubarak und Ben Ali hätten diesen Umstand genutzt, um sich als „Bollwerk gegen den radikalen Islamismus“ zu präsentieren.
Nach dem Sturz Mubaraks hätten zunächst auch die Muslimbrüder die Sorge des Westens vor dem Terrorismus für sich nutzen können, als Mursi während der Gaza-Krise 2012 zwischen allen Seiten vermittelte und die westliche Staatengemeinschaft hoffte, sie könne mit den gemäßigten Muslimbrüdern die radikalen Islamisten unter Kontrolle halten. Obwohl der Muslimbruderschaft außer mit dem Militär keine Machtteilungsarrangements mit den wichtigen staatlichen Akteuren gelungen war, prangerten die der Muslimbruderschaft in weiten Teilen kritisch gegenüber stehenden Medien immer wieder eine angebliche „Ikhwanisierung“, also eine Unterwanderung der Institutionen durch die Bruderschaft (Ikhwan) an.
Seit dem Putsch gegen Mursi sei die Bildersprache der Medien in Ägypten vergleichbar mit der in den USA nach den Anschlägen vom 11. September 2001. Von den ägyptischen Medien werde der „Kampf gegen den Terrorismus“ in Form einer Jagd unter Verherrlichung der Armee und Dämonisierung der Islamisten als „plumpe Inszenierung des Feindes“ „zelebriert“. Dies habe in einen „völlig überzogenen Nationalismus“ gemündet, bei dem „Mubaraks Schergen einen Diskurs der Hysterie“ kreierten.

### Ägyptische Muslimbruderschaft
Die ägyptische Muslimbruderschaft hatte bereits in den ersten Satzungen der 1928 als antikolonialistische, bürgerlich-konservative Sozialreformbewegung gegründeten Organisation einen klaren Gewaltverzicht ausgesprochen. Parallel dazu existierte jedoch schon in den 1930er-Jahren ein militanter Flügel, der Attentate verübte und Freiwillige in den ersten israelisch-arabischen Konflikt (1948) entsandte. Als Folge einer von Massenverhaftungen und Todesurteilen geprägten Repressionswelle unter dem durch den Militärputsch von 1952 an die Macht gekommenen Präsidenten Gamal Abdel Nasser ab dem Jahr 1954, deren Härte mit der Repressionswelle unter Interimspräsident Mansur nach dem Militärputsch von 2013 Sisis zu vergleichen ist, spalteten sich weitere extremistische Elemente ab, die zur Basis der al-Qaida wurden.
Nachdem die Abspaltung der militanten Dschihadisten Ende der 1970er Jahre erfolgt war, hatte sich die ägyptische Muslimbruderschaft bereits rund 40 Jahre vor dem Putsch von 2013 von jeglicher Gewalt losgesagt und in der Folge als glaubwürdiger politischer Akteur engagiert, Sie versuchte, sich im Mubarak-System politisch einzubringen und das System aus sich heraus zu verändern. Mit ihren humanitären Programmen versorgten die Muslimbrüder Millionen von Menschen mit Nahrung und medizinischer Hilfe und ersetzten so faktisch den fehlenden Sozialstaat in Ägypten. Die offiziell verbotene Bruderschaft galt als gemäßigt und nahm unter Mubarak mit unabhängigen Kandidaten an Wahlen teil. Bis zum Putsch besaßen sie weder Waffenlager noch Miliz.
Trotz Wahlfälschungen durch das Mubarak-Regime gelang den Muslimbrüdern 2005 der Einzug ins Parlament mit 88 Abgeordneten, die zwar wenig politischen Einfluss nehmen, jedoch Erfahrungen in praktischer Politik sammeln konnten und später die wichtigsten politischen Kader bildeten. 2010 konnte die Muslimbruderschaft den Wahlerfolg aufgrund massiver Interventionen durch das Regime Mubarak nicht wiederholen, doch nutzte sie den Wahlkampf im Gegensatz zu den übrigen Oppositionskräften, die ihn boykottierten, für eine systematische Kampagne der politischen Aufklärung über die politische Funktion von Wahlen und die Organisation von Widerstand gegen Wahlfälschungen. Dieser Entzug der Legitimation des Regimes wurde einer der vielen Faktoren, die zum Ausbruch der sogenannten Revolution eineinhalb Monate später führten.

Logo der Freiheits- und Gerechtigkeitspartei

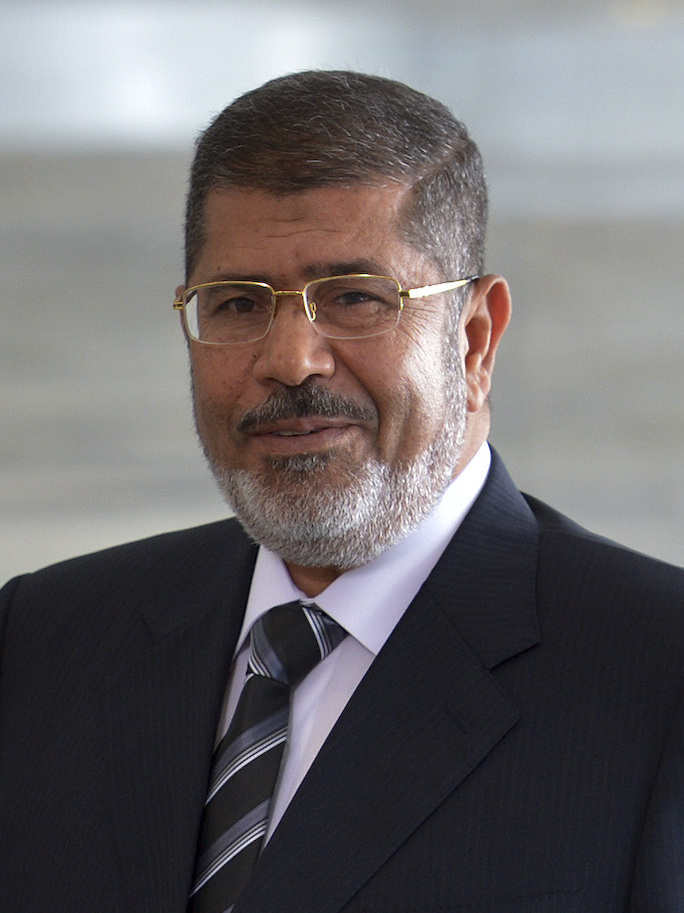
Die erste demokratisch gewählte Regierung Ägyptens unter Staatspräsident Mohammed Mursi stieß auf vielfältigen Widerstand. Seit dem Militärputsch wurde der gestürzte Präsident vier Monate lang an einem unbekannten Ort gefangen gehalten und vor Gericht gestellt. Seine Partei wurde verboten.

Nach dem Sturz des Mubarak-Regimes im Frühjahr 2011 und ihrem Wahlsieg etablierte sich die Muslimbruderschaft als politische Instanz und Partei. Sie bemühte sich, durch die Gründung der Freiheits- und Gerechtigkeitspartei (FJP) den politischen Arm ihrer Organisation in eine Volkspartei umzuwandeln. Tatsächlich gelang es der FJP insbesondere durch ihre vergleichsweise gute Organisationsstruktur, Mehrheiten zu organisieren und Wahlsiege zu erringen. Dennoch wandelte sie sich nicht zu einer Volkspartei, die möglichst viele politische Strömungen integriert und eine offene Programmdebatte führt. Weiterhin blieb die Organisation der Muslimbruderschaft, deren Mitglieder einen mehrjährigen, gegen Infiltration abschottenden Aufnahmeprozess durchlaufen, wie es die Organisation über Jahrzehnte während ihres Verbots und ihrer Unterdrückung unter Mubarak verinnerlicht hatte, gegenüber anderen politischen Kräften misstrauisch und agierte nach außen sehr intransparent in Bezug auf ihre Finanzierung und das Verhältnis der Bruderschaft zu aus der Bruderschaft heraus gegründeten Freiheits- und Gerechtigkeitspartei, beispielsweise in Bezug auf die Entscheidungsgremien und Entscheidungsstrukturen.
Im Wesentlichen wurden Parteipositionen mit einem intransparenten Leitungsgremium, dem Führungsbüro Maktab al-irshad der Muslimbruderschaft, abgesprochen, in dem die Kontrolle über eine kleine Gruppe ideologisch geschlossener „konservativer Pragmatiker“ um den stellvertretenden Führer der Bruderschaft, Kheirat al-Shater, ausgeübt wurde. Liberal gesinnte Mitglieder der Muslimbruderschaft wie Abdel Moneim Aboul Fotouh wurden allmählich aus den Führungsgremien der Gruppe gedrängt. Die FJP strebte als politischer Akteur nach der Kontrolle von Verwaltung und Institutionen, stieß aber dabei aufgrund des Mangels an entsprechend ausgebildetem Personal in ihren Reihen auf Schwierigkeiten. Mursi versuchte als Präsident oftmals nicht, der Bevölkerung seine Entscheidungen zu erklären. Neben seiner mangelnden Bereitschaft zur Kommunikation galt auch das Auftreten des bis zu seiner Wahl weithin unbekannten Mursis als uncharismatisch.
Fehlende finanzielle Mittel ermöglichten ihr auch nicht die Schaffung zusätzlicher Stellen in der bereits überfrachteten Bürokratie. Anstatt strukturelle Reformen voranzutreiben, stützte sie sich in der Arbeit auf die vom alten Mubarak-Regime übernommenen Institutionen und betrieb politische Geschäfte mit den Kreisen, die Mubaraks Herrschaft begründet und gestärkt hatten. Die Hauptklientel der sehr privatwirtschaftlich orientierten Muslimbruderschaft war dabei der ägyptische Mittelstand. Um die Auflagen des IWF für Kredite im Volumen von 4,8 Milliarden Dollar erfüllen zu können, stand Mursis Regierung laut Sonja Hegasy, Vizedirektorin des Zentrums Moderner Orient, vor Problemen wie dem Abbau von Subventionen, welche rund ein Drittel des ägyptischen Staatshaushalts ausmachten (beispielsweise für Benzin, Energie und Nahrungsmittel wie Weizen und Brot). Mursi stieß bei der Diskussion um die Kürzungspläne der Subventionen von jährlich 22 Milliarden Dollar auf eine breite, klassenübergreifende Ablehnung in der Bevölkerung.
Das Militär war der einzige wichtige staatliche Akteur, mit dem der Muslimbruderschaft ein Machtteilungsarrangement gelang, offenbar in Form eines „Gentlemen’s Agreement“ von 2012 mit der Militärführung, bei dem das Militär den zivilen Präsidenten Mursi akzeptierte und dem Militär im Gegenzug weitgehende Autonomie durch die von den Muslimbrüdern forcierte neue Verfassung zugestanden wurde. Die von der Führung der Bruderschaft offenbar mit dieser Einigung erhoffte Kontrolle auch über andere etablierte Institutionen wie den inneren Sicherheitsapparat und die Judikative blieb dagegen aus. Aufgrund der mangelnden Kontrolle des Innenministeriums gelang es der Muslimbruderschaft in der Folge nicht, eine dringend erforderliche Reform des Sicherheitssektors einzuleiten und die informellen Netzwerke und Strukturen im ägyptischen Polizeiapparat aufzulösen. So wurde der unter Mubarak errichtete Sicherheitsapparat nicht abgebaut, der schon unter Mubarak mit großer Brutalität außerhalb der Legitimität operiert hatte und nach dem Sturz des Mubarak-Regimes offenbar ohne effektive Kontrolle wirkte. Stattdessen duldete die Muslimbruderschaft stillschweigend die Gewalt, die von Sicherheitskräften des Innenministeriums an ägyptischen Zivilisten verübt wurde. Der gegen die Muslimbruderschaft arbeitende Justizapparat blockierte zudem erfolgreich von der Muslimbruderschaft initiierte Gesetzesvorhaben wie die Änderung des Wahlgesetzes.
Während Mubarak einen harten Kurs gegen Islamisten verfolgt und Ägypten als „Bollwerk gegen Dschihadisten“ präsentiert hatte, konnten militante Islamisten während der Präsidentschaft Mursis in einigen Bezirken östlich der Stadt Arisch mehr oder weniger unbehelligt von der Staatsmacht agieren. Die Operationen gegen Extremisten mit Nähe zum Terrornetzwerk Al-Kaida in dem Gebiet in dieser Zeit waren aus Sicht der Armee „halbherzig“. Bei den vielen Angriffe auf Sicherheitskräfte auf dem Sinai wurde aus Sicht des Militärs der Eindruck vermittelt, dass Mursi die Kooperation mit der palästinensischen Hamas wichtiger war als der Schutz seiner eigenen Leute. Von einem Teil der Bevölkerung wurde dies Mursi als Schwäche ausgelegt.
In der Monarchie Saudi-Arabiens löste die Politik der Muslimbruderschaft die Furcht einer konkurrierenden, weil moderneren, republikanischen und häufig auch revolutionären Interpretation und Repräsentation des politischen Islam aus. Dort wuchs die Sorge, dass die Bruderschaft von Ägypten aus für die Golfmonarchien zu einer ähnlichen Bedrohung werden könnte wie in den 1950er und 1960er Jahren, als Gamal Abdel Nasser zu einem panarabischem Nationalismus, zu Sozialismus und zum Sturz der Monarchien in der Region aufgerufen hatte, worauf ein regelrechter „arabischer Kalter Krieg“ ausgebrochen war, der als Stellvertreterkonflikt überwiegend im Jemen ausgetragen wurde. Gefördert wurde diese Sorge durch den Wahlsieg der Nahda-Partei bei der Wahl in Tunesien im November 2011, der andeutete, dass die Muslimbruderschaft und mit ihr ideologisch verwandte Gruppierungen eine bedeutende Rolle in den arabischen Transformationsstaaten des „arabischen Frühlings“ spielen würden. Die saudische Herrscherfamilie sah in der Regierung einer transnational organisierten revolutionären Bewegung wie der Muslimbruderschaft in einem so bedeutenden Land wie Ägypten eine Gefahr für die interne Stabilität des Königreichs Saudi-Arabien, zumal von der Muslimbruderschaft beeinflusste Islamisten Anfang der 1990er Jahre auch in Saudi-Arabien eine starke Oppositionsbewegung dominiert hatten.
Das Königreich Saudi-Arabien versuchte daher das ägyptische Militär und Teile des „alten Regimes“ (aus der Mubarak-Ära) in Ägypten gegen die Muslimbrüder zurück an die Macht zu bringen und unterstützte zu diesem Zweck den ägyptischen Militärputsch im Juli 2013. Nach dem erfolgten Putsch begrüßte der saudische König Abdallah den ägyptischen Militärchef und Putschführer Sisi überschwänglich zum gelungenen Staatsstreich und versprach ihm zusammen mit den Monarchien der VAE und Kuwaits bereits binnen einer knappen Woche Finanzhilfen von 12 Milliarden US-Dollar. Nachdem die neue ägyptische Führung die Muslimbruderschaft zunächst verboten und im Dezember 2013 zur terroristischen Organisation erklärt hatte, folgte ihr Saudi-Arabien im März 2014 auch aus innenpolitischen Gründen in dieser „sehr weitgehenden und faktisch falschen Kategorisierung“ (Guido Steinberg/SWP) nach, ungeachtet dessen, dass die Muslimbruderschaft seit den 1950er Jahren keinen Anschlag mehr verübt hatte.
Trotz gegenteiliger Behauptungen von Putschbefürwortern nach dem Militärputsch gegen Mursi handelte es sich nach Einschätzung von Beobachtern bei der Muslimbruderschaft, deren Mitgliedern häufig sogenannten Modernisierungseliten des bürgerlich-konservativen Mittelstands wie Ärzten, Juristen, Naturwissenschaftler oder Politologen angehörten, aber nur selten Prediger waren, weder um eine Waffenbruderschaft noch um eine Terrororganisation. Es fehlte ihr auch die Möglichkeit, wie eine militärische Organisation zu agieren. Vorwürfe, die Muslimbrüder hätten einen „Gottesstaat“ errichten wollen oder Mursi habe eine autoritäre Ordnung installiert, deren Entwicklung in Richtung Diktatur verlief, werden auch von Stimmen abgestritten, die ihm das Anstreben einer „gezielten Islamisierung Ägyptens“ bei fehlender Lösung dringender wirtschaftlicher und sozialer Reformen vorwerfen. Ein Vergleich mit anderen Fällen entsprechender Übergangsprozesse mittels politikwissenschaftlich üblicher Parameter ergab, dass Mursi in Ägypten nicht autokratischer als für Staatsführer während Übergangsprozessen typisch regierte und dass er demokratischer vorging als andere Staatsführer es während sozialer Übergangsprozesse tun.
Dessen ungeachtet wurde die ägyptische Muslimbruderschaft auch in der westlichen Öffentlichkeit in Zusammenhang mit radikalen Islamisten oder Terroristen gestellt, wie etwa durch den ehemaligen US-amerikanischen Militär- und Militärgeheimdienstmitarbeiter Lieutenant Colonel Ralph Peters nach dem „Rābiʿa-Massaker“ oder durch die Verteidigungsexpertin der Grünen-Bundestagsfraktion, Katja Keul, im Zusammenhang mit der Finanzierung durch den Staat Katar, als diesem während der Irak-Krise Unterstützung der IS-Miliz vorgeworfen wurde.

### Salafisten
Als ein grundlegender Unterschied der Salafisten zu den Muslimbrüdern, die für eine Modernisierung der Ordnung und Anpassung an das 20. und 21. Jahrhundert stehen, gilt ihre Ausrichtung auf die Ordnung zur Zeit des im Islam als Prophet verehrten Mohammed.

#### Politisch partizipierende Salafisten
Die ägyptischen Salafisten der Gegenwart berufen sich vor allem auf einheimische Gründerväter wie die legendären Denker der „arabischen und islamischen Renaissance“ (Nahda). Die erste salafistische Organisation entstand als apolitischer Gelehrtenverein 1926 in Kairo – zwei Jahre vor der Muslimbruderschaft, fand jedoch nicht den gleichen Massenzulauf wie die von Beginn an gesellschaftlich und politisch engagierten Muslimbrüder. Massiv breitete sich der Salafismus erst in den 1980er und 1990er Jahren aus, als das durch das Ölgeschäft finanzstarke Saudi-Arabien die Verbreitung wahhabitisch-salafistischer Ideologie finanziell förderte. Um das Jahr 2000 verhalf das Mubarak-Regime dem Salafismus zu einem weiteren Schub. Es tolerierte zahlreiche informelle Religionsschulen und genehmigte Fernsehsender der puristischen und der Mainstream-Salafisten. Das Mubarak-Regime, das sich dem Westen als »anti-islamistisches Bollwerk« präsentierte, verfolgte damit das Ziel, durch Stärkung der vermeintlich apolitischen Salafisten die Muslimbrüder als mächtigste Oppositionsgruppe zu schwächen und ihre soziale Basis zu untergraben.

Logo der Nur-Partei, der größten salafistischen Partei

Als Anfang 2011 die sogenannte „Revolution“ in Ägypten begann, verhielten sich die größten salafistischen Gruppierungen und ihre Gelehrten zunächst abwartend und beteiligten sich kaum an den Massenprotesten oder sprachen sich dagegen aus. Sie überraschten jedoch im Frühjahr 2011 sehr schnell mit der Gründung von Parteien, selbst durch ehemalige Dschihadisten. Nach Mubaraks Sturz und der darauf folgenden Militärherrschaft unter Mohammed Hussein Tantawi erhielt die „Islamische Allianz“ – ein salafistisches Bündnis aus der dominierenden Partei des Lichts (al-Nur), der wesentlich kleineren Authentizitätspartei (al-Asala) und der aus der dschihadistischen Gamaa-Islamijja-Gruppierung hervorgegangenen Aufbau- und Entwicklungspartei (al-Benaa Wa Al-Tanmia) bei der ersten demokratischen Parlamentswahl in der ägyptischen Geschichte 2011/2012 mit über 7 Millionen Stimmen rund ein Viertel der Sitze und wurde zur Überraschung der Muslimbruderschaft und ausländischer Beobachter die mit Abstand zweitstärkste Kraft, weit vor den zersplitterten „säkularen“ Altparteien und den von „Revolutionären“ gegründeten Gruppen. Zusammen mit den Muslimbrüdern nahmen die Islamisten so rund drei Viertel der Sitze ein. Seitdem stiegen die Nur-Partei und die Al-Dawa Al-Salafiyya zu bedeutenden politischen Akteuren auf. An der Staatsspitze wirkten Salafisten als Berater von Präsident Mursi. Bis zur Auflösung des Oberhauses durch das Oberste Verfassungsgericht am 2. Juni 2013 dominierten Muslimbrüder und Salafisten somit den Schura-Rat. Erst einmal im Amt, überraschten die Salafisten Beobachter mit ihrem politischen Pragmatismus und ihrer Bereitschaft zur Zusammenarbeit mit nicht-islamistischen Akteuren, ganz im Gegensatz zu dem konventionellen Image ihrer ideologischen Rigidität.
Der Muslimbruderschaft gelang es letztlich nicht, das islamistische Spektrum in Ägypten zu vereinen. Als entscheidend für den Erfolg der Salafisten wurde deren eindrucksvolle Wohltätigkeitsarbeit und ihr Versprechen erachtet, die Armut im Land dauerhaft zu bekämpfen. Die Wirtschaftspolitik der späten Jahre des Mubarak-Regimes hatte zu hoher Arbeitslosigkeit sowie steigenden Lebenshaltungskosten geführt und erhöhte so die Attraktivität der auf soziale Gerechtigkeit und karitative Projekte in benachteiligten Gebieten fokussierenden salafistischen Scheichs gegenüber der auf Privateigentum und Unternehmertum ausgerichteten Muslimbruderschaft. Anders als die hierarchisch aufgebaute Muslimbruderschaft zeichneten sich die Salafisten durch dezentrale Netzwerkstrukturen aus, die keine größeren materiellen Ressourcen benötigten und in die neue Mitglieder bereits allein aufgrund ihrer ideologischen Bereitschaft aufgenommen wurden. Zudem gelang es den Salafisten, die Muslimbrüder bei vielen islamistischen Wählern mit dem kompromittierten Mubarak-Regime in Verbindung zu bringen und sich selbst als moralisch integre Alternative darzustellen. Schließlich förderte besonders in Ägypten private und öffentliche Finanzierung vor allem der Golfmonarchien die Verbreitung salafistischer Ideen, etwa über Satelliten-TV-Kanäle und vorwiegend in ländlichen Regionen tätige Wohltätigkeitsorganisationen.
Obwohl eine grundsätzliche Einigung existiert hatte, die Rolle der Scharia in der neu auszuarbeitenden Verfassung so zu belassen, wie es auch schon in Artikel 2 der alten Verfassung der Fall gewesen war, wurde vor allem auf Drängen des salafistischen Spektrums im November 2012 der Zusatzartikel 219 in den Verfassungsentwurf eingeführt, der festlegte, dass die Scharia nach dem Koran und den vier geltenden sunnitischen Rechtsschulen des Islam definiert werden soll. Der Interpretationsspielraum der Scharia wurde damit gegenüber der alten Verfassung eingeschränkt. Dies wird als ein Anlass dafür gewertet, dass in der Folge das säkular orientierte Drittel aus der Verfassunggebenden Versammlung austrat.
Die Nur-Partei entwickelte sich stetig weiter, setzte sich zunehmend von der Muslimbruderschaft und ihrer FJP ab und wurde nahezu die einzige Kraft, die im polarisierten Vorfeld des Putsches die beiden verfeindeten Lager zu einer Einigung aufforderte. Obwohl die Nur-Partei in gesellschaftspolitischen Positionen deutlich konservativer als die Muslimbruderschaft war, zeigte sie sich gegenüber der liberalen Opposition gesprächsbereiter. Sie nahm zwar an den Massendemonstrationen gegen Mursi nicht teil, sondern betonte die Legitimität des gewählten Präsidenten, doch forderte sie Mursi unmissverständlich auf, Neuwahlen anzusetzen und bis dahin ein neutrales Technokratenkabinett zu bilden. Damit wurde das islamistische Lager gespalten und die Rücktrittsforderungen gegen Mursi konnten kaum mehr als Angriff auf die „islamische Identität des Landes“ dargestellt werden, womit die Muslimbruderschaft in der Vergangenheit erfolgreich mobilisiert hatte.
Die ausdrückliche Befürwortung des Militärcoups vom 3. Juli 2013 durch die Nur-Partei, ihre kontinuierlichen Vorwürfe gegenüber der Muslimbruderschaft und ihre Kooperation mit „säkularen“ Kräften nahmen viele Beobachter mit Überraschung entgegen. Am Tag des Putsches standen Militärchef Sisi bei dessen Rede auf der Rednerbühne auch Vertreter der Nur-Partei zur Seite. Die Nur-Partei als den Islam im Vergleich zur Muslimbruderschaft fundamentalistischer auslegende, größte ägyptische salafistische Partei, erhielt die Möglichkeit, durch die Unterstützung des Militärputsches und den Ausschluss der Muslimbruderschaft zur stärksten islamistischen Kraft in einem neuen Parlament zu werden.
Obwohl die Nur-Partei bis dahin in die Anti-Mursi-Allianz integriert war, erklärte sie aufgrund des Blutbades vom 8. Juli den Rückzug aus den Verhandlungen zur Übergangsregierung. Beobachter wie der ägyptische Politikwissenschaftler Mustafa El-Labbad sehen den Rückzug der hauptsächlich von Saudi-Arabien unterstützten Salafisten jedoch als politische Taktik mit dem Ziel an, dem in den eigenen Reihen erhobenen Vorwurf des Verrats des politischen Islams mit der Rechtfertigung entgegenzuwirken, eine weitere Säkularisierung des Landes gestoppt und den Liberalen wertvolle Kompromisse abgerungen zu haben. Für ihr Ziel die Muslimbruderschaft zu „überflügeln“ würden sie daher nicht aus der Koalition gegen die Muslimbrüder austreten. Während die von der Armee eingesetzte Übergangsregierung mit großer Härte gegen die Muslimbrüder und ihre Verbündeten vorging, wurde die Nur-Partei, die sich bereit erklärt hatte, an der Gestaltung der Übergangsperiode mitzuwirken, in der Folge von der staatlichen Repression ausgenommen.
Vor dem Referendum über die vom Militärregime neue erstellte Verfassung im Januar 2014 schloss sich die Nur-Partei mit Anhängern des ehemaligen Mubarak-Regimes zu einer unerwarteten Allianz zusammen. Obwohl der neue Verfassungsentwurf festlegte, dass es künftig in Ägypten keine politischen Parteien mit einer religiösen Identität mehr geben darf, warb somit die islamisch-konservative Nur-Partei als größte Partei der ultraorthodoxe Strömung des Salafismus zusammen mit säkularen Ägyptern für ein „Ja“ bei der Volksabstimmung, während andere politische Salafistenparteien und selbst moderatere islamische Parteien die neue Verfassung boykottierten. Die Nur-Partei beteiligte sich damit an der zwei bis drei Millionen US-Dollar teuren PR-Kampagne für die neue Verfassung, die noch vor Fertigstellung des Verfassungsentwurfs von dem Gerüchten zufolge Husni Mubarak nahestehenden Werbemogul Tarek Nour und sechs weiteren prominenten, aber anonym gebliebenen Geschäftsleuten gegründet worden war und eine wichtige Legitimationsgrundlage für das neue post-islamistische Regime bot. Kritiker bemängelten, dass die Nur-Partei der militärgestützten Übergangsregierung mit ihrer Verbrüderungsaktion den passenden Deckmantel bot, um die einst mächtige Muslimbruderschaft von der Wahl auszuschließen, den Putsch zu legitimieren und eine dem Regime genehme, da lediglich „kosmetische Opposition“ ohne tatsächlichen Einfluss auf die Politik zu bilden.

#### Dschihadistische Salafisten
Im Gegensatz zu allen anderen salafistischen Gruppen befürworten und praktizieren die dschihadistischen Salafisten den bewaffneten Kampf als Mittel der politischen Veränderung.
Bis weit in die 1990er Jahre dominierten international die Nationalisten in der dschihadistischen Bewegung, wobei die ägyptischen Gruppierungen ihre Avantgarde bildeten und sehr stark national ausgeprägt waren. Als der Kampf gegen das Regime Mubarak während eines Aufstands in Ägypten 1992–1997 als nicht gewinnbar erschien, verzichteten die meisten Nationalisten fortan auf Gewalt und orientierten sich neu.
Nur ein Teil der Dschihad-Gruppe unter dem heutigen al-Qaida-Anführer Aiman az-Zawahiri entschied sich dazu, den zum Heiligen Krieg überhöhten Kampf über Ägypten hinaus auf die USA auszuweiten und schloss sich der al-Qaida an.
Seit der sogenannten Revolution vom 25. Januar 2011 waren sie hauptsächlich auf dem Sinai aktiv. Sie erklärten wiederholt, dass ihre Aktionen allein gegen Israel gerichtet seien und forderten die ägyptische Armee auf, sie unbehelligt zu lassen. Das Militär beschuldigte sie dagegen, staatliche Gebäude, Sicherheitseinrichtungen und Kirchen anzugreifen und Waffen zu schmuggeln. Ihre Strukturen sind wenig bekannt, doch gelten sie als attraktiv für radikale Jugendliche, die mit den islamistischen Bewegungen unzufrieden sind, die sich am politischen Prozess Ägyptens beteiligen.

## Vorgeschichte
Um die auf den Arbeitsmarkt strömenden jungen Ägypter wirtschaftlich auffangen zu können, muss die jährliche Wachstumsrate des ägyptischen Bruttoinlandsprodukts nach Schätzungen von Ökonomen mindestens 6 Prozent betragen. Vor dem Volksaufstand von 2011 hatte sie über mehrere Jahre hinweg bei 7 Prozent gelegen. Nach dem Sturz Mubaraks vom Februar 2011 waren jedoch die Tourismuseinnahmen niedergegangen und das ausländische Investment kollabiert. Für Investoren abschreckend war nicht die Regierung der Muslimbrüder, als vielmehr Streiks und Demonstrationen.
Sowohl die islamistisch als auch die nicht-islamistisch geprägten postrevolutionären Eliten haben nach Meinung des Nahost-Experten Mudhoon in Ägypten dabei versagt, den politischen Einfluss des Militärs, das in Ägypten traditionell die eigentliche Quelle der Macht war, einzuschränken, so dass es zu einer Rückkehr des alten Systems mit einer brüchigen zivilen Fassade gekommen ist. Während rund ein Drittel der Bevölkerung mit den Muslimbrüdern und Präsident Mursi sympathisierte, stützten sich die Generäle des Militärs vor allem auf den sogenannten „Tiefen Staat“, also die ehemaligen Mubarak-Anhänger, die weiterhin in Verwaltung, Justiz und bei der Polizei Positionen einnahmen. Diese Gruppen, die seit der ägyptischen Revolution von 2011 viel Macht und finanzielle Mittel verloren hatten, drängten schon seit längerer Zeit auf eine Restauration und setzten auf einen neuen Regierungschef, der durch eine Konterrevolution ein ähnliches System wie unter Mubarak installieren würde.
Mursi traf auf großen Widerstand in den Institutionen. Die Medien, die Mursi nicht kontrollierte, machten gegen ihn Front. Das Establishment in Justiz und Bürokratie behinderte seine Politik nach Kräften. Das Verfassungsgericht löste 2012 das Parlament und die Verfassunggebende Versammlung auf, wo die Muslimbrüder die Mehrheit hatten. Die ständigen Versuche der Justiz, die gewählten Gremien aufzulösen, konnten bereits als Anläufe für einen kommenden Putsch betrachtet werden. Nachdem sich Mursi dann im November 2012 per Selbstermächtigungsdekret über die Justiz hinwegsetzte, um aus Sicht der Muslimbruderschaft einem juristischen Staatsstreich zuvorzukommen, machte die Justiz in den Monaten danach gegen ihre Entmachtung mobil. Medien, Zivilgesellschaft und der alte Sicherheitsapparat agierten gegen die „diktatorischen Vollmachten“ (Markus Bickel/FAZ), die Mursi sich zunächst sicherte und Anfang Dezember 2012 auf Druck der Opposition wieder annullierte.

### Schwächung gewählter Gremien durch die Justiz zugunsten des Militärrats ab Juni 2012
Nach dem Sturz Mubaraks bei der sogenannten „Revolution“ von 2011 hatte der Oberste Militärrat unter Mohammed Hussein Tantawi, in engem Kontakt zum Verbündeten USA, die Macht übernommen und die fortdauernden Proteste der Jugendbewegung, aber auch koptischer Christen, oft mit äußerster Brutalität niedergeschlagen. Den Aufstieg der Muslimbruderschaft über demokratische Wahlen bremste der von Tantawi geleitete Militärrat mit einer Auflösung des Parlaments sowie Verfassungszusätzen, die die Macht des ersten freigewählten Präsidenten Mohammed Mursi einschränkten.

#### Ablauf
Am 14. Juni 2012 erklärte das Oberste Verfassungsgericht die Wahl des Unterhauses für ungültig und beschloss zwei Tage vor der Stichwahl zur Präsidentschaftswahl die Auflösung des Parlaments. Der Gerichtspräsident Faruk Sultan erklärte offiziell, dass anstelle dessen der Militärrat die Legislative an sich ziehe, bis Neuwahlen für ein neues Unterhaus erfolgt seien.
Zugleich entschied das Gericht, dass eine Kandidatur des vom Militär als Präsidentschaftskandidat bevorzugten Ahmad Schafiq zur Stichwahl zulässig sei, also des von Seiten der Muslimbrüder als Vertreter des Militärrats erachteten Luftwaffenkommandeurs, Luftfahrtministers und letzten Premiers im autoritären System unter Präsident Mubarak. Das Parlament hatte zuvor ein Gesetz gegen die politische Betätigung von Funktionsträgern des alten Regimes angenommen, die oberste Wahlkommission hatte es jedoch daraufhin für nicht zuständig erklärt.
Nach den beiden Urteilen kam es vor dem Verfassungsgericht zu Zusammenstößen von Protestierenden mit den Sicherheitskräften. Ägypten verfügte nun weder über ein Parlament, noch über eine Verfassung, während der Oberste Militärrat sowohl die legislative als auch die exekutive Gewalt kontrollierte.
Später erklärte Mohammed Mursi als neuer Staatspräsident das Urteil zwar für nichtig, doch wurde es vom Verfassungsgericht erneut bekräftigt, worauf Mursi schließlich einlenkte.

#### Bedeutung
Das Ereignis wurde als „stiller Putsch des Militärs“ gewertet. Beobachter wie Hamed Abdel-Samad gingen davon aus, dass die Entscheidungen der Justiz vom Militärrat gelenkt waren, der wie das Verfassungsgericht und das gesamte Justizwesen den alten Mubarak-Strukturen entsprochen habe. Selbst ein Wahlsieg Mursis stellte demnach keine Beeinträchtigung der Macht des Militärrats dar, bis nicht die Befugnisse des Staatspräsidenten in einer noch zu erarbeitenden Verfassung definiert wurden.
So kontrollierte der Militärrat aufgrund der ihm mit den jüngsten Verfassungsänderungen verliehenen Befugnisse auch nach dem Wahlerfolg Mursis bei der Stichwahl vom 24. Juni 2012 zum ersten demokratisch gewählten Staatspräsidenten Ägyptens weiterhin den Gesetzgebungsprozess, den Haushalt, die Zusammensetzung der Verfassungsgebenden Kommission sowie die Inhalte der neuen Verfassung und somit de facto den gesamten verfassungsgebenden Prozess.

### Einschränkung der Justizgewalt und Antiregierungsproteste ab August 2012

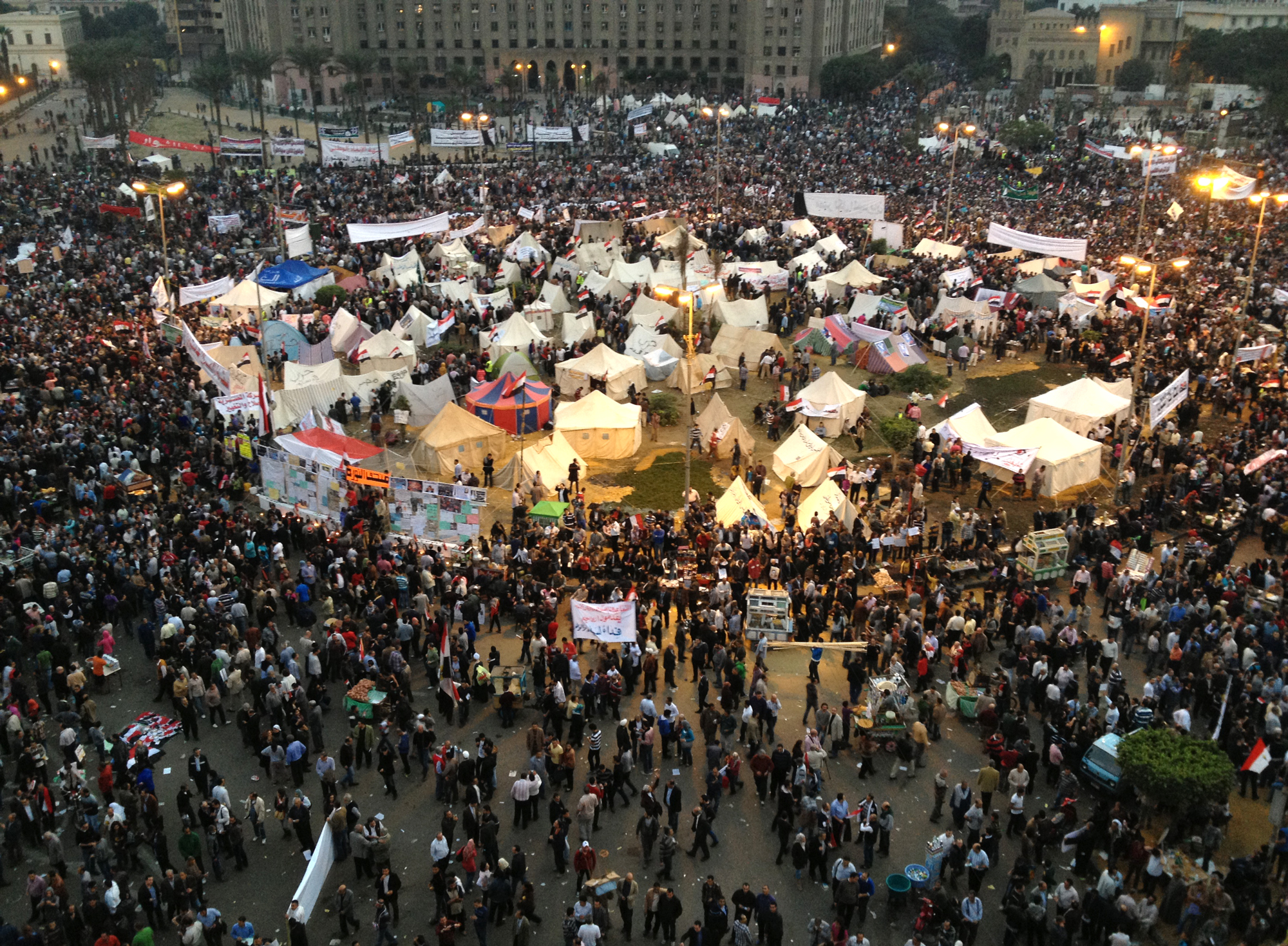
Tahrirplatz am 27. November 2012 – Schauplatz mehrtägiger Anti-Mursi-Proteste seit dem 23. November 2012 gegen den neuen Verfassungsentwurf

Am 12. August 2012 erklärte Mursi die Vorrechte des Militärs für ungültig und setzte Zusätze der Verfassung außer Kraft, mit denen die präsidiale Macht zugunsten des Militärs eingeschränkt war. Den Armeekommandeur und Verteidigungsminister Feldmarschall Mohammed Hussein Tantawi schickte er in den Ruhestand und bestellte Feldmarschall Abd al-Fattah as-Sisi als Nachfolger an die Spitze der Streitkräfte.
Juristen kritisierten jedoch daraufhin, Mursi habe damit seine Kompetenzen als Staatspräsident überschritten. Mursis Entscheidung die Machtbefugnisse der Justizgewalt einzuschränken folgten am 22. November öffentliche Unruhen, die den Präsidenten zu einer Wende bei einigen Vorschlägen zwangen. Am 8. Dezember 2012 gab Mursi im Konflikt mit der Opposition nach und annullierte seine Sondervollmachten.
Zuvor hatten Frauenrechtler, Christen und Liberale den Verfassungstext der vom Verfassungskomitee am 29. November 2012 im Eilverfahren durchgebrachten Verfassung kritisiert, worauf die Massenproteste weiter anhielten.
Im Vorfeld des Verfassungsreferendums, das von Mitte bis Ende Dezember 2012 stattfand, versammelten sich bereits Tausende Demonstranten sowohl für als auch gegen den Verfassungsentwurf zu Kundgebungen.
Während des Referendums stimmten schließlich nahezu zwei Drittel der Bevölkerung für den ägyptischen Verfassungsentwurf der Regierung. Hauptsächlich säkulare Kritiker bezeichneten das Dokument als Betrug an der Revolution. Islamisten widersprachen dem dagegen. In der Folge kam es zu Massenprotesten mit teilweise tödlicher Gewalt.

Galerie: Anti-Mursi-Demonstration auf dem Kairoer Tahrirplatz (30. November 2012):
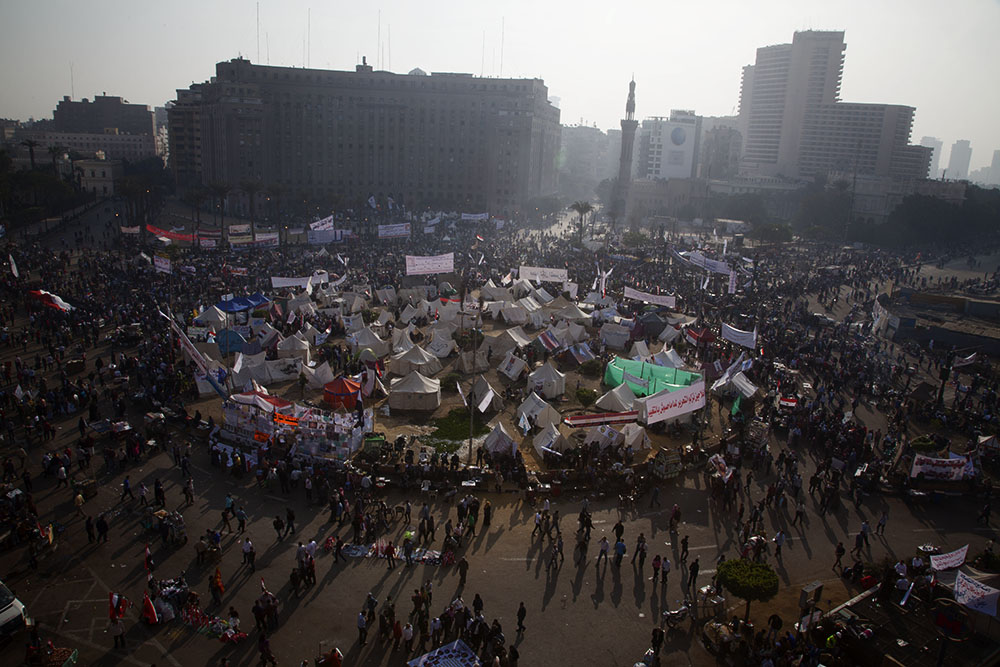
Tausende Anti-Mursi-Demonstranten auf dem Tahrirplatz
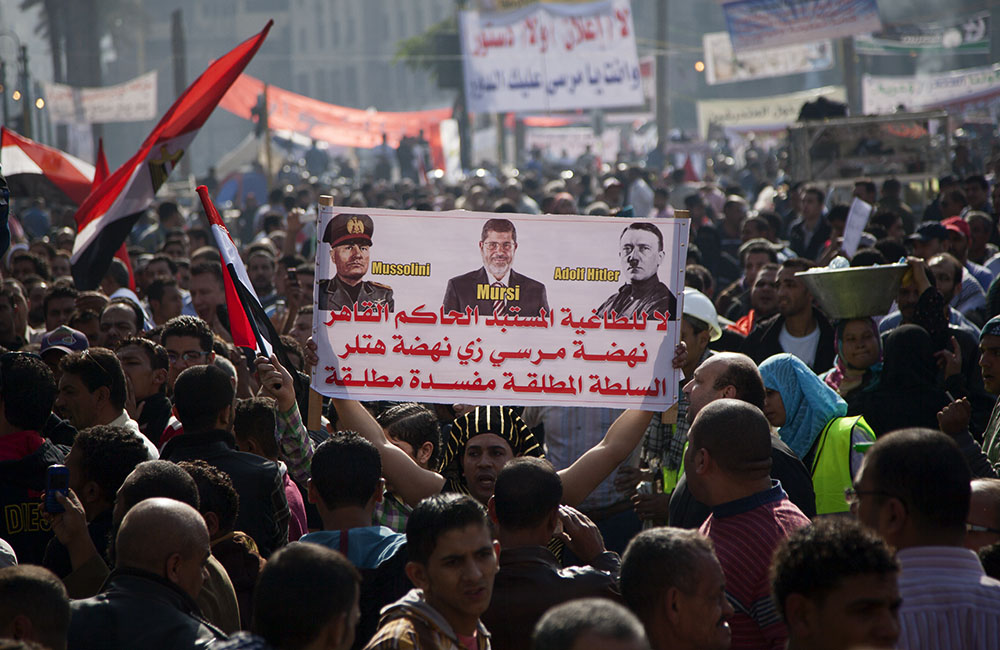
Vergleich Mursis mit den faschistischen Führern Mussolini und Hitler
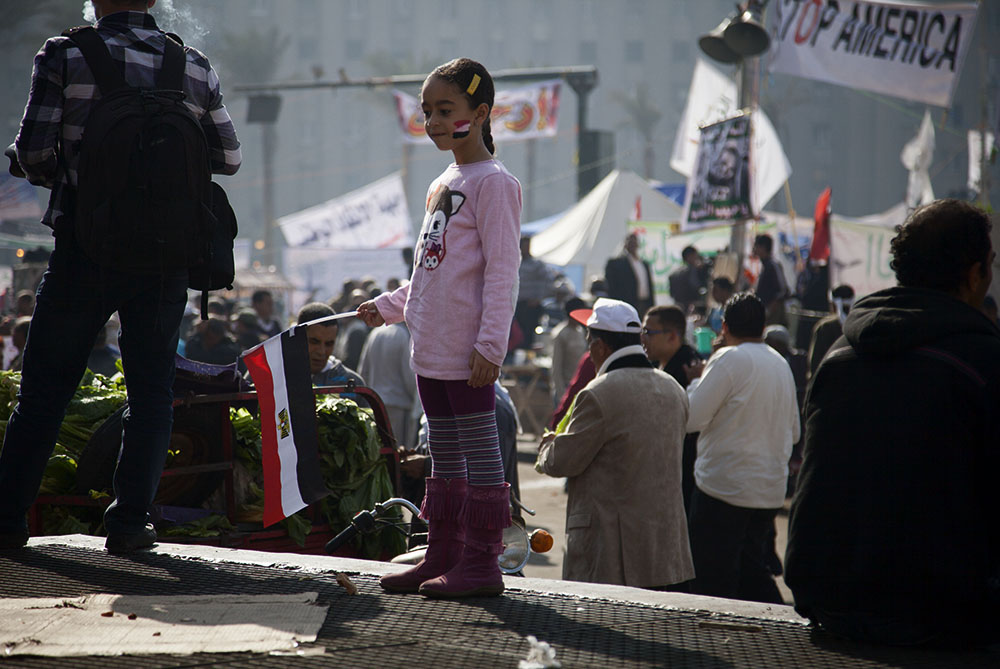
Nationalflagge und „Stop America“-Transparent
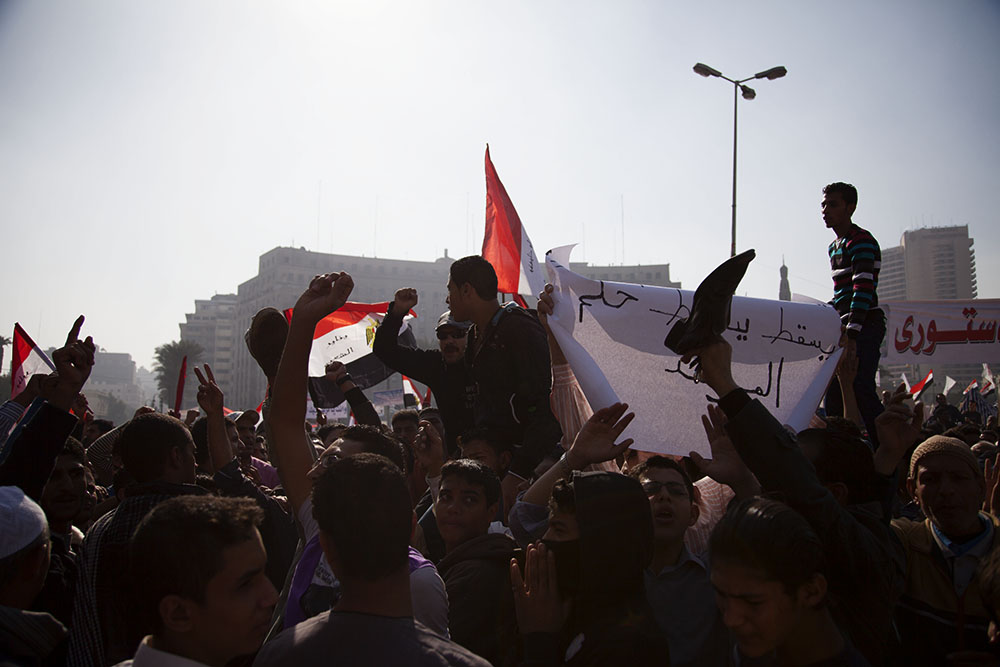
Anti-Muslimbruderschaft-Parolen skandierende Demonstranten
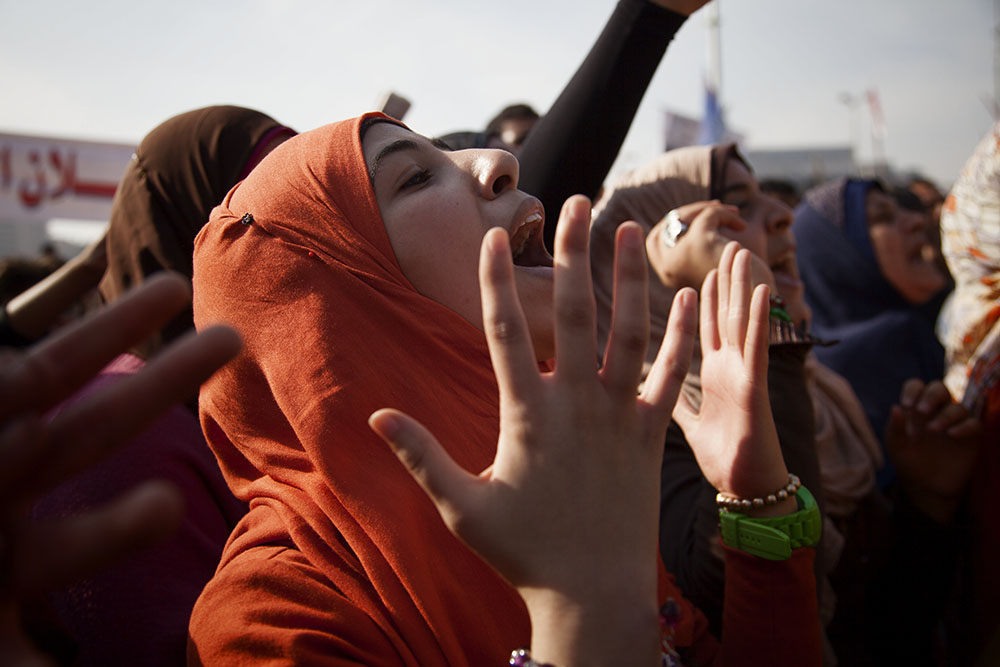
Demonstranten fordern die Muslimbruderschaft auf, die Regierung zu verlassen

Galerie: Anti-Mursi-Demonstration vor dem Präsidentenpalast in Kairo sowie Pro-Mursi-Demonstration (12. Dezember 2012):
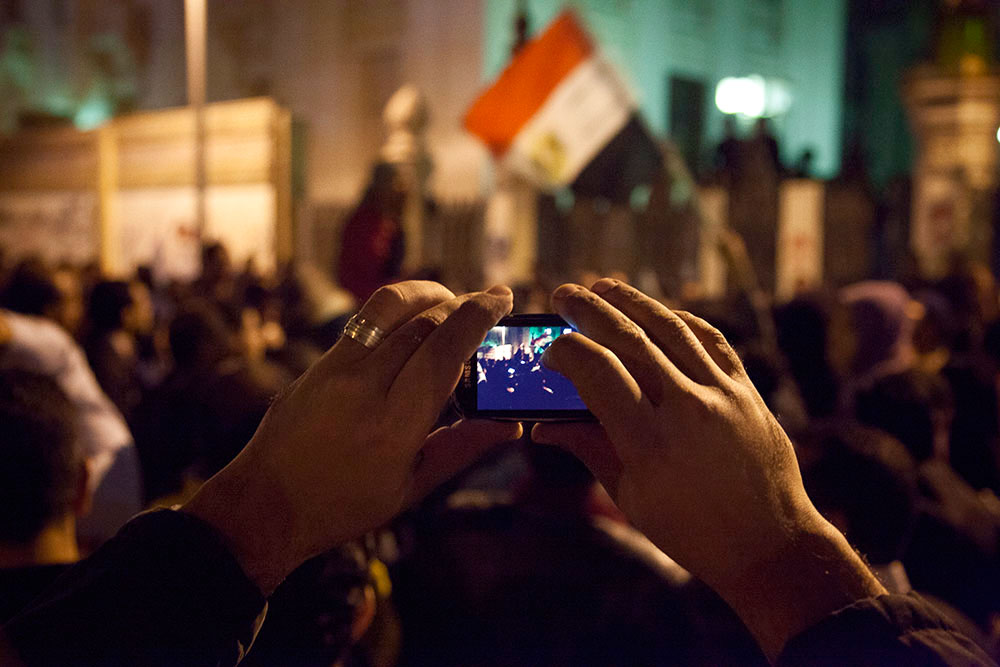
Versammlung von Gegnern des Verfassungsentwurfs in der Nähe des Präsidentenpalastes
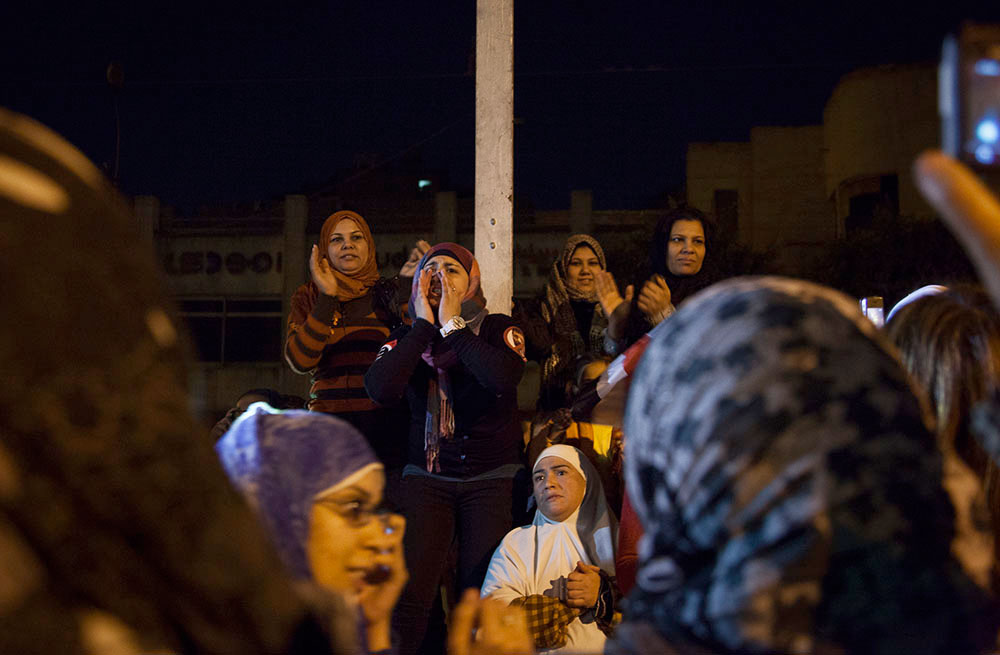
Frauen skandieren Anti-Mursi-Slogans vor dem Präsidentenpalast
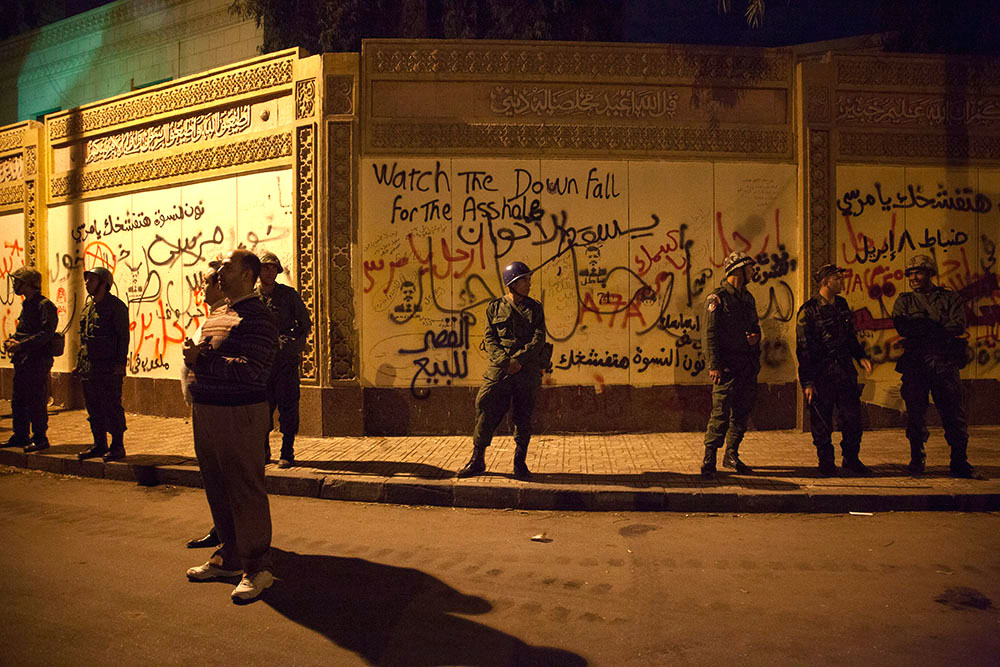
Wachsoldaten beim Präsidentenpalast, wo sich Verfassungsentwurfgegner versammelt haben
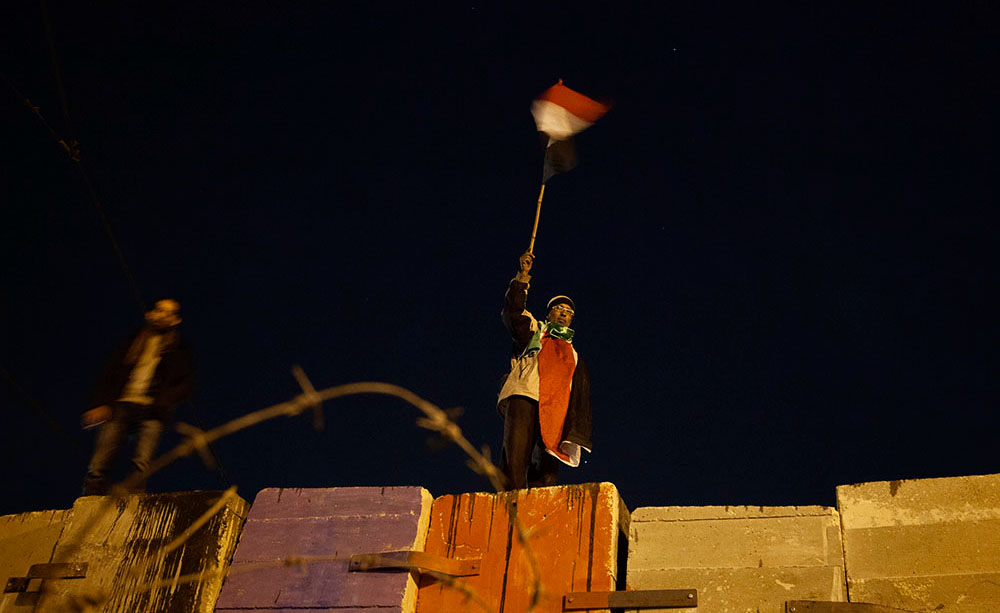
Anti-Mursi-Demonstrant auf der Mauer, die von der Republikanischen Garde errichtet wurde, um Demonstrationen vom Präsidentenpalast fernzuhalten
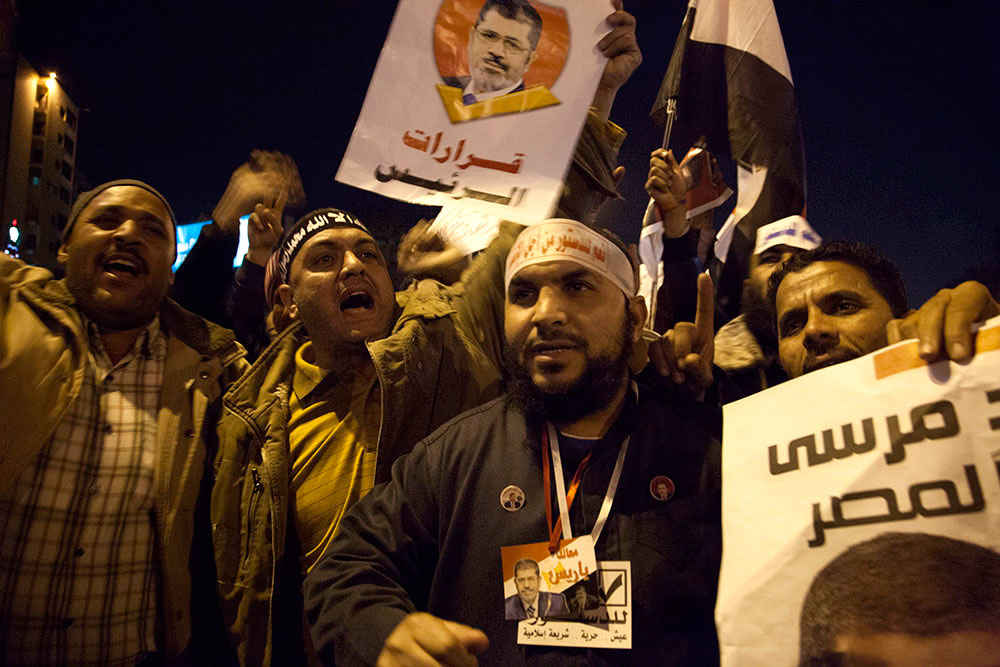
Unterstützer Mursis auf einer einige Kilometer vom Präsidentenpalast entfernten Großkundgebung der Muslimbruderschaft

### Unruhen im Januar 2013

#### Ablauf

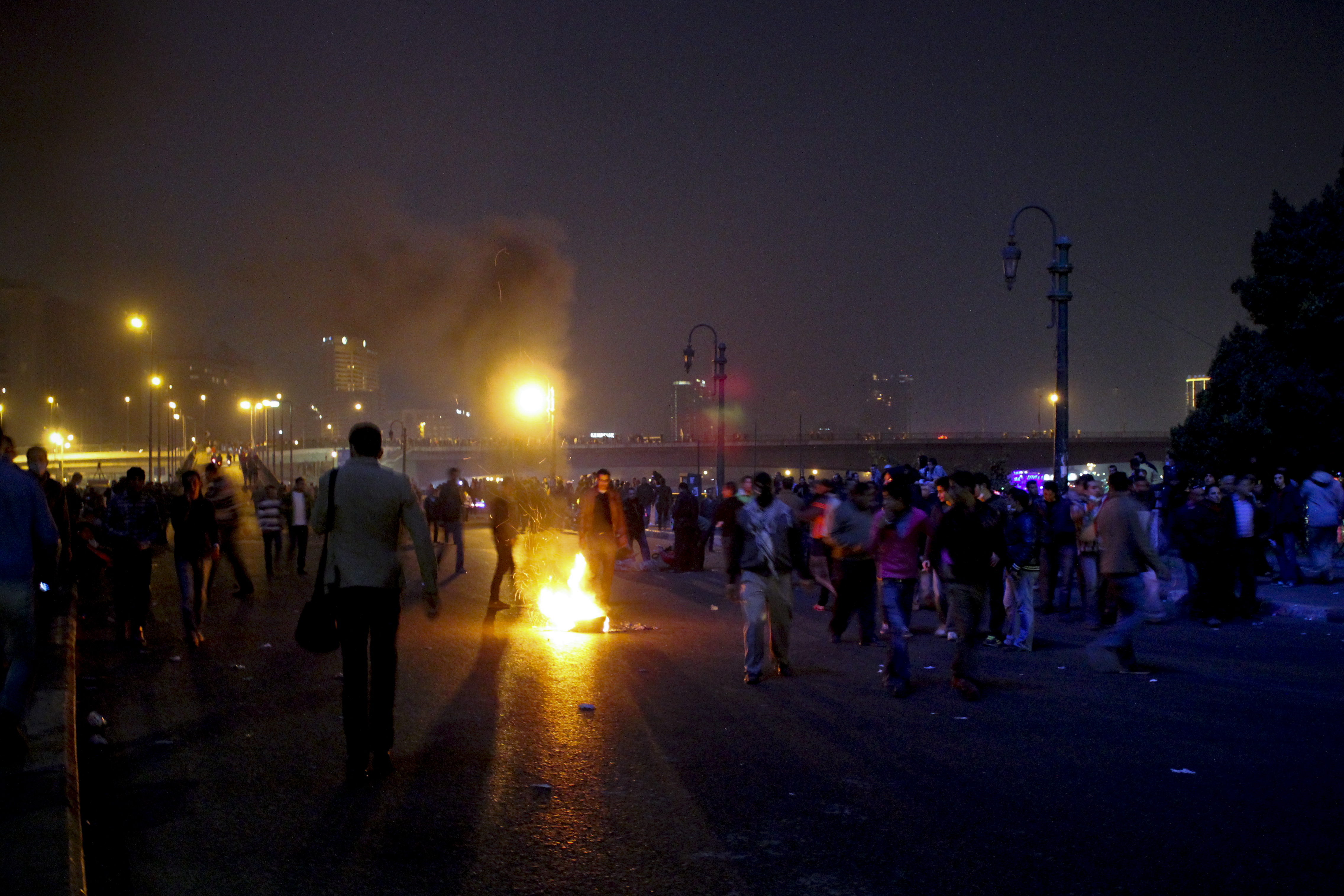
Unruhen im Januar 2013

Im Januar 2013 gerieten ähnlich wie zur Zeit der Ägyptischen Revolution von 2011 gegen Housni Mubarak immer größere Teile Ägyptens in Aufruhr. Eine wachsende Anzahl von Menschen machte die Regierung für die anhaltend schlechte Wirtschaftslage des Landes verantwortlich, die dazu führte, dass sich finanzielle Reserven privater Haushalte erschöpften, die hohe Arbeitslosenquote und Inflation anhielt. Unzufriedenheit resultierte auch aus den seit der Revolution in Ägypten 2011 nicht reformierten Sicherheitskräften, die einen ungebrochenen Hass in der Bevölkerung auf die Polizei auf sich zogen. Politisch als „liberal“ eingestufte Gruppen nahmen eine unversöhnliche Haltung zu der Ende 2012 von der den politisch als „Islamisten“ eingeordneten Gruppen per Volksentscheid durchgesetzten Verfassung ein, die sie als Machtinstrument der Muslimbrüder und nicht als Minderheiten und Andersdenkende mit einschließende Dokumentation des breiten Volkswillens ansahen.
Nicht nur in Kairo auf dem Tahrir-Platz, sondern in praktisch allen großen Städten des Landes ereigneten sich Straßenschlachten, wurden Polizeiwachen angezündet, Gefangene befreit und eskalierte die Gewalt.
Am 26. Januar 2013 ergingen Todesurteile gegen 21 Fußballanhänger wegen der tödlichen Stadion-Katastrophe von Port Said im Februar 2012, bei der 74 Menschen getötet und mehr als 1000 verletzt worden waren. Vor dem Gericht in Kairo mussten sich von den insgesamt mehr als 70 Angeklagten auch neun Polizisten verantworten, denen vorgeworfen wurde, sie hätten die Täter gezielt gewähren lassen, um die Anhänger von Al-Ahli zu bestrafen, der während des Aufstands gegen Husni Mubarak und später bei Protesten gegen den Militärrat eine wichtige Rolle zugunsten der Aufständischen gespielt hatte. Nach der Urteilsverkündung versuchten „Demonstranten“ (Der Spiegel), darunter auch Angehörige der Verurteilten, zwei Polizeiwachen und ein Gefängnis zu stürmen und steckten ein Gebäude der Armee in Brand. In Sues wurde das Hauptquartier der Polizei angegriffen. Infolgedessen starben über 30 Menschen. Amnesty International kritisierte die „exzessive und unverhältnismäßige Polizeigewalt“ und gab an, in der Zeit vom 25. bis 27. Januar 2013 seien mindestens 45 Menschen gestorben und mehr als 1000 verletzt worden. In den seit dem 24. Januar anhaltenden Krawallen kamen bei Auseinandersetzungen zwischen Demonstranten und Sicherheitskräften bis zum 29. Januar über 50 Menschen um Leben. Die UN gaben den Tod von 53 Menschen an.
Infolge der Ereignisse rief Staatspräsident Mursi am 27./28. Januar in Port Said, Sues und Ismailia den Ausnahmezustand und eine damit verbundene nächtliche Ausgangssperre für einen Zeitraum von 30 Tagen aus, doch setzten sich die Unruhen fort.
Gleichzeitig lud Mursi die Opposition in einer Fernsehansprache für den 28. Januar zu Gesprächen ein. Die ägyptische Opposition lehnte in Teilen Mursis Gesprächsangebot ab. Mohamed el-Baradei schrieb auf Twitter, ein Dialog sei Zeitverschwendung, solange Mursi nicht die Verantwortung für die Gewalt übernehme und die Bildung einer Regierung der nationalen Rettung sowie eines ausgewogenen Verfassungsausschusses zusichere. Auch der ebenfalls der oppositionellen Heilsfront angehörende Linke Hamdin Sabahi lehnte einen Dialog ab, wenn nicht das Blutvergießen beendet und die Forderungen des Volkes erfüllt würden.
Am 1. Februar 2013 wurde ein Video veröffentlicht, in dem zu sehen ist, wie Polizisten mit Knüppeln auf einen Mann einprügeln, ihm die Kleidung vom Leib reißen und ihn anschließend zu einem Transporter schleifen. Infolgedessen forderten die Demonstranten und die wichtigsten Oppositionsgruppen den Rücktritt des Staatspräsidenten. Mursi teilte mit, er sei „schmerzerfüllt angesichts dieser schockierenden Bilder“, lehne einen Rücktritt jedoch, anders als sein Innenminister, bestimmt ab.
Der Schura-Rat (Oberhaus), welcher seit der im Juli 2012 vom Verfassungsgericht verfügten Auflösung des Repräsentantenhauses die alleinige Gesetzgebungsbefugnis ausübte, bewilligte zusammen mit dem Kabinett Kandil ein Gesetz, das die Armee vorübergehend über die vom Ausnahmezustand betroffenen Gebiete hinausgehend landesweit mit polizeilichen Befugnissen ausstattete und Soldaten das Recht gab, Zivilisten festzunehmen. Die Armee erhielt somit vorübergehend auch das Recht, Ausgangssperren und Demonstrationsverbote zu verhängen. Zudem wurde die Festnahme aller Mitglieder des „Schwarzen Blocks“ angeordnet, einer erstmals bei den Protesten zum zweiten Jahrestag der Revolution in Erscheinung getretenen Gruppe unter den Demonstranten, die nach Angaben der Staatsanwaltschaft bei den Krawallen im Januar besonders auffällig geworden war und unter dem Verdacht stand, eine terroristische Vereinigung mit dem Ziek gebildet zu haben, die islamistische Regierung zu stürzen.

#### Wissenschaftliche Bewertung der Vorwürfe gegen Mursi
Stephan Roll gab für die Stiftung Wissenschaft und Politik am 29. Januar 2013 in Bezug auf die wichtigsten Punkte der heftigen Kritik an Präsident Muhammad Mursi eine die komplexe Sachlage in Ägypten berücksichtigen sollende Einschätzung:
- Sowohl von der ägyptischen Opposition als auch im Ausland wurde Mursi scharf kritisiert, er habe sich im November 2012 per Dekret über das Gesetz gestellt und hierdurch ein absehbares Eingreifen der Judikative in den Verfassungsgebungsprozess unterbunden und durch die Aufhebung der Gewaltenteilung gegen demokratische Grundregeln verstoßen.[326]

Roll bezeichnete den Vorwurf als nicht „ganz stimmig“. Da Ägypten bis zu diesem Zeitpunkt keine Demokratie sei und weite Teile der Judikative dem autoritären Mubarak-Regime entstammten, reichten die üblichen demokratischen Maßstäbe für eine angemessene Bewertung nicht aus. Mursis Vorgehen hätte zwar besser kommuniziert werden müssen, doch seien die Maßnahmen allerdings von Anfang an zeitlich befristet gewesen und nach Inkrafttreten der neuen Verfassung stehe der Präsident auch nicht mehr über dem Gesetz. Deshalb dürfe Mursis Einfluss auf Gerichtsprozesse wie den zur Aufarbeitung des Fußball-Massakers in Port Said nicht überbewertet werden.
- Mursis wurde vorgeworfen, nicht mit der Opposition zu verhandeln und die von der Opposition und westlichen Regierungen geforderte „Inklusion aller politischen Kräfte“ in den Verfassungsgebungsprozess vernachlässigt zu haben:[326]

Roll bestätigte einerseits, dass Mursi seit Beginn seiner Präsidentschaft zu wenig auf die nicht-islamistische Opposition zugegangen sei, die er sowohl im Verfassungsgebungsprozess als auch bei der Regierungsbildung hätte versuchen müssen, glaubwürdig einzubeziehen. Andererseits habe die Opposition dies Mursi auch selbst erschwert, wie mit dem wenig konstruktiven Boykott der verfassunggebenden Versammlung durch die Opposition ab September 2012. Zudem sei die neue Verfassung ohnehin bereits ein Kompromiss zwischen völlig konträren Positionen. In ihr würden nicht nur wichtige Positionen säkularer, liberaler und linker Parteien und Gruppierungen, sondern ebenso fundamentalistischen Positionen des salafistischen Spektrums, das einen nicht unwesentlichen Teil der Bevölkerung repräsentiert, fehlen oder beschränkt enthalten sein. Teile der Opposition, die sich in der „Nationalen Heilfront“ zusammengeschlossen haben, würden dagegen Maximalforderungen vertreten, die ohne Gesichtsverlust des Präsidenten nicht umzusetzen seien.
- Der mit der Zeit zentral erhobene Vorwurf der Opposition bestand darin, Mursi sei nicht der Präsident aller Ägypter, sondern der Muslimbrüder:[326]

Roll bestätigt einerseits, dass Mursi den Wahlsieg nicht genutzt habe, um über Parteigrenzen hinweg und von politikverdrossenen Teilen der Bevölkerung unterstützt zu werden, sondern seine politischen Entscheidungen vor allem mit zentralen Führungspersonen der Muslimbruderschaft abgestimmt habe. Selbst knappe Wahlsiege seien in demokratischen Wahlen jedoch andererseits keine Seltenheit und die Wahl sei für ägyptische Verhältnisse frei und fair gewesen, was auch vom überwiegenden Teil der Opposition akzeptiert werde.
- Mursi wurde vorgeworfen, sich mit dem Militär verbündet zu haben. Zudem wurde die Auswechslung eines Großteils der Militärführung durch Mursi im August 2012 als Entmachtung des Militärs interpretiert:[326]

Roll bestätigte einerseits die Auswechslung von Teilen der Militärführung. Andererseits habe die neue Verfassung aber gezeigt, dass das Militär eine weitgehende Autonomie behielt und Mursi nicht ohne Weiteres Einfluss auf interne Angelegenheiten der Streitkräfte, wie beispielsweise in Personal- oder Finanzfragen, ausüben konnte. Er schloss daraus auf ein Machtteilungsarrangement zwischen der Muslimbruderschaft und der Militärführung. Dieses Arrangement sei zwar für einen demokratischen Staat hoch problematisch und die Kritik der Opposition daran berechtigt, doch sei es fraglich, ob eine Entmachtung des Militärs in der gegebenen Situation möglich gewesen wäre.
- Für viele westliche Kritiker Mursis war der Vorwurf am problematischsten, dass Mursi ein Antisemit sei:[326]

Roll bestätigt, dass Mursi in seiner Vergangenheit als Funktionär der Muslimbruderschaft durch antisemitische Äußerungen aufgefallen war und dies später damit gerechtfertigt hatte, dass seine Äußerungen im Kontext seiner Kritik an Israels Politik gegenüber den Palästinensern gesehen werden müssten. Andererseits seien Mursis Äußerungen in der ägyptischen Mehrheitsgesellschaft nicht als Problem gesehen worden, sondern fanden im Gegenteil die Unterstützung weiter Teile der nicht-islamistischen Opposition. Mursi müsse aber vielmehr an seinen konkreten Handlungen gemessen werden, nach denen er sich gegenüber Israel äußerst pragmatisch gezeigt habe und im Gaza-Konflikt zwischen Israel und der Hamas einen Waffenstillstand vermitteln konnte, zumal er im Gegensatz zu Husni Mubarak auch das Vertrauen der palästinensischen Hamas genieße und dem Westen beim Voranbringen des Nahost-Friedensprozesses behilflich sein könne.

### Unruhen Ende Juni/Anfang Juli 2013
Die Massendemonstrationen vom 30. Juni 2013 und die Entmachtung von Präsident Mursi beruhten maßgeblich auf dem Wirken von Mubarak-Anhängern, von ägyptischen Geheimdiensten und der ägyptischen Armee. Die Mitglieder dieser als „Säulen der Macht“ angesehenen Kreise hielten sich seit der ägyptischen Revolution von 2011 zurück und warteten auf die Gelegenheit einer Rückkehr in ihre Machtpositionen.

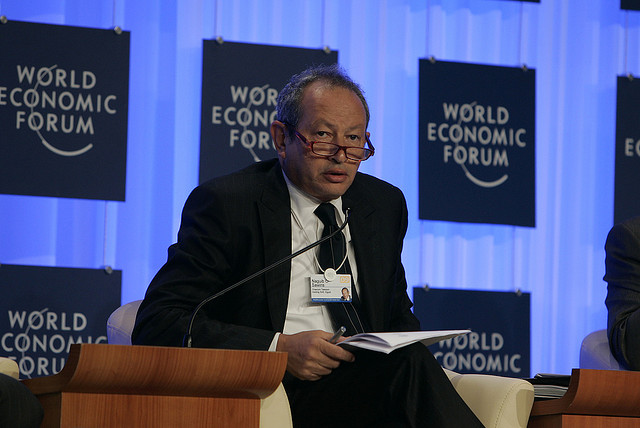
Der als „reichster Mann Afrikas“ bekannte Naguib Sawiris verließ das Land nach Anklage wegen Korruption und Vorteilsnahme und kehrte unmittelbar nach dem Putsch zurück.

Die Absetzung des Präsidenten Mursi durch das ägyptische Militär Anfang Juli 2013 erfolgte zwar nach politischem Druck durch Demonstrationen und Protestaktionen. Die Entscheidung zum Sturz Mursis traf die Militärführung jedoch bereits Tage vor den Massenprotesten. Im Hintergrund wirkten letztendlich etablierte Interessengruppen wie die Unternehmerelite, die über Monate hinweg auf das politische Scheitern der Muslimbruderschaft hingearbeitet hatten. Es wurde angezweifelt, dass die Unterschriftenaktion gegen Mursi tatsächlich von einem Netzwerk von Jugendaktivisten allein organisiert worden sein kann. Es existieren Berichte, nach denen die Initiative vom Militär und den Geheimdiensten unterstützt wurde. Der Darstellung der Organisatoren von Tamarod nach sollte das Netzwerk angeblich in weniger als drei Monaten 22 Millionen Ägypter veranlasst haben, den sofortigen Rücktritt des Staatspräsidenten zu fordern, doch wurden die Unterschriften der Aktion, welche die entscheidenden Massenproteste ausgelöst hatte, von keiner unabhängigen Kraft gezählt. Stattdessen trat der als reichster Mann Ägyptens geltende Unternehmer Naguib Sawiris, ein Angehöriger der koptischen Christen, in seinem Fernsehsender ONTV auf und gab an, er habe Tamarod die Infrastruktur seiner Muslimbruderschaft-kritischen Partei der Freien Ägypter für die Organisation ihrer Aktion zur Verfügung gestellt. Auch die Verfassungsrichterin Tahani al-Gebali, eine Juristin aus der Mubarak-Zeit, hatte sich der New York Times zufolge in die Dienste von Tamarod gestellt und bei der Formulierung der Forderungen geholfen. Schon ein Jahr vor dem Putsch hatte die New York Times berichtet, dass die Spitzenrichterin Gebali mit den führenden Generälen zusammengearbeitet habe, um den Aufstieg der Islamisten zu blockieren.
Die Mursi-Regierung, die in der Bevölkerung abnehmende Unterstützung fand, konnte dem Widerstand dieser Interessengruppen und damit auch der Unternehmerelite nicht standhalten. Beobachter sahen das plötzliche Auftreten von Versorgungsengpässen bei Strom, Benzin und Gas während Mursis letzter Amtstage vor dem Putsch als Hinweis darauf an, dass Anhänger des alten Regimes alles daran setzten, das Volk gegen den Präsidenten aufzubringen. Die Masse der Menschen demonstrierte Ende Juni 2013 gegen die Regierung nicht aufgrund von beeinträchtigten Menschenrechten wie Polizeifolter verhafteter Oppositioneller oder beschränkter Pressefreiheit, sondern aufgrund von Versorgungsengpässen wie Strom- und Wasser-Ausfällen, Lebensmittelteuerung und Benzinverknappung sowie aufgrund von Arbeitslosigkeit. Der Umstand, dass seit dem Putsch unvermittelt wieder Benzin an den Tankstellen zur Verfügung stand, die Stromausfälle endeten und auch die Polizei, die Mursi während seiner Präsidentschaft ein Jahr lang offen boykottiert und so den rapiden Anstieg der Straßenkriminalität befördert hatte, wieder ihre Arbeit aufnahm, wurde als Hinweis gedeutet, dass der Militärputsch lange vorausgeplant war und die Entmachtung der Rückkehr des alten Systems diente. In gleicher Weise wurde auch die von Beobachtern konstatierte, ungewöhnlich hohe Aktivität des Inlandsgeheimdienstes in der betroffenen Phase gewertet und die Nachricht, dass bereits einen Tag nach dem Putsch mehrere Großinvestitoren angekündigt haben, wieder in Ägypten zu investieren. Darunter auch Naguib Sawiris, der versprach, seine Familie werde „in Ägypten investieren wie niemals zuvor“.

#### Antiregierungsaktionen

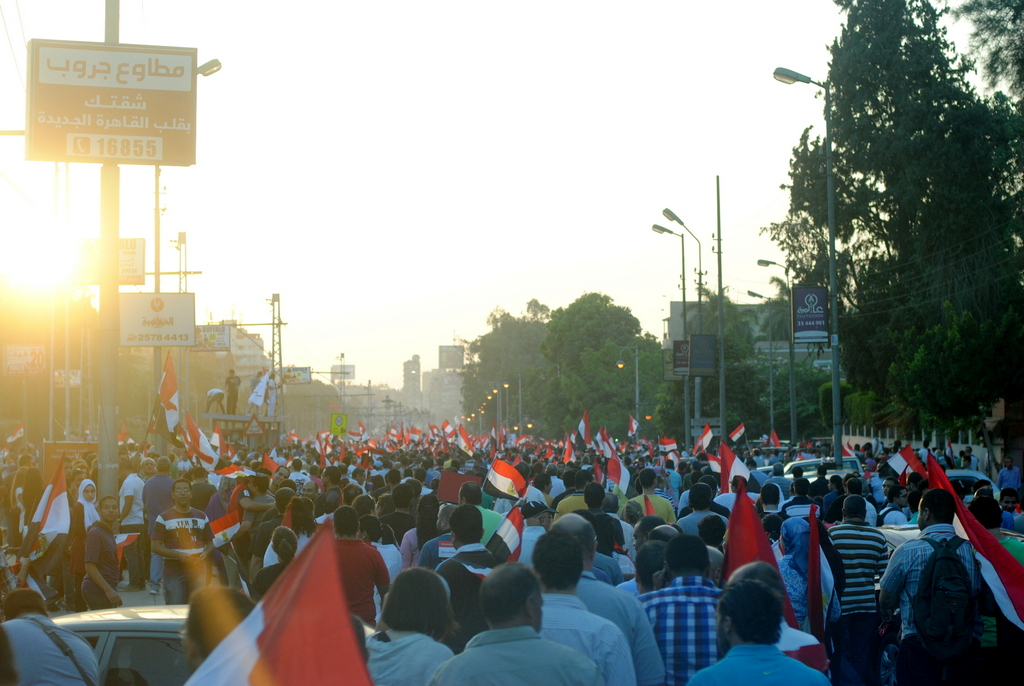
Anti-Mursi-Protestmarsch in Kairo am 28. Juni 2013

Anti-Mursi-Graffiti auf einer Wand in Kairo am 2. Juli 2013

Ende Juni 2013 verstärkten sich die andauernden Proteste gegen Mursis Politik erneut. Ein Auslöser war, dass Mursi am 17. Juni neue Gouverneure für 17 der 27 ägyptischen Gouvernements ernannt hatte, von denen sieben der islamistischen Muslimbruderschaft angehörten. Insbesondere wurde gegen die Ernennung Adel al-Chajats, eines früheren Mitglieds der ehemaligen Terrorgruppe Gamaa Islamija, zum Gouverneur für die Tourismusregion Luxor protestiert. Kritiker fürchteten eine vollständige Machtübernahme der Muslimbrüder und negative Folgen für den Tourismus.
Eine allgemeine Anspannung der Lage in Ägypten ging auf die massiven wirtschaftlichen Probleme Ägyptens zurück, die dazu führten, dass viele Bürger arbeitslos waren, kaum genug Geld für Lebensmittel hatten, und das Alltagsleben durch Versorgungsengpässe wie etwa durch Benzinknappheit erschwert wurde. Viele Ägypter machten die regierende Partei Mursis für den Anstieg von Arbeitslosigkeit, Kriminalitätsrate und Lebensmittelpreise und den Ende Juni herrschenden Mangel an Benzin sowie die lückenhafte Stromversorgung verantwortlich. Die Gegner Mursis warfen ihm vor, allein die Interessen der Muslimbruderschaft zu vertreten. Zudem kritisieren sie, dass er es nicht geschafft habe, die Wirtschaft wieder in Gang zu bekommen, um die Inflation zu bekämpfen. Zudem sei die für Ägypten bedeutende Tourismusindustrie weiterhin eingebrochen. Mursi führte die Probleme auf die Hinterlassenschaften des alten Regimes und die Störversuche der Opposition zurück und entgegnete den Vorwürfen: „Für Wirtschaftswachstum brauchen wir politische Stabilität.“ Bereits seit deinem Amtsantritt war Mursi wegen seiner Wirtschaftspolitik und seines als zunehmend autoritär wahrgenommenen Regierungsstils immer stärker kritisiert worden.
Am 29. Juni 2013 wurde der Tod mehrerer Menschen bei Angriffen auf Büros der Muslimbrüder in mehreren Städten gemeldet.
Die Kampagne Tamarod, die nach unüberprüften eigenen Angaben im Rahmen eines Protestaufrufs über 22 Millionen Unterschriften für den Rücktritt von Mursi und eine vorgezogene Präsidentschaftswahl gesammelt haben wollte, rief am 30. Juni 2013 auch zu Massenprotesten anlässlich des ersten Jahrestages von Mursis Amtsübernahme auf. Nach Medienberichten von Februar 2014 räumten die Anführer der vom koptischen Milliardär Naguib Sawiris finanzierten und bis in ihre Organisationsspitze hinein von der ägyptischen Staatssicherheit infiltrierten Tamarod-Bewegung später ein, dass die Anzahl dieser bei keiner unabhängigen Stelle vorgelegten oder von einer solchen zertifizieren Petitions-Unterschriften gegen Mursi nicht 22 Millionen, sondern maximal 8,5 Millionen betragen hatte.
Am 30. Juni 2013, dem ersten Jahrestag von Mursis Amtsantritt als Staatspräsident, kam es in Ägypten mit mehr als einer Million Protestteilnehmern zu den größten Demonstrationen seit dem Sturz Husni Mubaraks, auf denen sein Rücktritt gefordert wurde. Aus Armeekreisen wurde behauptet, es könnten bis zu 14 Millionen Menschen an den Protesten teilgenommen haben. Aktivisten bezeichneten die Proteste als größte politische Kundgebung in der Geschichte der Menschheit und gaben mehr als 30 Millionen Teilnehmer an. Bis ins Jahr 2014 kursierte die von Beobachtern als völlig unrealistisch erachtete Anzahl von über 30 Millionen Anti-Mursi-Demonstranten am Vorabend des Militärputsches in den Öffentlichkeit.

#### „Ultimatum“ vonTamarod
Tamarod forderte Mursi am 1. Juli 2013 in einem „Ultimatum“ auf, bis zum 2. Juli um 17 Uhr „die Macht abzugeben und es den Behörden zu ermöglichen, eine vorgezogene Präsidentschaftswahl zu organisieren“ und drohte anderenfalls mit „einer Kampagne des vollständigen zivilen Ungehorsams“.

## Militärputsch

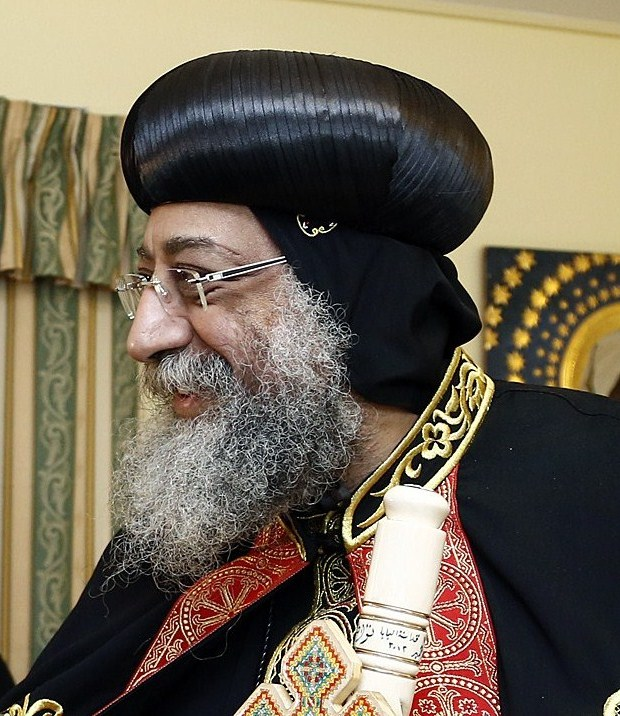
Tawadros II. (Koptischer Papst)
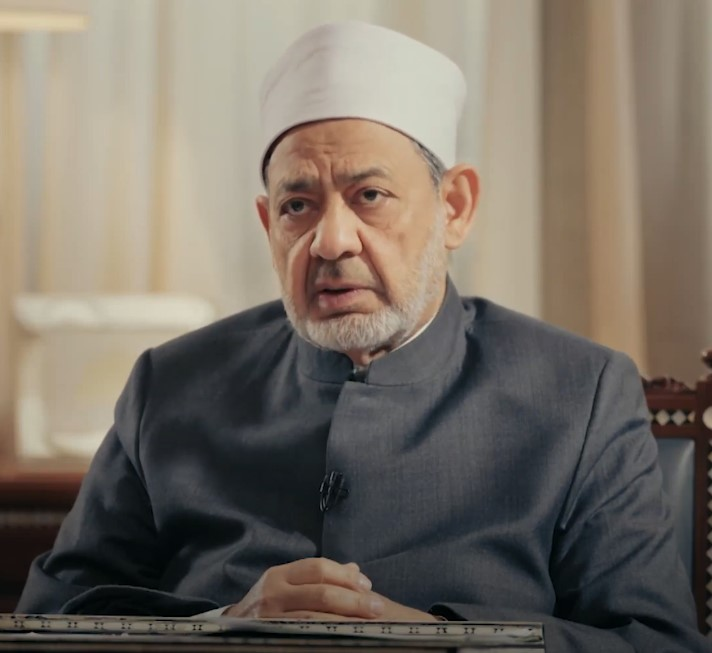
Ahmed Tayeb (Scheich al-Azhar)
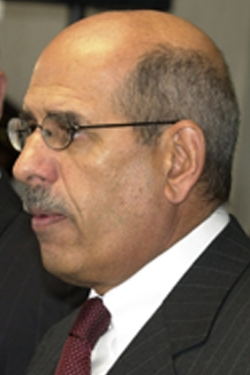
Mohammed el-Baradei (Nationale Heilsfront-Chef)

Anders als im Februar 2011 trat die Armee während des Militärputsches nicht als Machtinhaber auf, sondern präsentierte sich als das Alte beendende und das Neue ermöglichende Instanz. Dem Generalstabschef Sisi standen bei seiner Ansprache zum Putsch die Oberhäupter der koptischen Kirche, der islamischen al-Azhar-Institution, der linksliberale Oppositionsführer Mohammed el-Baradei, die Initiatoren der Tamarod-Bewegung und selbst die Salafisten der radikal-islamistischen Nur-Partei (Nur-Partei) zur Seite.
Nach dem Putsch gegen Mursi wurde eine Rückkehr der alten Eliten beobachtet, die sich zunächst noch hinter der Militärführung hielten, jedoch bereits die Wiederherstellung der alten wirtschaftlichen Verhältnisse anstrebten. In der vom Militär nach dem Putsch eingesetzten Interimsregierung waren vorwiegend Politiker und Technokraten vertreten, die dem Unternehmerlager nahestanden, so dass Interessenwahrung der Großunternehmer im weiteren Verlauf des politischen Übergangsprozesses personell angelegt war. Der Interimsregierung gehörten nach dem Putsch wieder viele bekannte Persönlichkeiten aus der Mubarak-Ära an – eine Ministerin war schon unter Mubarak Mitglied der Führungsriege der damaligen Regierungspartei. Auch die meisten Provinz-Gouverneure stammten wie unter Mubarak wieder aus dem Polizei- und Militärapparat. Der neuen, faktisch von Armeechef Abd al-Fattah as-Sisi geführten Allianz gehörten zudem die Wirtschaftseliten und ein großer Teil der Politiker an, die nach der Revolution prominent geworden waren. Sisi selbst wurde schnell für eine Präsidentschaftskandidatur vorgeschlagen und diskutiert. Zugleich verstärkte sich mit der vorläufigen Freilassung von Husni Mubarak der Eindruck, dass sämtliche staatlichen Institutionen hinter diesem standen und halfen, Beweise für in seiner Verantwortung stehende Verbrechen zu vernichten oder zu verdecken, während der gesamte Staatsapparat gegen Mursi arbeitete.

### Putschverlauf
Nach gewalttätigen und bewaffneten Attacken von „Regierungsgegnern“ am 30. Juni 2013 gegen die Zentrale der Muslimbruderschaft, der Stürmung, Plünderung und Inbrandsetzung des Hauptsitzes der Muslimbruderschaft durch „Regierungsgegner“ und der Inbrandsetzung der Zentrale der Wasat-Partei in Kairo am 1. Juli 2013 durch sogenannte „Demonstranten“ starben vom 30. Juni bis zum Nachmittag des 1. Juli nach offiziellen Angaben landesweit 16 Menschen, davon acht bei Auseinandersetzungen und Schießereien vor dem Hauptquartier der Muslimbruderschaft in Kairo.
Das ägyptische Militär stellte daraufhin ein Ultimatum und forderte die politische Führung des Landes dazu auf, „den Konflikt binnen 48 Stunden [zu] lösen und die Forderungen des Volkes [zu] erfüllen“.
Vor der Universität Kairo versammelten sich daraufhin tausende Islamisten, um gegen das von dem Militär gestellte Ultimatum zu protestieren. Es kam zu „schweren Zusammenstößen zwischen Anhängern Mursis und Sicherheitskräften“. In der Nacht auf den 3. Juli forderten Auseinandersetzungen nach offiziellen Angaben insgesamt mindestens 22 Tote, die meisten davon bei einem einzigen Vorfall in der Nähe der Universität Kairo, bei dem 16 Menschen ums Leben kamen.
Am 3. Juli 2013 übernahm das Militär mit Ablauf des Ultimatums die Macht in Ägypten und umzingelte mit Armeepanzern den Präsidentenpalast. Am Abend kam es bei den beiden großen Pro-Mursi-Kundgebungen in Nasr City und nahe der Universität von Kairo sowie in Heliopolis zu einem massiven Truppenaufgebot.

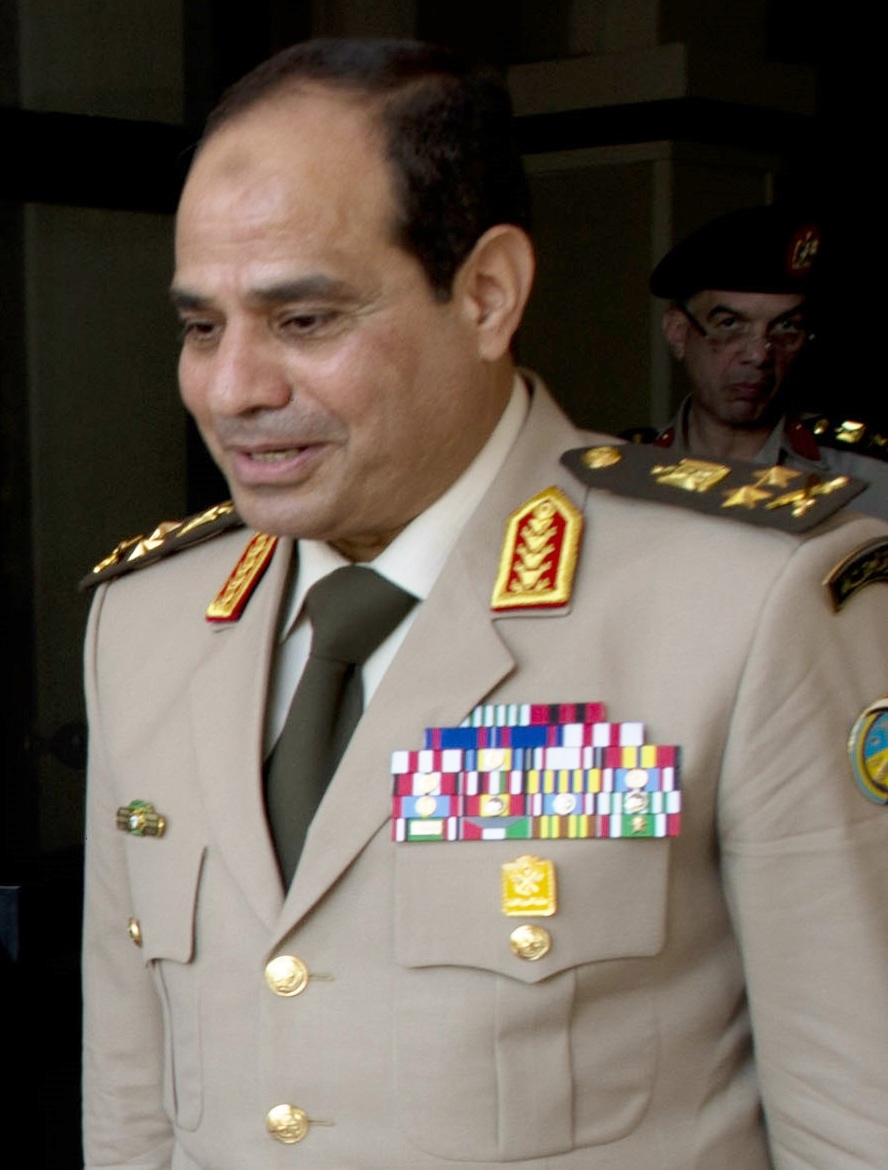
Abd al-Fattah as-Sisi galt als führende Figur hinter dem Militärcoup und der Einsetzung der zivilen Übergangsregierung und als De-facto-Machtinhaber in Ägypten nach dem Putsch.

Verteidigungsminister und Militärchef Abd al-Fattah as-Sisi verlas am Abend des 3. Juli eine Stellungnahme im Fernsehen, in Gegenwart und mit Zustimmung des muslimischen Topklerikers und Großimams der al-Azhar-Moschee Ahmed Tayeb, des Papstes der ägyptischen koptischen Kirche Tawadros II. und des Oppositionsführers Mohammed el-Baradei, mit denen er sich vor Ablauf des Militärultimatums in einem Treffen beraten hatte.
Das Militär hatte demnach die ägyptische Verfassung außer Kraft gesetzt, den demokratisch gewählten Staatspräsidenten Mohammed Mursi abgesetzt, den Präsidenten des Obersten Verfassungsgerichts, Adli Mansur, als Interimspräsidenten des Landes eingesetzt, und zusammen mit Politikern und anderen öffentlichen Personen einen politischen „Fahrplan“ beschlossen.
Die Ankündigungen Sisis aus der TV-Rede als politische road map beinhalteten die Bildung einer „starken und fähigen“ Regierung, die „weitgehende Befugnisse“ haben und „alle nationalen Kräfte“ einschließen werde, wobei Ägypten eine aus Technokraten Interimsregierung erhalten solle, die Bildung eines Gremiums, das die mit dem Putsch außer Kraft gesetzte Verfassung überarbeiten soll sowie am Ende des Übergangsprozesses vorgesehene Neuwahlen, sowohl für die Präsidentschaft als auch für das Parlament. Wörtlich versicherte Sisi in seiner Erklärung: „die Armee will nicht an der Macht bleiben.“
Damit war Mursi nicht weiter im Amt des Staatspräsidenten, sondern Ägypten wurde von einer Übergangsregierung unter der Kontrolle des Militärs und unter Vorsitz des Präsidenten des Verfassungsgerichtes beherrscht. Mursi wurde vom 3. Juli 2013 bis zu Beginn eines gegen ihn gerichteten Prozesses am 4. November 2013 an einem nicht bekannt gegebenen Ort festgehalten.

### Folgeereignisse
Die US-amerikanische Regierung vermied die Bezeichnung Putsch, ebenso wie die neuen ägyptischen Machthaber.
Seit dem Sturz Mursis durch das Militär vom 3. Juli 2013 stellten sich die ägyptischen Massenmedien, die noch berichten durften, einhellig auf die Seite des Militärs und gegen die Muslimbrüder. Pro-islamistische Fernsehsender wurden geschlossen, Journalisten festgenommen oder eingesperrt und ihre technische Ausrüstung beschlagnahmt. Journalisten, die positiv von den Pro-Mursi-Demonstrationen berichten, gerieten unter Druck. Die Sichtweise der Muslimbrüder wurde nach dem Putsch von den ägyptischen Medien nahezu völlig ignoriert. Die Armee etablierte sich wieder fest als permanente überpolitische Kontrollinstanz.

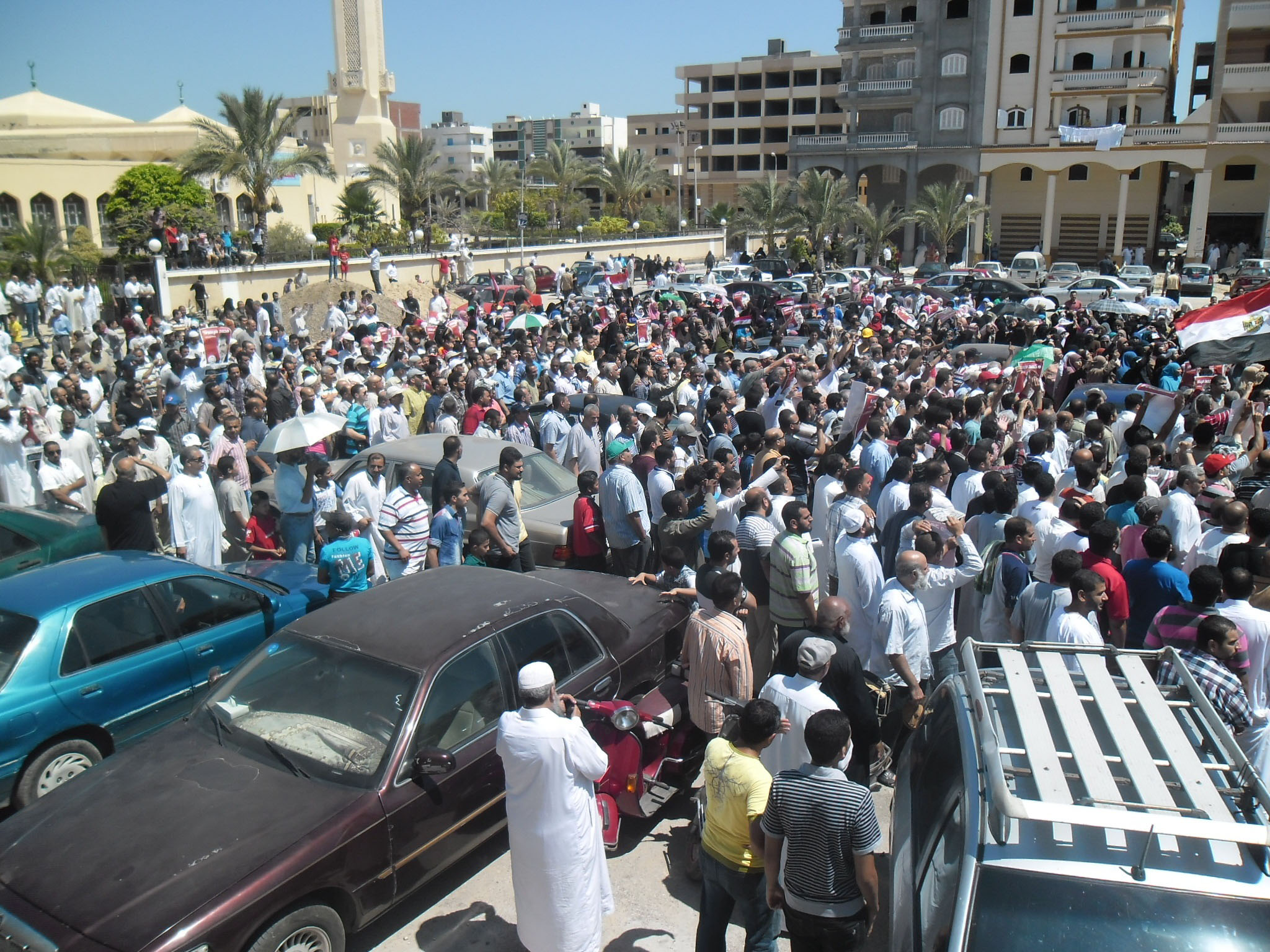
Pro-Mursi-Demonstranten in Damiette am 5. Juli 2013

Nach dem Sturz von Präsident Mohammed Mursi setzen die ägyptischen Sicherheitsbehörden die Islamisten massiv unter Druck. Die große Anzahl an Verhaftungen, die Intransparenz der Behörden und die Geschwindigkeit der Ereignisse trugen dazu bei, dass ägyptische Menschenrechtsorganisationen Schwierigkeiten hatten, die Verhaftungen und sonstige repressive Maßnahmen zu dokumentieren. Beobachter vermuteten, dass Vertreter des Innenministeriums versuchten, eigene Vergehen den Muslimbrüdern anzulasten. Gamal Eid, Direktor von Arabic Network for Human Rights Information (ANHRI), kritisierte, dass das Innenministerium selbst Fehler aus der Zeit unter Mubarak abstritt und stattdessen jegliches Verschulden den Muslimbrüdern zurechnete. Es kam zum einen zu Festnahmen von Führungsmitgliedern und zum anderen zu willkürlichen Massenverhaftungen von Unterstützern der Islamisten. Vom 30. Juni bis zum 5. Juli 2013 erhöhte sich die Zahl der Toten auf 90.
Der am 4. Juli 2013 als Interimspräsident vereidigte Adli Mansur löste am 5. Juli in seinem ersten Dekret das bisherige Übergangsparlament, den Shura-Rat auf, in dem Muslimbrüder und Salafisten eine Zweidrittelmehrheit besaßen. Zudem ernannte Mansur einen neuen Geheimdienstchef. Später legte Mansur einen Zeitplan vor, der zunächst die Überarbeitung der Verfassung und anschließend Parlamentswahlen innerhalb von sechs Monaten vorsah. Nach dem Zusammentreten des Parlaments sollten dann Präsidentschaftswahlen folgen.

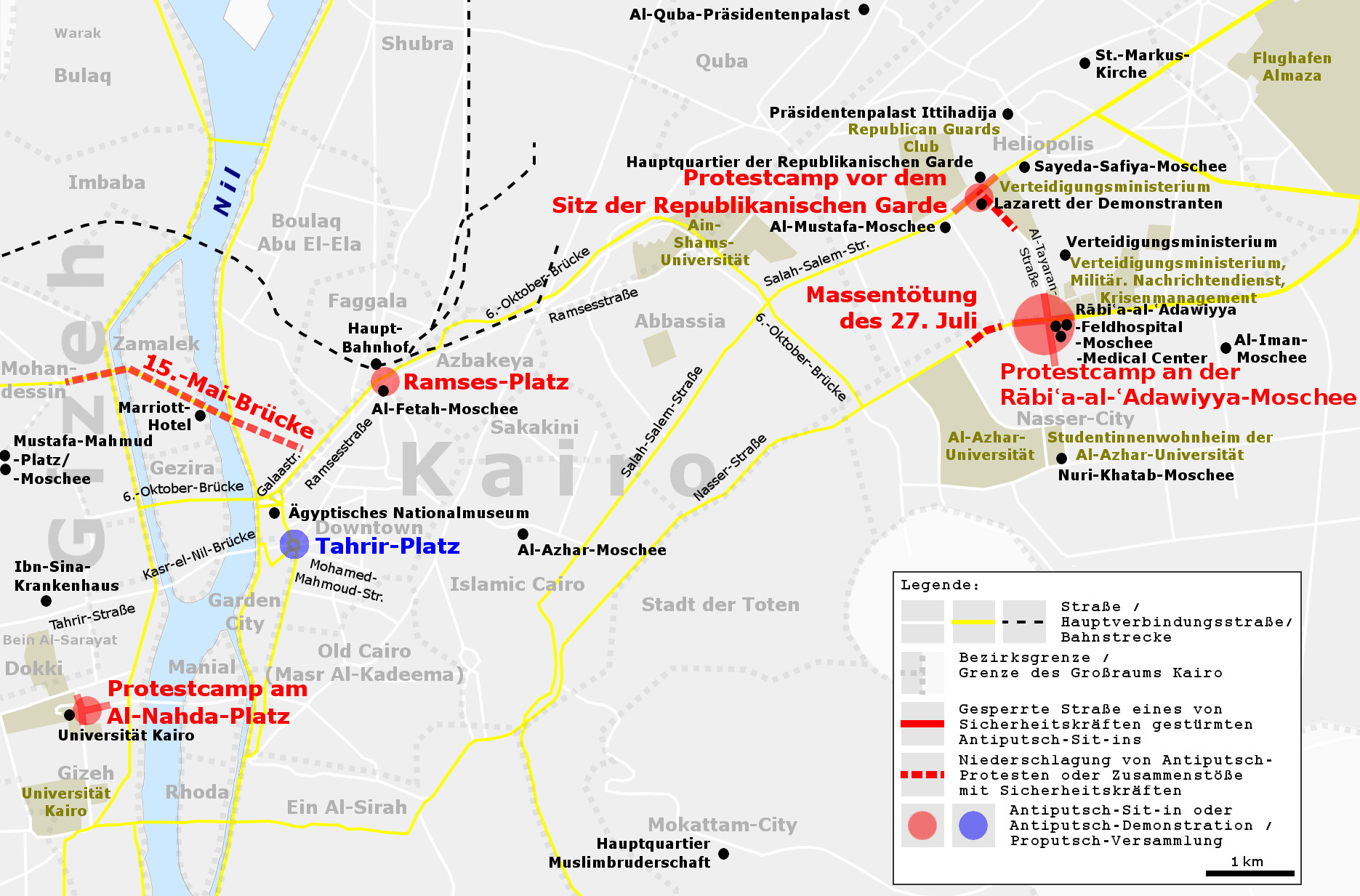
Ausgewählte Orte im Zusammenhang mit blutig niedergeschlagenen Protesten von Pro-Mursi-Demonstranten (rot) in Kairo nach dem Militärputsch vom 3. Juli 2013:
8. Juli: Protestcamp auf dem Gelände der Republikanischen Garde
27. Juli: Protestcamp vor der Rābiʿa-al-ʿAdawiyya-Moschee
14. August: Protestcamps vor der Rābiʿa-al-ʿAdawiyya-Moschee und am Al-Nahda-Platz
16. August: Ramses-Platz und 15.-Mai-Brücke
6. Oktober: u. a. Märsche von Dokki und Ramses-Platz (mit Al-Fetah-Moschee) zum Tahrir-Platz

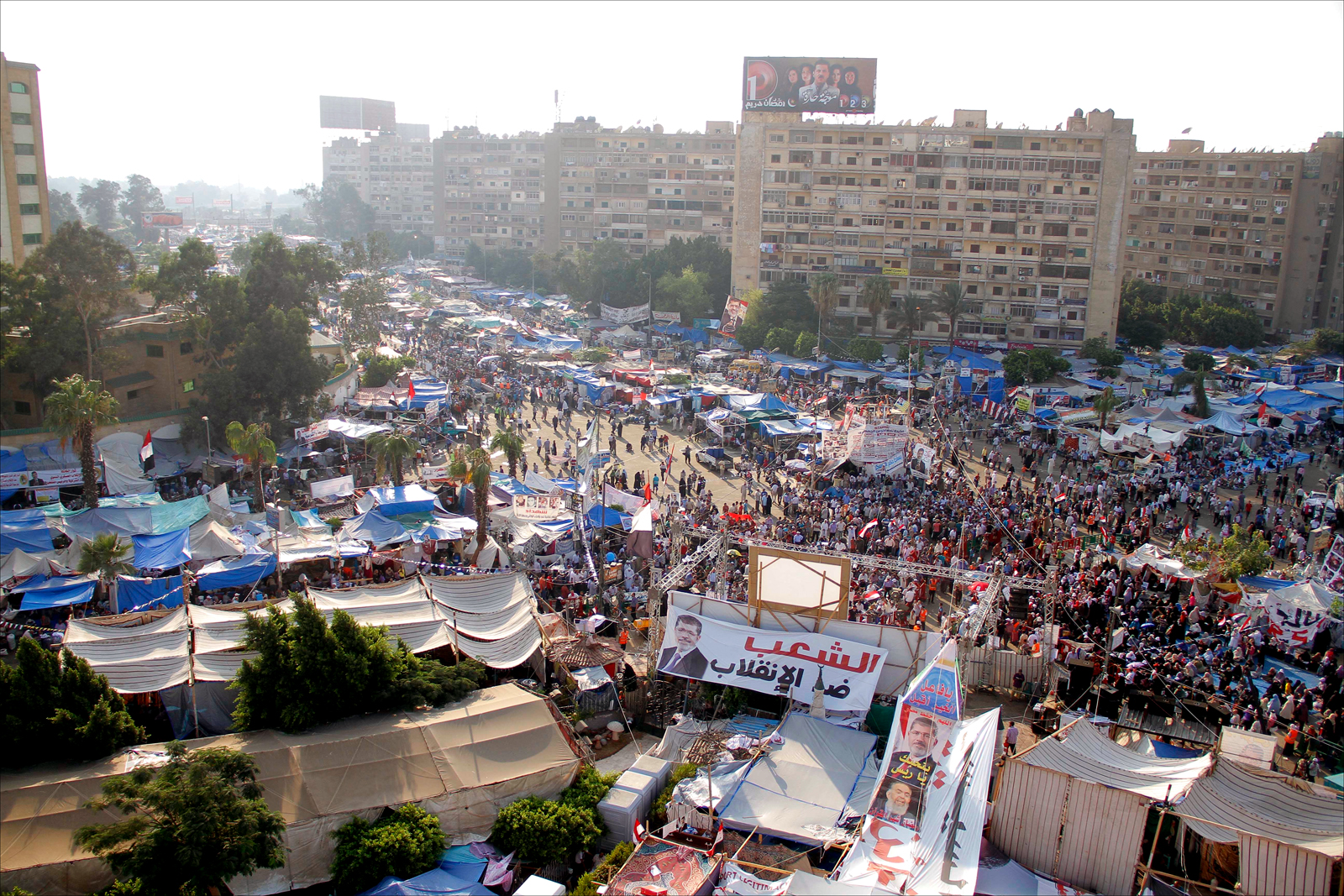
Das Anti-Putsch-Sit-in an der Rābiʿa-al-ʿAdawiyya-Moschee, wo bereits seit über einem Monat Pro-Mursi-Demonstranten in Zelten übernachteten, vor der Stürmung durch die Sicherheitskräfte.

Am 8. Juli 2013 erfolgte die Massentötung von über 50 Mursi-Anhängern des Protestcamps vor dem Hauptquartier der Republikanischen Garde durch ägyptische Sicherheitskräfte, bei der auch zwei Polizisten und ein Soldaten ums Leben kamen. Nach westlicher Einschätzung handelte es sich um das bis dahin „blutigste staatlich geführte Massaker seit dem Sturz von Husni Mubarak“ und um „einen der blutigsten Vorfälle in der jüngeren Geschichte Ägyptens“. Die ultrakonservative Partei des Lichts der radikal-islamistischen Salafisten, die bis dahin auf Seiten der Anti-Mursi-Allianz stand, erklärte daraufhin ihren Rückzug aus den Verhandlungen über eine Übergangsregierung und begründete die Entscheidung als Reaktion auf das „Massaker“.

### Installation einer Übergangsregierung durch das Militär

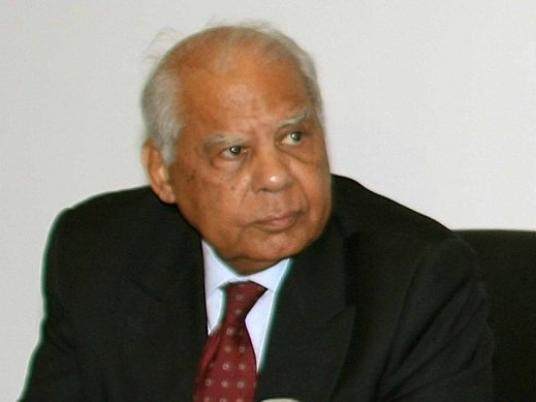
Hasim al-Beblawi wurde nach dem Putsch vom Militär als Interims-Premierminister Ägyptens eingesetzt.

In der Nacht auf den 16. Juli 2013, an dem die Vereidigung der Übergangsregierung stattfand, wurden erneut sieben Mursi-Anhänger bei Protesten getötet. Seit dem Militärputsch gegen Staatspräsident Mursi waren zu diesem Zeitpunkt innerhalb von zwei Wochen mindestens 92 Menschen getötet worden.
Durch die Vereidigung der „demokratisch nicht legitimierten Übergangsregierung“ am 16. Juli 2013 erhielt Militärchef Abd al-Fattah as-Sisi einen einflussreichen Posten in der Übergangsregierung und deutlich mehr Befugnisse. Neben dem Verteidigungsressort übernahm er nun auch den Posten des ersten Stellvertreters von Interims-Ministerpräsident Hasim al-Beblawi.
Der bereits am 9. Juli 2013 als Interimsministerpräsident der Übergangsregierung mit Unterstützung der Putschführung eingesetzte „liberale Ökonom“ Hasim al-Beblawi hatte bereits 2011 drei Monate als sozialdemokratischer Finanzminister amtiert, ehe er wegen eines Massakers von Sicherheitskräften an Demonstranten zurückgetreten war.
Die 33 Mitglieder des Kabinetts gehörten überwiegend dem liberalen politischen Lager an oder waren nicht parteigebundene Fachleute. Keine der beiden islamistischen Parteien, welche die Vorgängerregierung unter Präsident Mursi gestützt hatten und seit dem Volksaufstand von 2011 gemeinsam fünf Wahlen gewonnen hatten (zwei Parlamentswahlen, eine Präsidentenwahl sowie zwei Verfassungsreferenden), war an der neuen Regierung beteiligt.
Zusammensetzung der militärgestützten Interimsregierung (Kabinett Beblawi):
| Adli Mansur Interims-Präsident | Adli Mansur Interims-Präsident | Adli Mansur Interims-Präsident | Adli Mansur Interims-Präsident | Adli Mansur Interims-Präsident                                                           | Adli Mansur Interims-Präsident                                                           |                                                                                          |                                                                                          | Vakant Interims-Vizepräsident bis 14. August 2013: Mohammed el-Baradei                   | Vakant Interims-Vizepräsident bis 14. August 2013: Mohammed el-Baradei                   | Vakant Interims-Vizepräsident bis 14. August 2013: Mohammed el-Baradei | Vakant Interims-Vizepräsident bis 14. August 2013: Mohammed el-Baradei | Vakant Interims-Vizepräsident bis 14. August 2013: Mohammed el-Baradei | Vakant Interims-Vizepräsident bis 14. August 2013: Mohammed el-Baradei |                                                                    |                                                                    |                                                                    |                                                                    |  |  |                                                                                        |                                                                                        |                                                                                        |                                                                                        |                                                                                        |                                                                                        |
| Adli Mansur Interims-Präsident | Adli Mansur Interims-Präsident | Adli Mansur Interims-Präsident | Adli Mansur Interims-Präsident | Adli Mansur Interims-Präsident                                                           | Adli Mansur Interims-Präsident                                                           |                                                                                          |                                                                                          | Vakant Interims-Vizepräsident bis 14. August 2013: Mohammed el-Baradei                   | Vakant Interims-Vizepräsident bis 14. August 2013: Mohammed el-Baradei                   | Vakant Interims-Vizepräsident bis 14. August 2013: Mohammed el-Baradei | Vakant Interims-Vizepräsident bis 14. August 2013: Mohammed el-Baradei | Vakant Interims-Vizepräsident bis 14. August 2013: Mohammed el-Baradei | Vakant Interims-Vizepräsident bis 14. August 2013: Mohammed el-Baradei |                                                                    |                                                                    |                                                                    |                                                                    |  |  |                                                                                        |                                                                                        |                                                                                        |                                                                                        |                                                                                        |                                                                                        |
|                                |                                |                                |                                |                                                                                          |                                                                                          |                                                                                          |                                                                                          |                                                                                          |                                                                                          |                                                                        |                                                                        |                                                                        |                                                                        |                                                                    |                                                                    |                                                                    |                                                                    |  |  |                                                                                        |                                                                                        |                                                                                        |                                                                                        |                                                                                        |                                                                                        |
|                                |                                |                                |                                | Hasim al-Beblawi Interims-Ministerpräsident (Rücktrittsgesuch eingereicht: Februar 2014) | Hasim al-Beblawi Interims-Ministerpräsident (Rücktrittsgesuch eingereicht: Februar 2014) | Hasim al-Beblawi Interims-Ministerpräsident (Rücktrittsgesuch eingereicht: Februar 2014) | Hasim al-Beblawi Interims-Ministerpräsident (Rücktrittsgesuch eingereicht: Februar 2014) | Hasim al-Beblawi Interims-Ministerpräsident (Rücktrittsgesuch eingereicht: Februar 2014) | Hasim al-Beblawi Interims-Ministerpräsident (Rücktrittsgesuch eingereicht: Februar 2014) |                                                                        |                                                                        | Abd al-Fattah as-Sisi Stellvertretender Interims-Ministerpräsident     | Abd al-Fattah as-Sisi Stellvertretender Interims-Ministerpräsident     | Abd al-Fattah as-Sisi Stellvertretender Interims-Ministerpräsident | Abd al-Fattah as-Sisi Stellvertretender Interims-Ministerpräsident | Abd al-Fattah as-Sisi Stellvertretender Interims-Ministerpräsident | Abd al-Fattah as-Sisi Stellvertretender Interims-Ministerpräsident |  |  | Ziad Bahaa El Din Stellvertretender Interims-Ministerpräsident (bis Mitte Januar 2014) | Ziad Bahaa El Din Stellvertretender Interims-Ministerpräsident (bis Mitte Januar 2014) | Ziad Bahaa El Din Stellvertretender Interims-Ministerpräsident (bis Mitte Januar 2014) | Ziad Bahaa El Din Stellvertretender Interims-Ministerpräsident (bis Mitte Januar 2014) | Ziad Bahaa El Din Stellvertretender Interims-Ministerpräsident (bis Mitte Januar 2014) | Ziad Bahaa El Din Stellvertretender Interims-Ministerpräsident (bis Mitte Januar 2014) |
|                                |                                |                                |                                | Hasim al-Beblawi Interims-Ministerpräsident (Rücktrittsgesuch eingereicht: Februar 2014) | Hasim al-Beblawi Interims-Ministerpräsident (Rücktrittsgesuch eingereicht: Februar 2014) | Hasim al-Beblawi Interims-Ministerpräsident (Rücktrittsgesuch eingereicht: Februar 2014) | Hasim al-Beblawi Interims-Ministerpräsident (Rücktrittsgesuch eingereicht: Februar 2014) | Hasim al-Beblawi Interims-Ministerpräsident (Rücktrittsgesuch eingereicht: Februar 2014) | Hasim al-Beblawi Interims-Ministerpräsident (Rücktrittsgesuch eingereicht: Februar 2014) |                                                                        |                                                                        | Abd al-Fattah as-Sisi Stellvertretender Interims-Ministerpräsident     | Abd al-Fattah as-Sisi Stellvertretender Interims-Ministerpräsident     | Abd al-Fattah as-Sisi Stellvertretender Interims-Ministerpräsident | Abd al-Fattah as-Sisi Stellvertretender Interims-Ministerpräsident | Abd al-Fattah as-Sisi Stellvertretender Interims-Ministerpräsident | Abd al-Fattah as-Sisi Stellvertretender Interims-Ministerpräsident |  |  | Ziad Bahaa El Din Stellvertretender Interims-Ministerpräsident (bis Mitte Januar 2014) | Ziad Bahaa El Din Stellvertretender Interims-Ministerpräsident (bis Mitte Januar 2014) | Ziad Bahaa El Din Stellvertretender Interims-Ministerpräsident (bis Mitte Januar 2014) | Ziad Bahaa El Din Stellvertretender Interims-Ministerpräsident (bis Mitte Januar 2014) | Ziad Bahaa El Din Stellvertretender Interims-Ministerpräsident (bis Mitte Januar 2014) | Ziad Bahaa El Din Stellvertretender Interims-Ministerpräsident (bis Mitte Januar 2014) |
|                                |                                |                                |                                |                                                                                          |                                                                                          |                                                                                          |                                                                                          |                                                                                          |                                                                                          |                                                                        |                                                                        |                                                                        |                                                                        |                                                                    |                                                                    |                                                                    |                                                                    |  |  |                                                                                        |                                                                                        |                                                                                        |                                                                                        |                                                                                        |                                                                                        |
|                                |                                |                                |                                |                                                                                          |                                                                                          |                                                                                          |                                                                                          | 32 Minister                                                                              |                                                                                          |                                                                        |                                                                        |                                                                        |                                                                        |                                                                    |                                                                    |                                                                    |                                                                    |  |  |                                                                                        |                                                                                        |                                                                                        |                                                                                        |                                                                                        |                                                                                        |

Blau: zivil; Gelb: Militär; Grün: zivil und Militär

## Militärgestützte Übergangsregierung – Kabinett Beblawi
Mit dem am 16. Juli 2013 vereidigten Kabinett Beblawi, dem der Militärchef Abd al-Fattah as-Sisi selbst als Verteidigungsminister angehörte, setzte das ägyptische Militär eine anti-islamistische und nicht gewählte Übergangsregierung unter Interimsministerpräsident Hasim al-Beblawi ein, während der Militärchef Sisi als tatsächlich entscheidender machtpolitischer Akteur hinter Putsch und Übergangsregierung angesehen wird.

### Krisenerscheinungen während der Regierung Beblawi

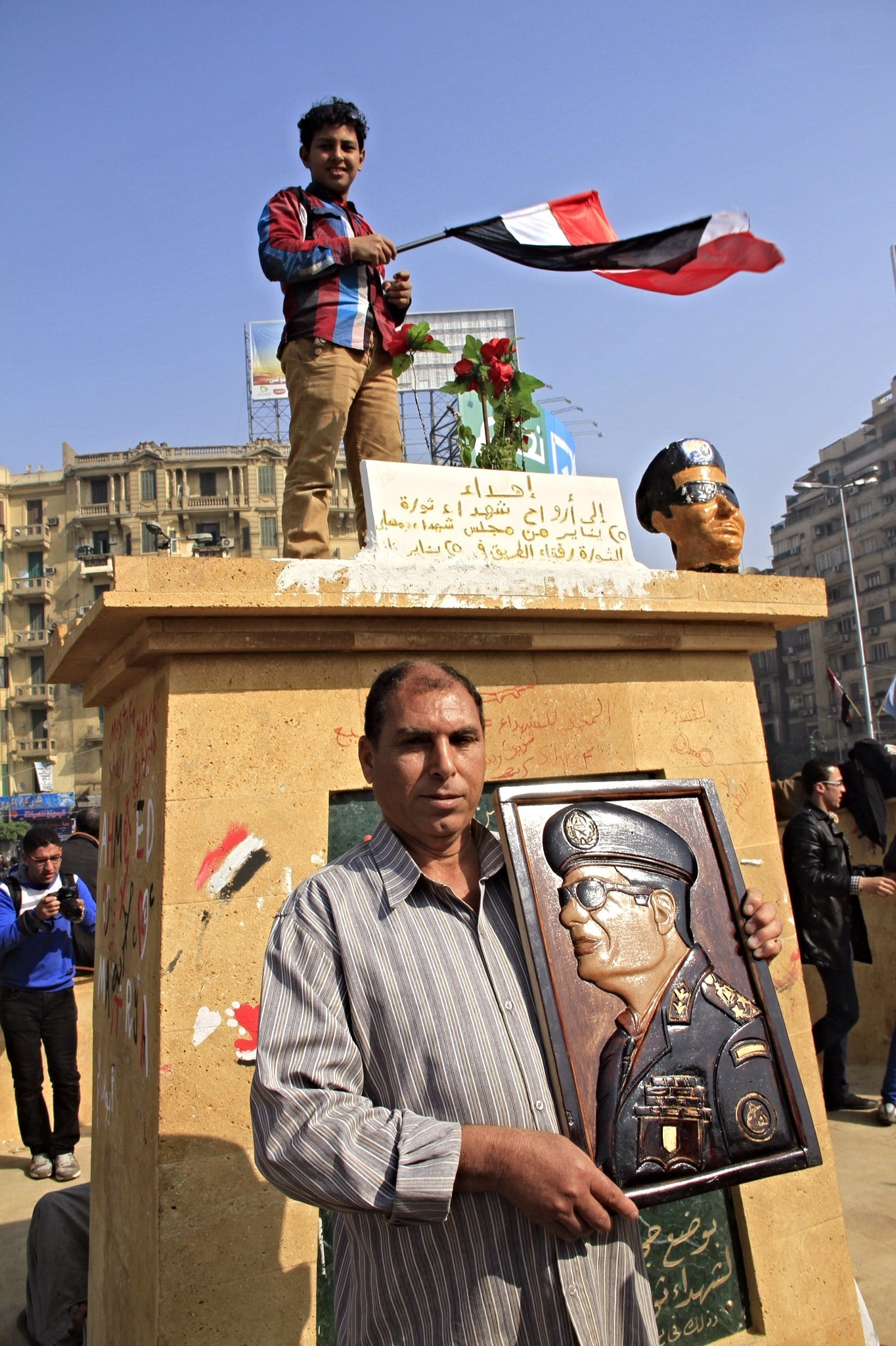
Pro-Sisi-Demonstrant mit Sisi-Porträt auf dem Tahrir-Platz am blutigen dritten Jahrestag des Volksaufstands (25. Januar 2014)

Während der Regierungszeit des Kabinetts Beblawi eskalierte die Staatskrise in Ägypten. Seit dem Putsch hielten Proteste von Gegnern des Putsches, vor allem Unterstützer des gestürzten Präsidenten, an. Es kam zu blutigen Zusammenstößen und Massentötungen, bei denen weit über tausend Menschen, weitgehend zivile Putschgegner und Mitglieder der Muslimbruderschaft, von den Sicherheitskräften erschossen wurden.
Unter anderem ereigneten sich Massentötungen von Demonstranten durch Sicherheitskräfte am 27. Juli 2013 in der Nasr-Straße in Kairo (nach unabhängigen Quellen 95 oder 109 getötete Demonstranten, 1 getöteter Polizist), 14. August 2013 bei der Zerschlagung der Sit-ins der Muslimbruderschaft am Nahda- und am Rābiʿa-al-ʿAdawiyya-Platz in Kairo (nach unabhängigen Quellen bis zu oder über 1000 beziehungsweise 1400 getötete Demonstranten, 9 getötete Polizisten), am 16. August 2013 in Kairo (mindestens 120 Tote, 2 getötete Polizisten) und am 6. Oktober 2013 bei der Auflösung der Märsche von Dokki und Ramses-Platz zum Tahrir-Platz in Kairo (mindestens 57 getötete Demonstranten). Einige der schwerwiegendsten Gewalttaten in Ägypten seit der gewaltsamen Auflösung der zwei Pro-Mursi-Sit-ins am 14. August 2013, die Human Rights Watch „den schwersten Vorfall widerrechtlicher Tötungen in der neueren Geschichte Ägyptens“ genannt hatte, ereigneten sich am 25. Januar 2014, dem dritten Jahrestag des Volksaufstands von 2011, als nach unabhängigen Quellen 108 Menschen, vornehmlich Muslimbrüder, getötet wurden. Den Machthabern wurde Straffreiheit bei Verbrechen gegen Mursi-Anhänger vorgeworfen. Nach Rücktritt des Kabinetts Beblawi erging im März 2014 das erste und bisher einzige Gerichtsurteil im Zusammenhang mit den Aufständen in Kairo vom Sommer 2013 und deren Niederschlagung in oft brutalen Einsätzen der Sicherheitskräfte, bei denen mindestens 1400 Menschen teilweise durch systematische Erschießungen getötet worden waren. Es erfolgte als Haftstrafe gegen einen Polizisten, der für schuldig befunden wurde, den Tod von 37 Untersuchungsgefangenen während des Polizeigewahrsams verschuldet zu haben.
Die militärgestützte Übergangsregierung verhängte Mitte August 2013 einen letztendlich dreimonatigen Ausnahmezustand, der Behörden und Einsatzkräften Sonderrechte beim Vorgehen gegen Proteste und Versammlungen verlieh und die Arbeit der Medien im Land bei gleichzeitigen Propagandakampagnen gegen die Muslimbruderschaft erschwerte. Der Vizeinterimspräsident Mohammed el-Baradei trat aus Protest gegen die Staatsgewalt zurück und entzog sich einer Verhaftung durch Flucht ins Ausland. Die Pressefreiheit wurde auch nach Ende des Ausnahmezustands durch restriktive Gesetzgebung eingeschränkt, während die militärgestützte Übergangsregierung eine Staatskampagne gegen ausländische Medien führte. Nach unabhängigen Zählungen wurden mehr als 21.000 Menschen – vornehmlich Mursi-Anhänger – verhaftet die Führungsspitze der Muslimbruderschaft inhaftiert und Tausende Muslimbrüder festgenommen. Sämtliche Organisationen der Muslimbruderschaft wurden verboten, ihr Vermögen konfisziert und die Organisation schließlich von Seiten der Übergangsregierung zur terroristischen Vereinigung erklärt. Noch vor Mitte Januar 2014 erreichte die Zahl der Todesopfer seit dem Militärputsch nach unabhängigen Zählungen 2665. Die US-Regierung, die den Putsch zunächst gerechtfertigt hatte, fror im Oktober 2013 Teile der Militärhilfe an Ägypten vorerst ein.
Der Übergangsregierung Beblawi wurde vorgeworfen, die nach dem Putsch sprunghaft angestiegenen Terroranschläge im Land nicht wirksam begegnet zu haben, für die die militärgestützte Regierung Extremisten mit Verbindungen zu Mursi und dessen Muslimbruderschaft verantwortlich gemacht hatte, obwohl Experten eine Verantwortung der Muslimbruderschaft für Terroranschläge als unwahrscheinlich einschätzten. Der gestürzte Staatspräsident Mursi wurde seit dem Putsch vom 3. Juli bis zu seinem Prozessbeginn am 4. November 2013 an einem nicht bekannt gegebenen Ort festgehalten und zusammen mit weiteren Führungspersonen der Muslimbruderschaft unter Androhung lebenslanger Haft oder Todesstrafe vor Gericht gestellt. Bezüglich der Haftbedingungen während der Regierung Beblawi kam es zu schwerwiegenden Beschuldigungen und Foltervorwürfen.
Trotz milliardenschwerer Finanzhilfen aus den Golfstaaten Saudi-Arabien, Kuwait und den Vereinigten Arabischen Emiraten nahm die Wirtschaftskrise Ägyptens während der Regierungszeit des Kabinetts Beblawi überhand. Die durch den Machtkampf zwischen der vom Militär eingesetzten Übergangsregierung und den Muslimbrüdern nach dem Putsch verursachte Verschärfung der politischen Unsicherheit und wachsende Instabilität Ägyptens schlug sich auch in deutlichen Einbußen der für die Wirtschaft des Landes bedeutenden Tourismus-Branche nieder. Massive Streiks erfassten zahlreiche Bereiche Ägyptens.
Am Ende Februar 2014 trat das Kabinett Beblawi überraschend zurück.

### Bildung einer neuen Übergangsregierung
Am 25. Februar 2014 ernannte Interimspräsident Mansur Ibrahim Mahlab zum neuen Ministerpräsidenten, der mit der Bildung einer neuen Regierung betraut wurde. Mahlab war in dem Kabinett Beblawi Wohnbauminister. Zudem gilt er als Mubarak-Vertrauter, der vor dem Sturz Mubaraks dem einflussreichen Politischen Komitee der 2011 aufgelösten, damaligen Staatspartei NDP angehört hatte, das von dem Sohn Mubaraks, Gamal Mubarak, geführt wurde und in dem Ruf steht, nebenher Pfründen an Günstlinge des Regimes verteilt zu haben. Er war unter Mubarak Mitglied im Oberhaus des ägyptischen Parlamentes. Von Seiten westlicher Medien wurde die Ernennung Mahlabs als Anzeichen für eine Restauration der „alten politischen Garde des gestürzten Diktators Husni Mubarak“ interpretiert.
In seiner ersten Pressekonferenz kurz nach seiner Ernennung als Ministerpräsident kündigte Ibrahim Mahlab an, die Mitglieder seines noch zu bildenden Kabinetts würden „heilige Krieger“ im Dienste der Ägypter sein und nannte die Stabilisierung der Sicherheitslage als vorrangigste Aufgabe: „Wir werden zusammen daran arbeiten, die Sicherheit in Ägypten wieder vollständig herzustellen und den Terror in allen Ecken des Landes zu vernichten“, so Mahlab am 25. Februar, „Sicherheit und Stabilität im ganzen Land und die Zerschlagung des Terrorismus werden den Weg für Investitionen freimachen“.
Der designierte Regierungschef Mahlab setzte daraufhin für die Bildung einer neuen militärgestützten Übergangsregierung nach dem Rücktritt von Interimsministerpräsident Hasem al-Beblawi wieder vorwiegend auf zurückgetretene Minister. Wiederernannt wurden für seine Regierung, die sechste seit dem Sturz von Präsident Mubarak im Februar 2011, unter anderem Innenminister Mohammed Ibrahim, Planungsminister Aschraf al-Arabi, der für Öl zuständige Minister Scherif Ismail sowie Armeechef Abd al-Fattah as-Sisi als Verteidigungsminister, der das Regierungsamt jedoch vor einer offiziellen Einreichung seiner Präsidentschaftskandidatur wieder niederlegen müsste.

## Militärgestützte Übergangsregierung – Kabinett Mahlab
Bereits seit der Erschießung Hunderter Unterstützer der Muslimbruderschaft durch Sicherheitskräfte bei Antiputsch-Demonstrationen, der Verhaftung Tausender und der Erklärung der Muslimbruderschaft als „terroristische Vereinigung“ während der Zeit des Kabinetts Beblawi wich die vor allem im Westen anfangs gehegte Hoffnung, Militärchef Sisi könne als der „neue starke Mann Ägyptens“ eine Politik der nationalen Versöhnung anstreben, einer Beurteilung der politischen Linie des Militärchefs als „Politik der Konfrontation“.
Die neue Regierungsbildung mit dem Kabinett Mahlab zeigte nach Ansicht von Beobachtern eine Verschiebung der in Ägypten herrschenden Allianz an von einer „säkularen Anti-Muslimbruderschaft-Opposition“, die die Rückendeckung für den Militärputsch geboten habe, hin zu „Verbündeten des Mubarak-Regimes, seinen Geschäftskumpanen und Oligarchen, die gebraucht werden, um die erwartete Präsidentschaftskandidatur Sisis zu unterstützen“ (Emad El-Din Shahin). Die noch vor der Vereidigung des Kabinetts Mahlab von Interimspräsident Mansur bekanntgegebene Verlegung der Präsidentschaftswahl vor die Parlamentswahl gegen den Willen der Demokratiebewegung werteten Beobachter als geeignete Maßnahme, die Macht von Militärchef Sisi zu festigen und den politischen Zielen des sogenannten „Arabischen Frühlings“ entgegenzuwirken.

### Politische Konflikte und Prozesswelle

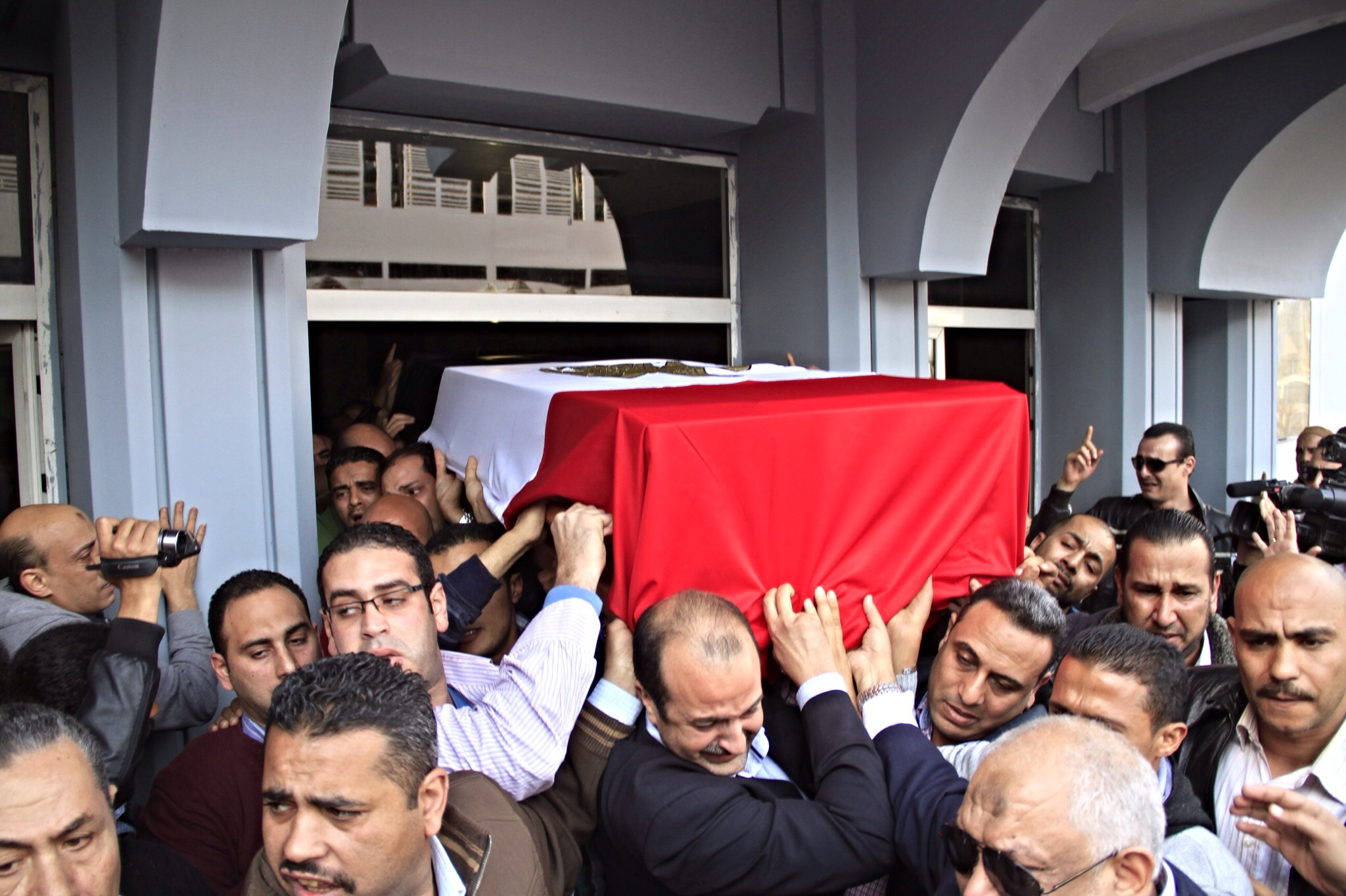
Männer tragen die Leiche des Polizeichefs von Gizeh, Tarik al-Margawi, der am 2. April 2014 bei einem Attentat getötet wurde, zu dem sich die Islamistengruppe Adschnad Misr („Soldaten Ägyptens“) bekannte

Auch unter der militärgestützten Übergangsregierung des Kabinetts Mahlab und kurz vor der Präsidentschaftswahl dauerten die Unruhen in Ägypten an. Seit dem Sturz des gewählten Präsidenten Mursi durch das Militär Anfang Juli 2013 häuften sich Angriffe auf Sicherheitskräfte, für die die militärgestützte Übergangsregierung die mittlerweile von den neuen Machthabern verbotene Muslimbruderschaft verantwortlich machte, obwohl sich immer wieder radikal-islamische Splittergruppen zu den Taten bekannten und die Muslimbrüder die Vorwürfe des Militärregimes zurückwiesen. Der rücksichtslose Repressionskurs der militärgestützten Übergangsregierung führte in Ägypten zu einer Destabilisierung der Lage. Ägypten galt im Frühjahr 2014 als bankrott, nahezu unregierbar und zunehmend unsicher.
Auf dem Sinai blieben die Ursachen des Konflikts trotz einer Militäroffensive unangetastet. Während sich in Ägypten zunehmend politisch und wirtschaftlich chaotische Zustände ausbreiteten, geriet der gesamte Sinai in einen bewaffneten Konflikt von militanten Islamisten und ägyptischen Interims-Behörden. Am 4. März 2014 wurde die im benachbarten Gazastreifen herrschende radikalislamische Palästinenser-Organisation Hamas in Ägypten gerichtlich verboten. Die Offensive des Militärs bewirkte eine Verschlechterung der Situation auf dem Sinai. Rigorose Ausgangssperren in manchen Städten brachten die Wirtschaft auf der Halbinsel teilweise zum Erliegen und schreckten Geschäftsleute und Investoren ab.
Am 7. März 2014 erließ eine Gruppe von 27 Ländern auf der 25. Sitzung des UN-Menschenrechtsrats (UNHRC) in Genf eine Deklaration zur Menschenrechtslage in Ägypten, in der sie Bedenken wegen der in großem Maßstab angewendeten Gewalt der militärgestützten ägyptischen Übergangsregierung gegen oppositionelle Demonstranten äußerte. Die gemeinsame Stellungnahme betonte die Notwendigkeit von Gerechtigkeit für die Tötungen von Demonstranten und Sicherheitskräften seit dem 30. Juni 2013 und seit der Installation der militärgestützten Regierung.

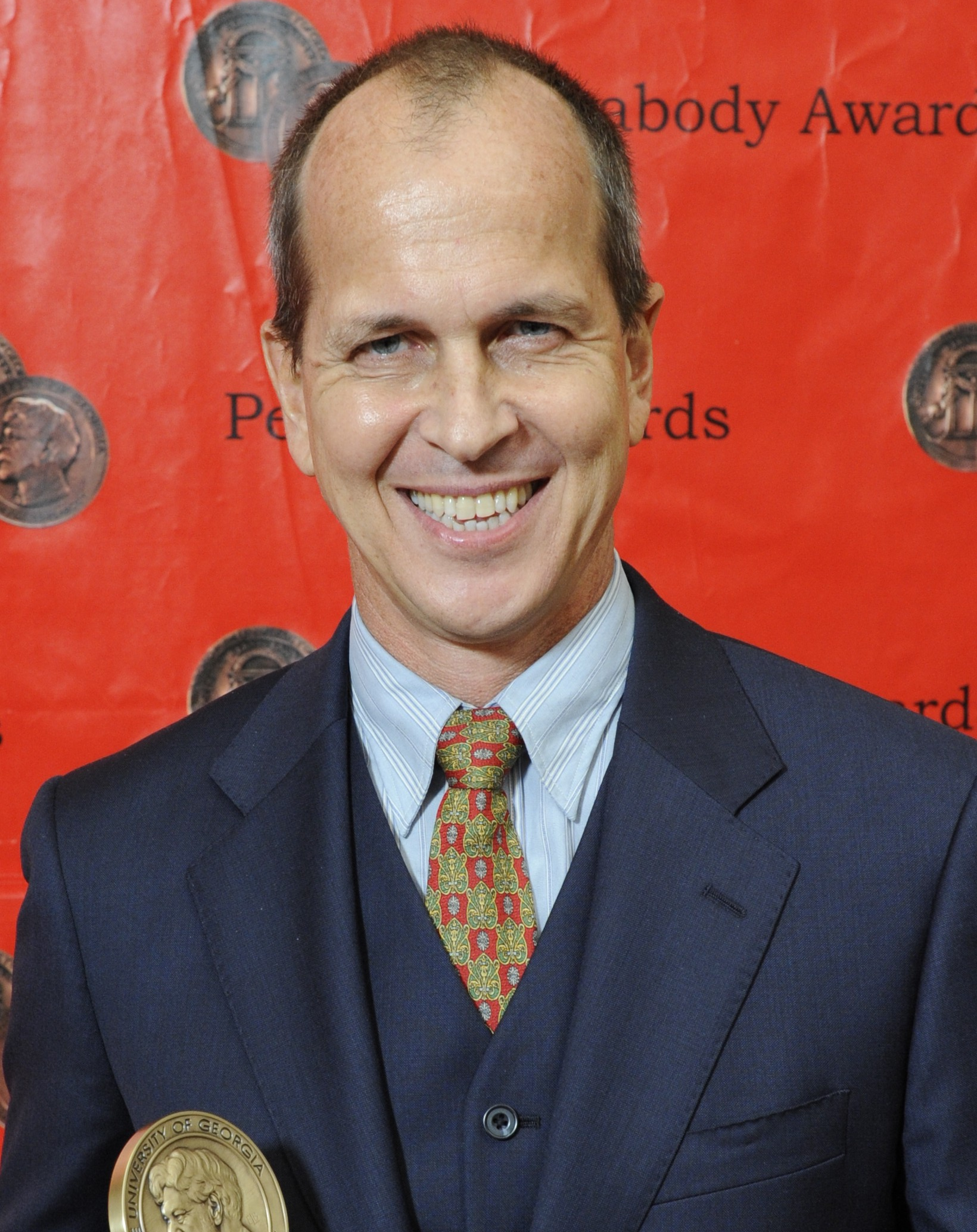
Der im Dezember 2013 inhaftierte australische Al-Jazeera-Korrespondent Peter Greste

Die Strafverfolgung von Regimegegnern und Journalisten weitete sich aus und es kam zu einer Welle politisierter Massenprozesse. Wenige Tage nachdem in Minya über 500 Regimegegner nach einer kurzen Gerichtssitzung in einem Massenurteil zum Tode verurteilt wurden, worauf weltweit mit heftiger Kritik und Empörung reagiert wurde und in Ägypten über Wochen zahlreiche Studentenproteste an den Universitäten mit mehreren Todesopfern unter den Studenten entbrannten, verkündete der de facto-Machthaber Sisi Ende März 2014 offiziell seinen Rücktritt als Armeechef, Verteidigungsminister und Vize-Ministerpräsident, um für die anstehende Präsidentschaftswahl zu kandidieren. Die Prozesse gegen Mitglieder oder Anhänger der Muslimbruderschaft, die nach dem Putsch in Form der größten Prozesswelle in der 85-jährigen Geschichte der Muslimbruderschaft während der militärgestützten Regierung des Kabinetts Beblawi begonnen worden waren, wurden von Menschenrechtsorganisationen als intransparente und politisierte Prozesse mit der Gefahr von Schauprozessen eingestuft. Das Massentodesurteil vom 24. März wurde als Anzeichen dafür angesehen, dass nach dem Inhaftierung von 3000 Kadern der Muslimbruderschaft im Sommer 2013 nun die Justiz gegen die Gegner der vom Militär eingesetzten neuen Führung, insbesondere gegen Islamisten, durchgreifen werde. Auch der zur Zeit der Übergangsregierung des Kabinetts Beblawi Mitte Februar 2014 begonnene Prozess gegen 20 Al-Jazeera-Mitarbeiter entwickelte sich im März zunehmend zu einer Belastung für die militärgestützte Übergangsregierung. Der vieldiskutierte Fall mit den 20 Angeklagten hatte einen weltweiten Aufschrei ausgelöst und Ängste eines scharfen Vorgehens der vom Militär installierten Behörden gegen die Presse geschürt. Institutionen wie das Weiße Haus, die Europäische Union und die UNO forderten die Freilassung der Männer und die Wahrung der Pressefreiheit. Das Committee to Protect Journalists (CPJ) wies in Verbindung mit dem Prozess gegen die 20 Al-Jazeera-Mitarbeiter darauf hin, dass die ägyptischen Behörden nach ihren Recherchen häufig gesetzliche Schikane und willkürliche Verhaftungen als Mittel einsetzten, um kritische Journalisten ruhig zu stellen.
Auf dem am 25. März 2014 begonnenen, zweitägigen Gipfeltreffen der Arabischen Liga, bei dem der machtpolitische Kampf um die Vorherrschaft in Ägypten ein zentrales Thema der innerarabischen Politik war, wurden erhebliche Zweifel am Vorgehen des Militärregimes in Kairo innerhalb der „arabischen Welt“ und eine tiefe Spaltung der Arabischen Liga in dieser Frage deutlich. Während Länder wie Saudi-Arabien, die Vereinigten Arabischen Emirate oder Bahrain den harten Kurs des ägyptischen Militärchefs Sisi unterstützen, wurde die Einstufung der Bruderschaft als Terrorgruppe von einer Mehrheit in der Liga abgelehnt. Auf die Bitte der militärgestützten ägyptischen Übergangsregierung an die Teilnehmer des Gipfeltreffens um Unterstützung im Kampf gegen „Terrorismus“ hin äußerten auch einige Delegierte der engsten Verbündeten gegen die weit gefasste Definition des Terrorismus-Begriffs durch die ägyptische Führung Bedenken. Während die Muslimbrüder in Ägypten und Saudi-Arabien im offiziellen Sprachgebrauch inzwischen als „Terrorgruppe“ galten und auf einer Stufe mit dem Terrornetzwerk al-Qaida behandelt wurden, lehnte die Mehrheit der arabischen Staaten diese Sichtweise ab. Die Herrschaft des ägyptischen Militärmachthabers Sisi blieb weiterhin von der finanziellen Unterstützung Saudi-Arabiens abhängig.

### Präsidentschaftswahl

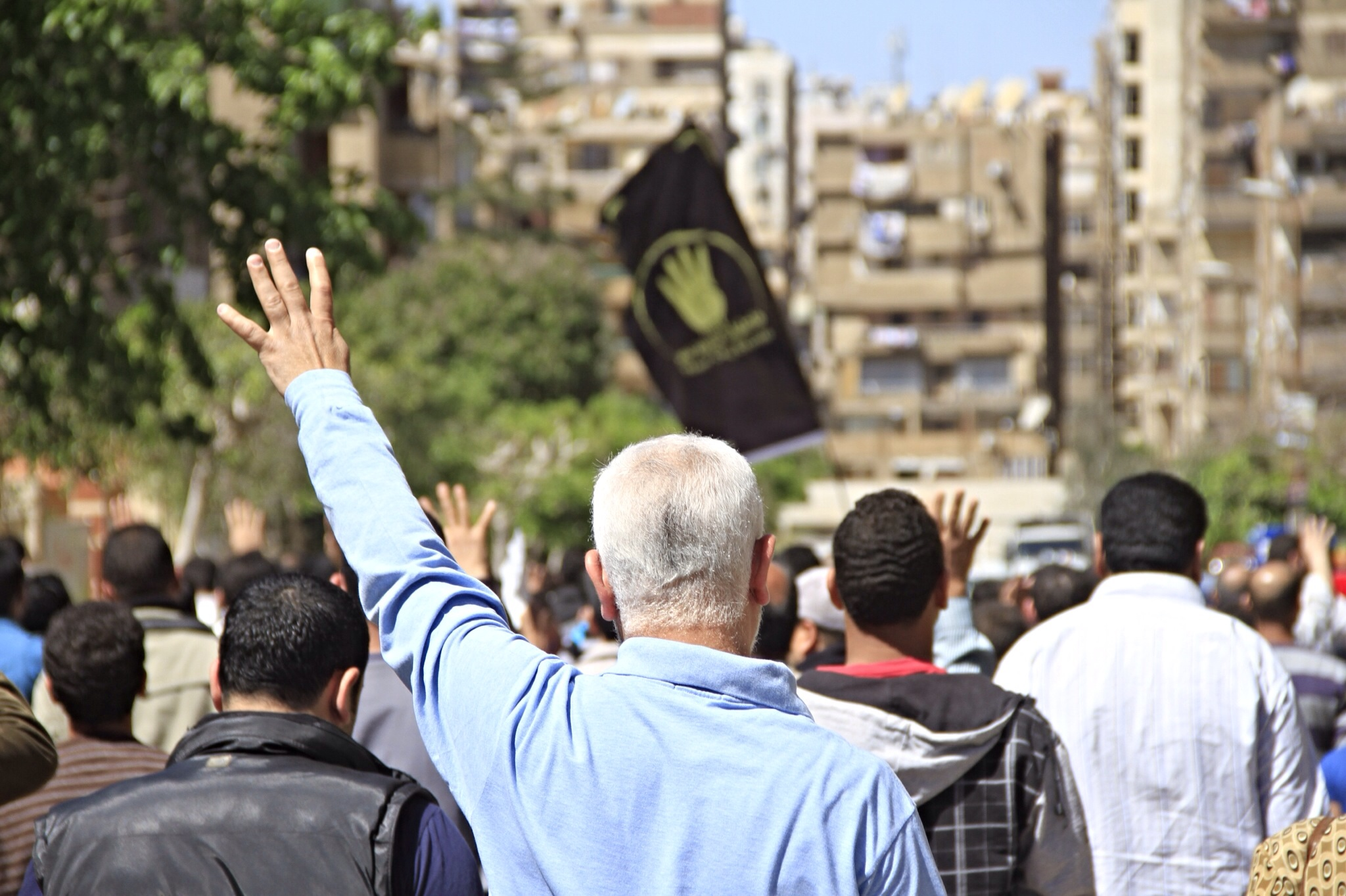
Pro-Mursi-Freitags-Demonstration in Kairo gegen Sisis Verkündung seiner Präsidentschaftskandidatur (28. März 2014)

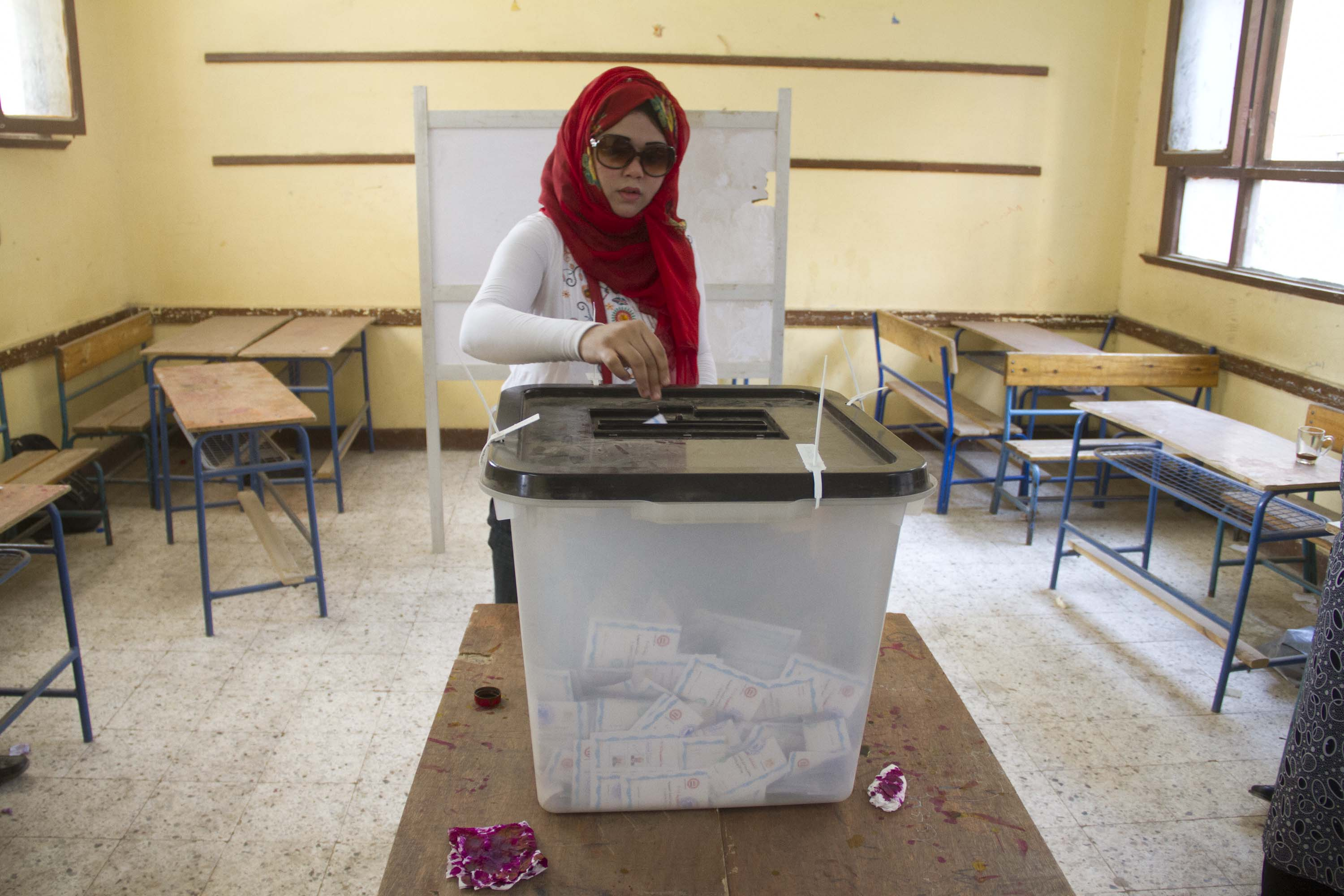
Stimmabgabe bei den umstrittenen Präsidentschaftswahlen 2014

Als Termin für die Präsidentschaftswahl wurde der 26. und 27. Mai 2014 bestimmt. Während bei der Präsidentschaftswahl 2012 noch 13 Kandidaten aller politischen Richtungen kandidiert hatten, trat gegen bei der Präsidentschaftswahl gegen Sisi 2014 lediglich der linksgerichtete Politiker Hamdin Sabahi an, dem aber gegen den eindeutigen Favoriten Sisi keine reellen Chancen eingeräumt wurden. Beobachter werteten die geringe Zahl der Kandidaten bei der Wahl von 2014 als weiteres Zeichen zunehmender Demokratiedefizite in Ägypten, Eine Präsidentschaft Sisis wurde als gleichbedeutend mit einer Rückkehr zu alten Zeiten in Ägypten gewertet, in der das Militär starken Einfluss hatte, zumal die Justiz nach dem Sturz Mursis durch den Militärchef Sisi massiv gegen die Muslimbruderschaft und auch gegen andere Dissidenten vorgegangen war und sich gleichzeitig ein regelrechter Personenkult um Sisi entwickelt hatte, der in staatlichen und privaten Medien als Retter der Nation gefeiert wurde. Beobachter bezweifelten nach Bekanntgabe der Wahltermine, dass in Ägypten die Bedingungen für freie und faire Wahlen gewährleistet sind. Mitte April wurde eine Kandidatur von Mitgliedern und ehemaligen Mitgliedern der Muslimbruderschaft bei den anstehenden Parlaments- und Präsidentschaftswahlen gerichtlich untersagt und damit die Bewegung, deren politischer Arm die Parlaments- und Präsidentenwahlen nach dem Sturz Mubaraks im Februar 2011 mit hoher Mehrheit gewonnen hatte, von der passiven Teilnahme an der Parlamentswahl ausgeschlossen. Zu diesem Zeitpunkt war bereits die gesamte Führung der Muslimbrüder nach der mit großer Härte durchgeführten Verfolgungswelle des Regimes tot oder im Gefängnis. Die Ankündigung der Kandidatur Sisis löste weitere Proteste aus, bei denen es erneut zu Toten kam. Im Vorfeld des Wahlkampfes demonstrierte die vom Militärregime verbotene Muslimbruderschaft regelmäßig gegen die aus ihrer Sicht von Präsidentschaftskandidat Abd al-Fattah as-Sisi errichtete „Republik der Angst“. Die Welle von Massenprozessen und scharfen Pauschalgerichtsurteilen vor Beginn des Wahlkampfes wurde als Willensbekundung Sisis aufgefasst, vor der Wahl Härte zu zeigen. Die als ultrareligiös geltenden Salafisten sagten Sisi vor dem Wahlkampfauftakt ihre Unterstützung zu.
| Unterstützung von Abd al-Fattah as-Sisi | Unterstützung von Hamdin Sabahi | Teilnahme ohne Unterstützung eines speziellen Kandidaten | Boykott der Wahl | Durch Verbot von Teilnahme ausgeschlossen           |
| --- | --- | -------------------------------------------------------- | --- | --------------------------------------------------- |
| - Partei des Lichts („Nur“) - Neue Wafd-Partei - Partei der Freien Ägypter - National-Progressive Unionistische Sammlungspartei („Tagamo“) - Ägyptische Arabische Sozialistische Partei - Ägyptische Konferenzpartei - Nasseristische Arabisch-Demokratische Partei - Tamarod (Partei) | - Sozialistische Volksallianz - Partei der Würde („Karama“) - Partei der Gerechtigkeit („Adl“) - Partei Freiheitliches Ägypten („Miṣr al-Ḥurrīya“) - Verfassungspartei („Dostour“) - The Popular Current - Revolutionäre Sozialisten | - Sozialdemokratische Partei                             | - Freiheits- und Gerechtigkeitspartei - Aufbau- und Entwicklungspartei - al-Wasat-Partei - Al Asalah - al-Watan-Partei - Misr-al-Qawia-Partei - Jugendbewegung des 6. April | - Muslimbruderschaft - Nationaldemokratische Partei |

Der zunächst für den 26. und 27. Mai festgelegte Wahlgang wurde am 27. Mai um einen Tag verlängert. Nach inoffiziellen und vorläufigen Ergebnissen gewann Sisi die Wahl mit über 95 Prozent der abgegebenen Stimmen. Noch vor Vorliegen eines offiziellen Wahlergebnisses focht der unterlegene Herausforderer Sisis, Hamdin Sabahi, die Wahl an. In westlichen Medienberichten wurde der Verdacht geäußert, dass die offiziell angegebene Höhe der Wahlbeteiligung mit 47,4 Prozent möglicherweise manipuliert wurde.

### Rücktritt des Kabinetts nach Sisis Amtsantritt als Präsident

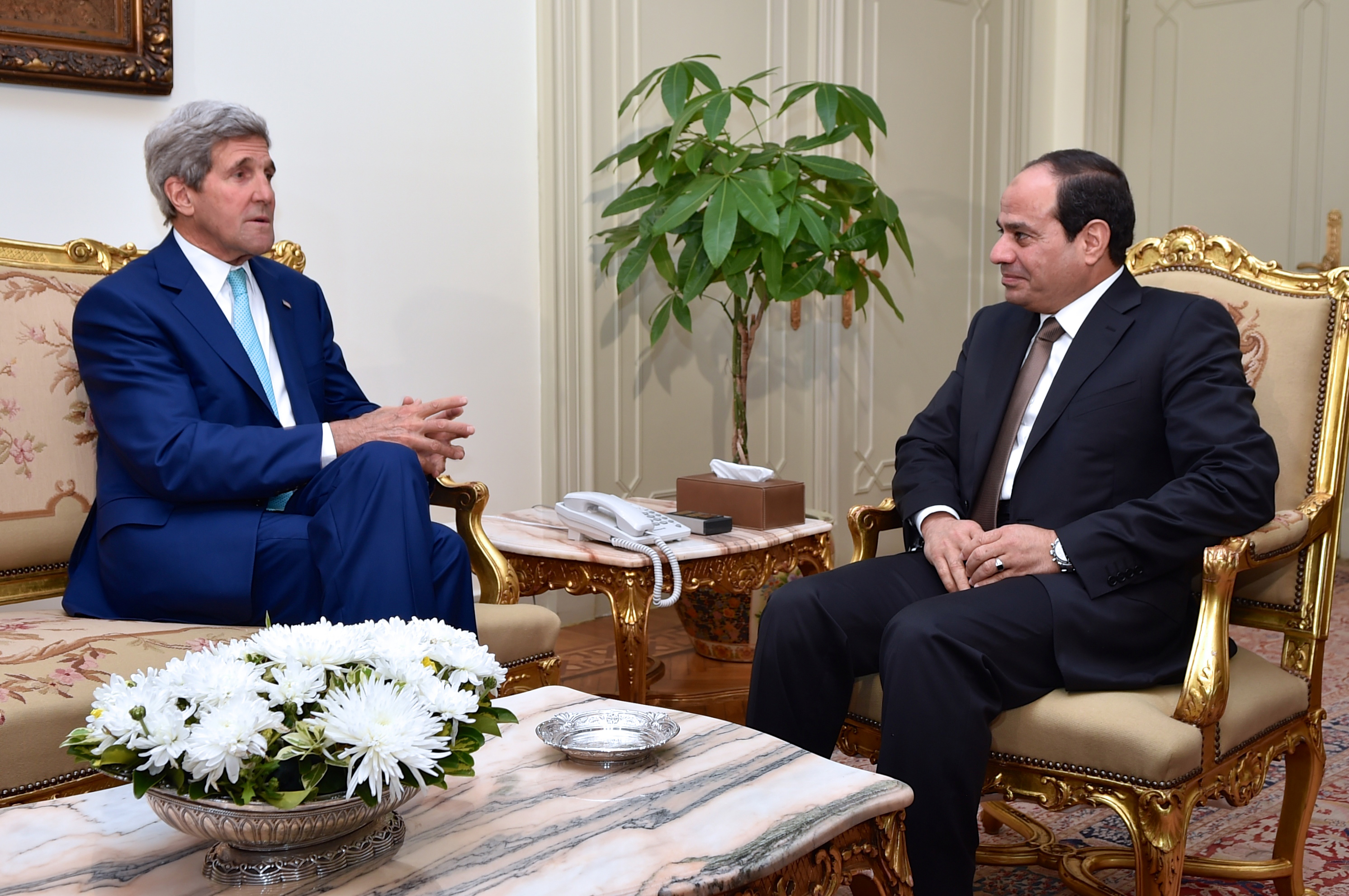
Abd al-Fattah as-Sisi, in seinem Amt als ägyptischer Staatspräsident (rechts) mit US-Außenminister John Kerry (Foto: Juli 2014)

Einen Tag nach der Vereidigung Sisis als ägyptischer Staatspräsident trat die militärgestützte Übergangsregierung am 9. Juni 2014 zurück. Interimsregierungschef Ibrahim Mahlab erklärte nach der Demission, dem neuen Staatschef solle so die Möglichkeit gegeben werden, sich ein Kabinett seines Vertrauens zusammenzustellen.

## Wertender Ausblick auf die Präsidentschaft Sisis
Schon vor der Präsidentschaftswahl war das faktisch vom Militär beherrschte Ägypten von wissenschaftlicher Seite und Beobachtern als eine „von Tag zu Tag autoritärer“ werdende „Militärdiktatur“ (Guido Steinberg/SWP) oder als ein „von den Militärs immer repressiver geführtes Land“ eingestuft worden, „in dem Demokratie und Rechtsstaat trotz aller Ideale der Arabischen Revolutionen kaum noch etwas gelten – von der Menschenwürde ganz zu schweigen“ (Rainer Sollich/Leiter der Arabisch-Redaktion der Deutschen Welle). Die praktisch unbegrenzte Ausdehnung der Zuständigkeit der Militärgerichte – zehn Monate zuvor noch das wichtigste Bürgerrechtsthema in einer auch öffentlich geführten Debatte um die Post-Mursi-Verfassung – wurde nun von Präsident Sisi im Schnellverfahren vorgenommen. Die ägyptische Legislative und Judikative konnten zunehmend als Instrumente des Machterhalts angesehen werden. Das Kabinett verabschiedete neue dehnbar auslegbare gesetzliche Bestimmungen, die offenbar ermöglichen sollten, jede kritische Organisation zu einer Terror-Zelle zu erklären. Ägyptische Richter ebneten mit „bizarren Urteilen den Weg in eine verkappte Militärdiktatur“ (Martin Gehlen/Korrespondent in Kairo). Die Massentodesurteile wurden als Signal gedeutet, dass Widerstand gegen die Militärdiktatur gebrochen und Opposition nicht toleriert wird. Während Demonstranten drakonische Haftzeiten und Gefängnisfolter zu erwarten hatten, wurden der ehemalige Diktator Hosni Mubarak, sein berüchtigter Innenminister und sechs hohe Polizeigeneräle, die wegen des Schießbefehls auf Demonstranten des Arabischen Frühlings mit in der Folge 900 Toten im Frühjahr 2011 angeklagt waren, freigesprochen. Mubarak-Richter Mahmoud al-Rashidy führte in seiner Freispruchbegründung die Behauptung an, der „Arabische Frühling“ sei Ergebnis einer zionistisch-US-amerikanischen Verschwörung gewesen mit dem Ziel, Ägypten zu zerstören. Der straflose Ausgang des Mubarak-Prozesses konnte auch als Signal der Justiz an die Polizei, Armee und politische Führung gedeutet werden, dass sie nicht fürchten mussten, später für ihre Verbrechen gegen Oppositionelle, Demonstranten oder Gefangene zur Rechenschaft gezogen zu werden. Der führende al-Azhar-Gelehrte Ahmed Mohamed el-Tayeb, der Sisi bereits beim Militärputsch als Verbündeter an der Seite gestanden hatte, verkündete, dass nicht auszuschließen sei, dass neben religiösen, politischen und wirtschaftliche Faktoren auch eine Verschwörung Israels Ursache für das Aufkommen des Islamischen Staates verantwortlich sei, mit dem Ziel, dass Israel weiterhin das mächtigste Land in der Region bleiben solle. Sisi selbst begegnete einem möglichen rationalen politischen Diskurs, indem er ankündigte, künftig jeden per Gesetz zu bestrafen, der die beiden „Revolutionen“ der vergangenen vier Jahre „beleidigt“, womit er auf den Januar 2011 und den Militärputsch vom Juni 2013 anspielte.
Die Ereignisse in Ägypten wurden mit den Vorgängen in Algerien verglichen aus dem Jahr 1992, wo die Armee geputscht hatte, als sich ein Wahlsieg der Islamisten abzeichnete. Im Unterschied zu Algerien beruhte die die wirtschaftliche Macht des militärischen Machtapparats, der in Ägypten – abgesehen vom einjährigen demokratischen Interregnum Mursis abgesehen – seit dem Sturz der Monarchie 1952 ununterbrochen das Land beherrschte, nicht auf kriegs- und krisensicheren Ressourcen des Landes, sondern auf den Einnahmen aus dem Sues-Kanal sowie der Kontrolle über weite Teile der Textilindustrie und vor allem der nach drei Jahren Unruhen geschwächten Tourismusbranche. Ein Ende der mit der ägyptischen Wirtschaftskrise einhergehenden Haushaltskrise blieb unter Sisi nach Einschätzung von Fachleuten entgegen anders lautenden Regierungsdarstellungen langfristig nicht absehbar (Stand: 2015). Ein weiterer Anstieg des bereits im Haushaltsjahr 2012/2013 zweistelligen Haushaltsdefizits konnte seither nur durch Hilfszahlungen, Kredite und Rohstofflieferungen in Höhe von 23 Milliarden US-Dollar aus den drei Golfstaaten Saudi-Arabien, Kuwait und den VAE abgewendet werden, ohne deren Unterstützung Ägypten unter Sisi bereits lange zuvor zahlungsunfähig geworden wäre. Außenpolitisch führte die Abhängigkeit von der Hilfe der Golfstaaten dazu, dass sich das ägyptische Regime zur militärischen Unterstützung der Geldgeberstaaten verpflichtet sah wie im Fall der von Saudi-Arabien mit Unterstützung anderer arabischer Staaten und der USA geführten Militärintervention im Jemen seit 2015.
Die Sisi-Administration unternahm keine erkennbaren Schritte zur Verbesserung der Regierungsführung, als deren Voraussetzung Fachleute ein Ende der unter Sisi allumfassenden politischen Repression ansahen. Die kritische Presse, die Zivilgesellschaft und die politische Opposition als Akteure, die für eine verbesserte Regierungsführung hätten eintreten können, wurden massiv vom Regime unter Sisi unterdrückt. Zudem beschleunigte gerade die exzessive Verfolgung der Muslimbruderschaft die Radikalisierung zuvor gemäßigter Akteure weiter, was an der Zunahme politisch motivierter Gewalt abzulesen war und dramatische Folgen – auch für die ägyptische Wirtschaft – nach sich zog. Eine Reintegration der Muslimbruderschaft in den politischen Prozess wurde deshalb von westlichen Fachleuten als unabdingbare Voraussetzung für die Stabilisierung und wirtschaftliche Entwicklung Ägyptens angesehen.
Der wirtschaftliche Kurs der Sisi-Administration mit dem Bemühen um ausländische Direktinvestitionen lehnte sich sehr an die letzten Jahre der Mubarak-Ära an, als der Investitionsboom keine positiven, sondern eher negative Auswirkungen auf die allgemeinen Lebensverhältnisse in Ägypten hatte. Aus Kreisen der ägyptischen Zivilgesellschaft wurde die neue Investitionsstrategie unter Sisi kritisiert. So urteilte das Egyptian Center for Economic and Social Rights in einer Studie vom Februar 2015, die Investigantionsstrategie unter Sisi sehe den Zufluss von Direktinvestitionen nicht als Mittel zur Bekämpfung von Armut, Arbeitslosigkeit und Unterentwicklung an, sondern als Selbstzweck und ziehe entsprechend nur sich schnell amortisierende Investitionen, kaum aber nachhaltig Beschäftigung schaffende. Der Anteil Jugendlicher, die unter oder nur knapp über der Armutsgrenze lebten, betrug für 2013/2014 laut der nationalen Statistikbehörde fast 52 Prozent, während der Staat nicht über die Finanzen für eine Erhöhung der Sozialausgaben verfügte. Im Sommer 2014 wurden Subventionen für Kraftstoffe und Strom gekürzt, was Preissteigerungen von bis zu 70 Prozent
zur Folge hatte.
Die laut Experten absehbare wirtschaftliche Stagnation und die damit einhergehende Verschlechterung der Lebensbedingungen führten zu fachlichen Prognosen neuer Proteste und einer weiteren Destabilisierung in Ägypten.
Nach einer Dokumentation des Al-Nadeem Center for Rehabilitation of Victims of Violence wurden allein in den zwölf Monaten seit Beginn der Präsidentschaft Sisis im Juni 2014 272 Gefangene in Polizeigewahrsam zu Tode gefoltert oder starben in völlig überfüllten Zellen. Im ersten Jahr der Sisi-Präsidentschaft habe Ägypten die „schlimmsten Menschenrechtsverletzungen erlebt, seit das Zentrum 1993 gegründet wurde“. Indem Sisi im Umgang mit seiner Opposition ausschließlich auf Gewalt setzte, drängte er nach Ansicht von Beobachtern immer größere Teile der Bevölkerung in den Untergrund und in die Gefolgschaft von Terroristen. Die Menschenrechtsorganisation Amnesty International warf dem Regime Sisi in einer am 30. Juni 2015 veröffentlichten Dokumentation vor, es sei in eine „totale Repression“ zurückgefallen und breche die Moral der besten und klügsten Köpfe des Landes, um jegliche Bedrohung der eigenen Herrschaft im Keim zu ersticken. „Zwei Jahre nach dem Sturz von Präsident Mohammed Mursi wurden Massenproteste durch Massenverhaftungen ersetzt“, kritisierte Amnesty International. Das Außenministerium des ägyptischen Regimes warf Amnesty International daraufhin vor, mit seinem Bericht den Terrororganisationen in die Hände zu arbeiten und „üble Ziele zu verfolgen“, was die Frage über die Verbindungen zwischen Amnesty International und solchen Gruppen aufwerfe.
| Maßnahme                                          | Zeitpunkt               | Inhalt und Anmerkungen |
| ------------------------------------------------- | ----------------------- | --- |
| Ausschreibungsgesetz                              | September 2013          | Ein Dekret Mansurs lässt Minister der nicht gewählten Regierung Unternehmen Aufträge ohne öffentliche Ausschreibungsverfahren zusprechen. In den Monaten nach dem Dekret wurden der Armee Bauaufträge in Höhe von 1 Milliarde US-Dollar zugesprochen. |
| Verlängerung der Untersuchungshaft                | September 2013          | Die Höchstdauer der Untersuchungshaft für Fälle von Beschuldigungen von Verbrechen, die mit lebenslänglicher Haftstrafe geahndet werden können, wird beseitigt, womit formaljuristisch ermöglicht wird, dass bestimmte unbestrafte politische Dissidenten mit unbegrenzter Dauer in Untersuchungshaft verbleiben. |
| Demonstrationsverbot                              | November 2013           | Das Demonstrationsverbot wurde zu einem der Hauptwerkzeuge des Staates zur Unterdrückung und wurde zur Verhaftung Tausender Menschen angewendet. |
| Investmentgesetz                                  | April 2014              | Es verbietet Drittparteien Rechtsmittel gegen die Vergabe von Regierungsaufträgen einzulegen. Laut dem Menschenrechtsaktivisten Ahmed Ezzat besteht die Gefahr des Gesetzes darin, dass Bürger, die Korruption bei Auftragsvergaben erkennen, keine Rechtsmittel einlegen können, so dass das Gesetz der Institutionalisierung von Korruption diene.                                                                                          |
| Wahlgesetz                                        | Juni 2014               | Experten warnen davor, dass ein neues Wahlrecht die alten Eliten privilegiert und liberale Parteien, die nach der sogenannten Revolution von 2011 aufgekommen waren, blockiert. Amr Abdulrahman, Direktor für Bürgerrechte in der Egyptian Initiative for Personal Right, sagte zu dem Gesetz: „Das Wahlrecht ist darauf zurechtgeschnitten sicherzustellen, dass das neue Parlament ausschließlich für wohlhabende, muslimische Männer ist“. |
| Hochschulgesetz                                   | Juni 2014               | Sisi gab sich selbst die Verfügungsgewalt, die Führung der Universitäten anzustellen und abzusetzen, womit er sich im Stil der Mubarak-Zeit eine Kontrolle der Hochschulgelände ermöglichte, die seit dem Sturz Mursis die Drehachse des Dissenses darstellten. |
| Scharfes Vorgehen gegen ausländische Finanzierung | September 2014          | Anforderung oder Empfang von ausländischen Fonds mit dem Zweck „dem nationalen Interesse zu schaden“ ist strafbar mit lebenslanger Haft. Die Regierung gibt an, dies sei gegen Terroristen gerichtet. Rechtsgruppen, deren Finanzierung größtenteils aus dem Ausland kommt, geben an, dass die vage Formulierung gegen sie verwendet werden kann, und haben Anträge um Hilfe aus dem Ausland zurückgenommen.                                  |
| Ausweitung der Militärgerichtsbarkeit             | Oktober 2014            | Dem Militär wurde Gerichtsbarkeit über weite Teile des öffentlichen Raums verliehen, einschließlich Straßen, Brücken und Universitäten. Die Maßnahme war offiziell gegen den Terrorismus gerichtet, macht es aber für die Regierung auch einfacher, Mitglieder der politischen Opposition in den intransparenten ägyptischen Militärgerichten vor Gericht zu stellen.                                                                         |
| Ultimatum an Rechtsgruppen                        | November 2014           | Rechtsgruppen wurde eine Frist gesetzt, der restriktiven und an die Mubara-Ära erinnernden Gesetzgebung zuzustimmen oder der eigenen Auflösung entgegenzusehen. Bereits Ende 2014 hatten mehrere Rechtsgruppen aus Sorge vor Konsequenzen ihre Aktivität reduziert oder gänzlich eingestellt. |
| Terrorismusgesetz                                 | Dezember 2014 (Entwurf) | Der Gesetzesentwurf weitete die Definition von Terrorismus auf alles aus, das der „nationalen Einheit schadet“. Die unklare Formulierung kann auch gegen die Opposition angewendet werden. |

Zudem drohte Mitte 2015 in Ägypten schließlich eine beispiellose Eskalation der Gewalt zwischen Extremisten und der Staatsmacht. Zwar hatte Sisi dem Land Stabilität versprochen und einen „Krieg gegen den Terror“ ausgerufen, doch die pauschale Dämonisierung der Muslimbruderschaft sowie das drakonische Vorgehen gegen Demokratieaktivisten führten zu einer tiefen Polarisierung der Bevölkerung. Im Mai gab es in Ägypten nach Angaben des Tahrir Institute for Middle East Policy (TIMEP) mit 138 Attentaten die höchste Zahl von Terroranschlägen, die in dem Land jemals innerhalb eines Monats dokumentiert wurden. Am 29. Juni wurde das bis zu diesem Zeitpunkt hochrangigstes Terroropfer in Ägypten, der als treibende Kraft hinter dem harten Vorgehen der Justiz gegen Demokratie-Aktivisten und Mitglieder der Muslimbruderschaft geltende Chefankläger Hisham Barakat, in Kairo mit einer Autobombe getötet. 48 Stunden vor dem zweiten Jahrestag des Sturzes von Mohammed Mursi überfielen am 1. Juli 2015 im Nordsinai Terrorkommandos – nach Medienangaben Kämpfer des Islamischen Staates (IS) – im schwerste Attentat in der Landesgeschichte 15 Militärposten und töteten Dutzende Soldaten, worauf sich das blutigste Gefecht auf der Halbinsel seit dem Jom-Kippur-Krieg 1973 entwickelte. Medienangaben zufolge drohte Sisi neben seinem gewaltsamen Kampf gegen die politische ägyptische Opposition ein zweiter Kampf gegen den ägyptischen Ableger des IS, dessen Anschläge von einer neuen Qualität im seit Jahren andauernden Guerillakrieg auf der Sinai-Halbinsel zeugten.
Ebenfalls noch am 1. Juli verkündete Premierminister Ibrahim Mehleb vor seiner Regierung, Ägypten befinde sich „in einem echten Kriegszustand“. Die Regierung verabschiedete umgehend ein erheblich schärferes „Anti-Terror-Gesetz“, das Sisi umgehend per Dekret in Kraft setzen wollte, um für die „Märtyrer“ „zügig Gerechtigkeit und Vergeltung zu erreichen“. Nach Informationen aus Justizkreisen sollte demnach bei Todesurteilen durch den obersten Staatsgerichtshof künftig keine Revision mehr möglich sein. Auch sollen Richter ermächtigt werden, Zeugen der Verteidigung nach eigenem Gutdünken zu übergehen. Die Definition von Terrororganisationen, zu denen zu diesem Zeitpunkt auch organisierte Anhänger von Fußballclubs erklärt wurden, sollte noch einmal erweitert werden. Justizminister Ahmed al-Zind, der mit dem Satz „Wir Richter sind die Herren, alle anderen sind die Sklaven“ aktenkundig war, wies die Richterschaft an, mithilfe der Gesetze Vergeltung zu nehmen, und annullierte dazu für den gesamten Justizapparat die üblichen dreimonatigen Justizferien von Juli bis September 2015. Sisi forderte eine schnellere Vollstreckung hunderter Todesurteile gegen Regimegegner und kündigte an: „Wenn es ein Todesurteil gibt, wird das Todesurteil auch vollzogen“. Sisi kündigte an: „Wir werden keine fünf oder zehn Jahre mehr damit verbringen, Menschen den Prozess zu machen, die uns umbringen“. Bereits Mitte Juni 2015 hatte ein Gericht auch gegen den von Sisi geputschten Staatspräsidenten Mursi die Todesstrafe verhängt. Die Polizei erschoss nach Sisis Aufruf bereits in der Nacht auf den 2. Juli bei einer Razzia in Kairo mindestens neun Anhänger der oppositionellen Muslimbruderschaft, worauf die Muslimbruderschaft in einem Communiqué zur Revolution aufrief. Damit kündigte sich in der Muslimbruderschaft als größter und ältester Oppositionsbewegung Arabiens ein Kurswechsel in der Linie seit Sisis Putsch an. Während die alte Organisationsführung stets für graduellen Wandel plädierte und jahrzehntelang darum bemüht war, ein Image der Gewaltlosigkeit zu kultivieren, um die Massen anzusprechen, gab die Muslimbruderschaft nach Sisis Putsch und der folgenden Repression nun zunehmend der Forderung junger Mitglieder nach, gewaltsamen Widerstand begrenzt zu unterstützen – gegen staatliche Einrichtungen und Infrastruktur. Die zurückhaltende alte Muslimbrüderführung war infolge des Putsches und der folgenden Repression ausgeschaltet worden. Fast alle Führer waren durch ägyptische Sicherheitsdienste getötet, inhaftiert oder ins Exil getrieben worden. Gleichzeitig verlor die Führung der Muslimbruderschaft zunehmend Einfluss auf ihre Basis in Ägypten, die auch deshalb immer mehr der Gewaltstrategie zugeneigt war, da sie glaubte, nichts mehr zu verlieren zu haben: Viele ihrer Mitstreiter waren in dem Massaker von 2013 getötet worden. Hunderte Anhänger waren der Muslimbruderschaft waren seitdem in Massenprozessen zum Tod verurteilt worden. Und viele Mitglieder der Gruppe waren enteignet worden, hatten ihre Arbeitsstellen oder Studienplätze verloren und waren mit sozialer Isolation konfrontiert. Bei internen Wahlen wurden zwei Drittel der Führung ausgetauscht mit „jungen Mitgliedern, die ihren Glauben an den demokratischen Prozess verloren haben und deswegen verlangen, den ägyptischen Staat zu zerstören“ (Gil Yaron/Die Welt).

## Verweise